# Musée des Beaux-Arts et d'Archéologie de Besançon
Pour les articles homonymes, voir Musée des Beaux-Arts et Musée des Beaux-Arts et d'Archéologie.
Le musée des Beaux-Arts et d'Archéologie de Besançon est un musée municipal créé en 1694. Il s'agit du plus ancien musée de France, près d’un siècle avant le musée du Louvre. 
Il est situé sur la place de la Révolution à Besançon (France) dans l'ancienne halle aux grains de la ville, conçue par l'architecte Pierre Marnotte. Il présente une collection riche et diversifiée (art moderne, égyptologie, beaux-arts, arts graphiques, collections archéologiques).
Réaménagé de 1967 à 1970 par Louis Miquel, élève de Le Corbusier, le musée fait à nouveau l'objet d'une rénovation totale et d'un agrandissement à partir d'octobre 2015. Trois ans plus tard, le musée entièrement rénové par l'architecte bisontin Adelfo Scaranello, est inauguré le 16 novembre 2018 en présence du président de la République Emmanuel Macron, du ministre de la culture Franck Riester et du maire Jean-Louis Fousseret. La fréquentation est alors en hausse avec 105 459 visiteurs comptabilisés à la fin de l'année 2019.

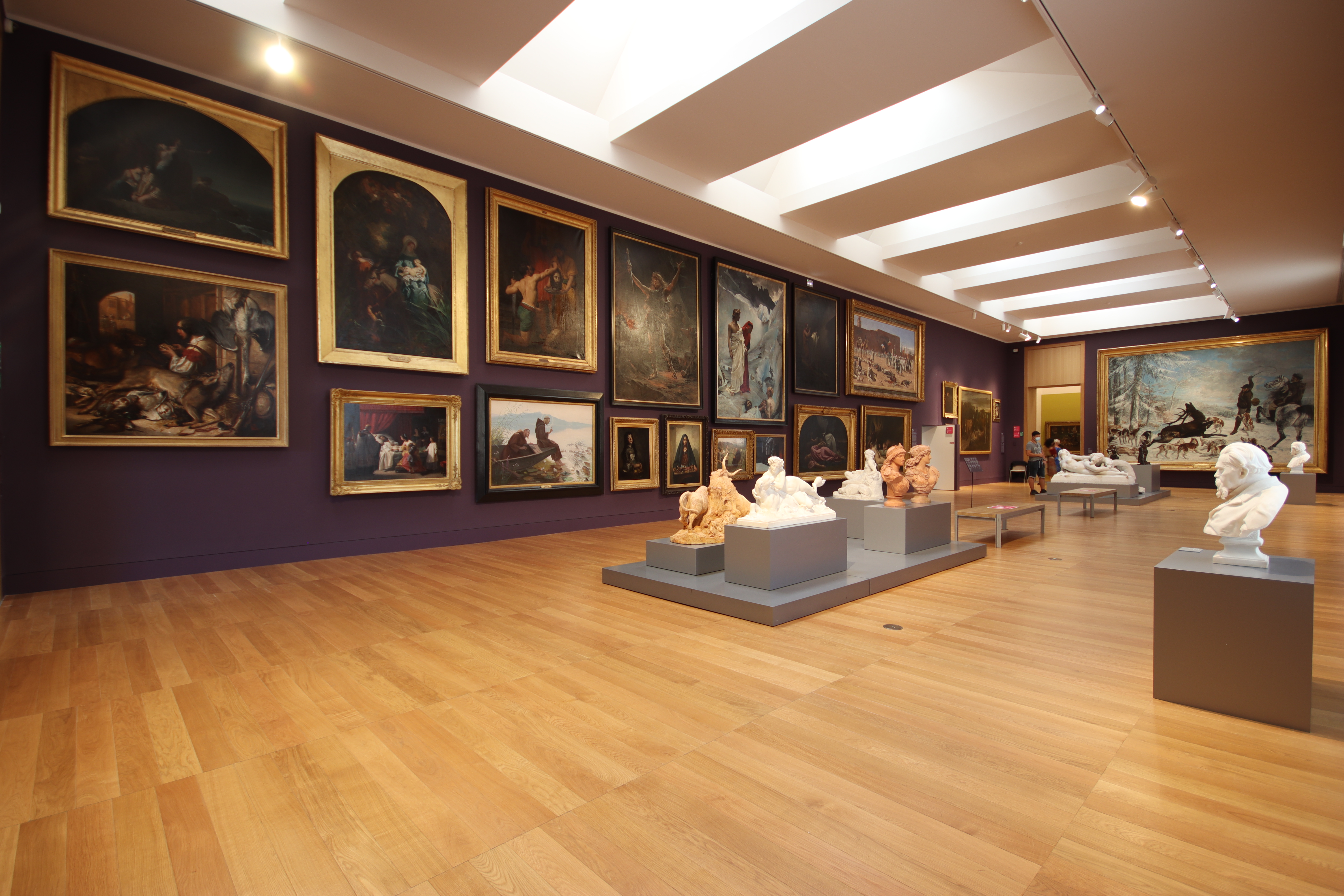
Salle XIXe siècle.
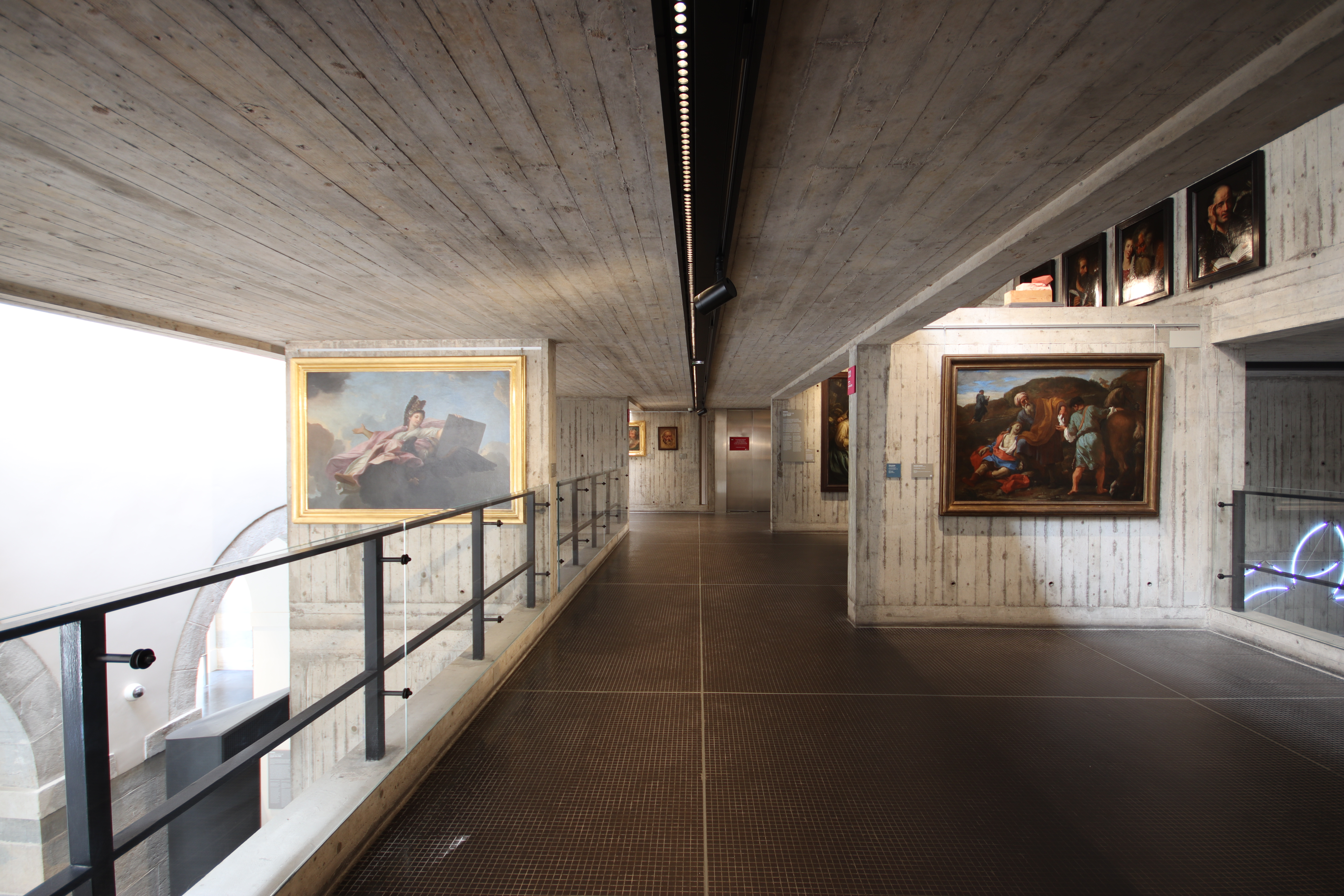
Structure en béton brut Miquel.
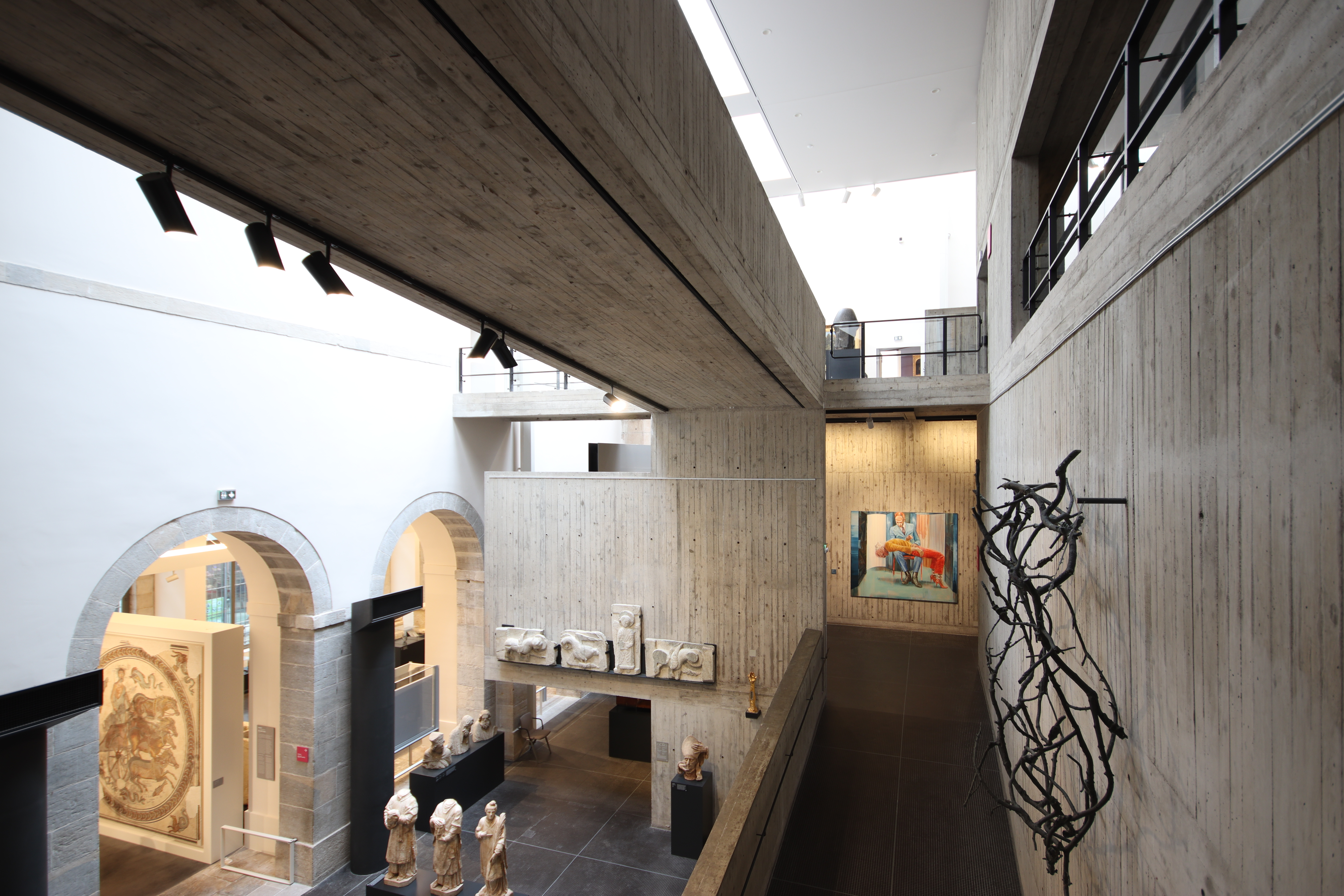
Vue sur l'archéo depuis la structure Miquel.
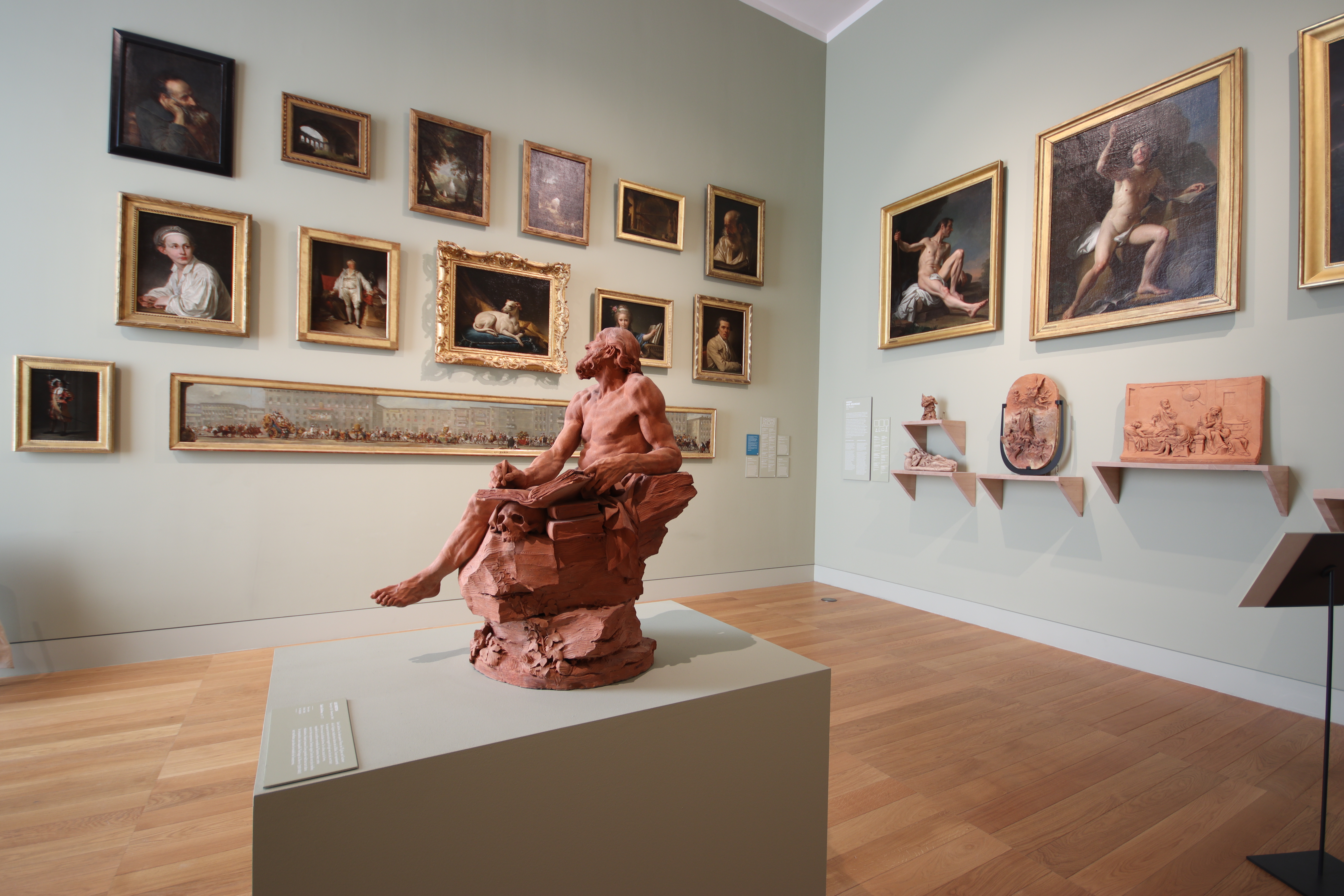
Salle XVIIIe siècle.

## Origine des collections
Les collections du musée sont essentiellement le fruit de quatre grandes donations. L'abbé Boisot lègue en 1694 ses collections à son couvent bénédictin de la ville (Saint-Vincent), à condition qu'elles soient accessibles au public deux fois par semaine. Ces collections se composent de manuscrits, de livres imprimés, de monnaies (antiques et modernes), ainsi que de onze tableaux et quatre bustes provenant de la famille des Granvelle (Nicolas Perrenot de Granvelle et son fils Antoine Perrenot de Granvelle). 
Cette collection devient ainsi le plus ancien musée public en France (presque un siècle avant le Louvre, qui est fondé le 10 août 1793). Cette « bibliothèque-musée Boisot » est fréquentée durant tout le XVIIIe siècle. La collection fut par la suite enrichie à la fin du XVIIIe siècle par les confiscations révolutionnaires.

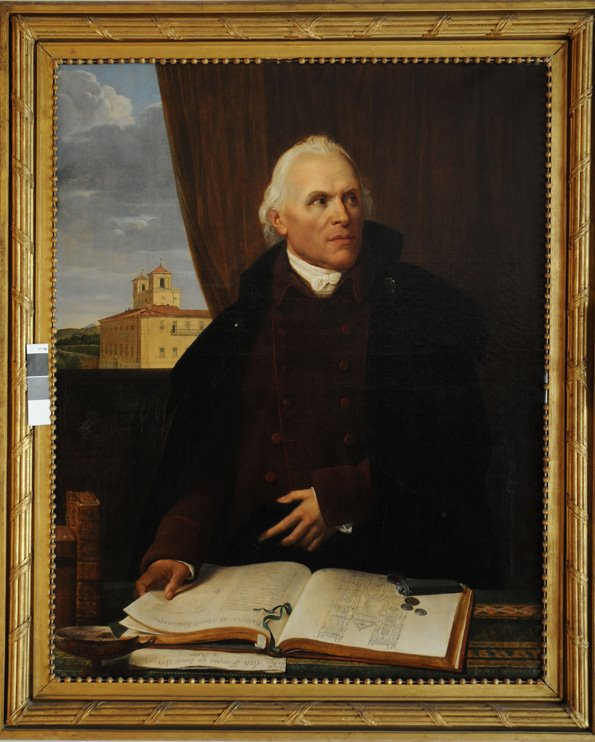
Pierre-Adrien Pâris.
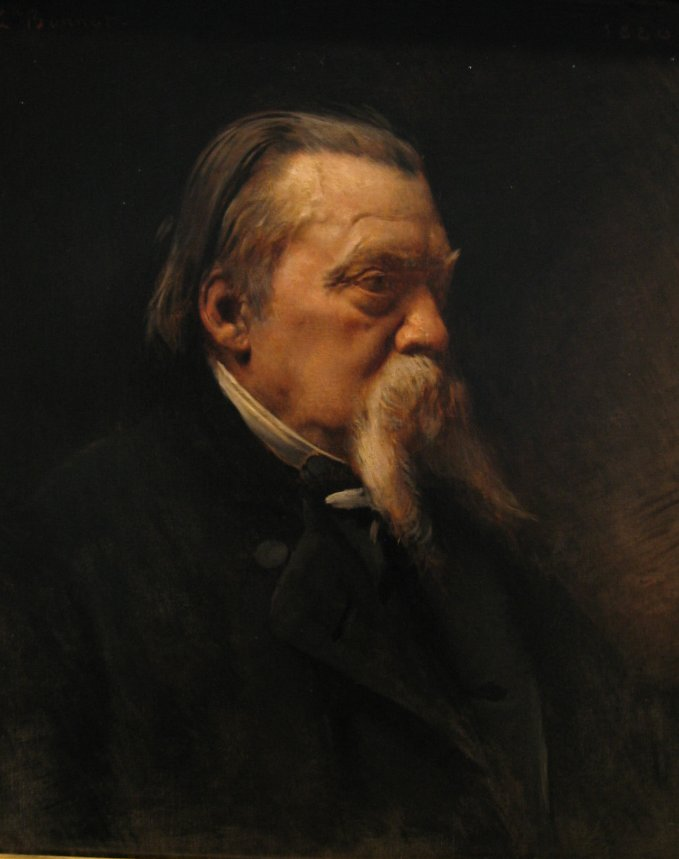
Jean Gigoux.

En 1819, l'architecte du roi, Pierre-Adrien Pâris, lègue au musée 38 peintures et 183 dessins dont ceux de Fragonard. Puis le musée reçoit en 1894 le legs de Jean Gigoux composé de plus de 3 000 dessins et de 460 tableaux (des écoles espagnoles, anglaises, nordiques, allemandes…). La dernière grande donation est celle de George Besson et de son épouse en 1960, avec 112 tableaux et 220 dessins de l’époque moderne et contemporaine.

## Les collections
Les collections du musée des Beaux-Arts et d'Archéologie de Besançon se répartissent en trois catégories :
- l'archéologie ;
- les beaux-arts ;
- le cabinet de dessins.

### Archéologie
La collection égyptienne présente les momies de Séramon, scribe royal de la XXIe dynastie, et d'Ânkhpakhéred, dessinateur du domaine d'Amon et fils d'un prêtre-ouab de la XXVIe dynastie mais aussi une série de statuettes de dieux, d'ouchebti...

Collection égyptienne (ancienne scénographie)
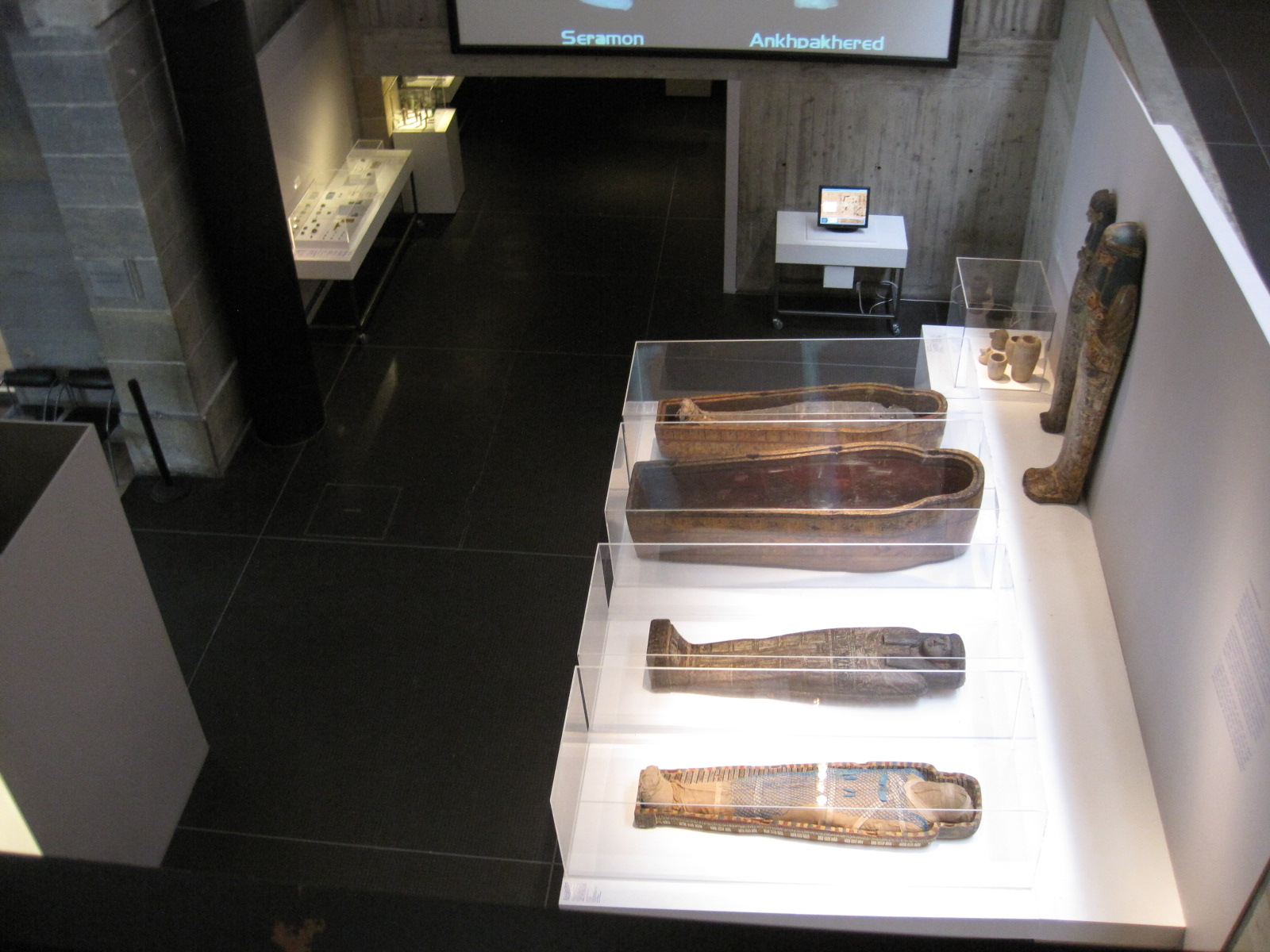
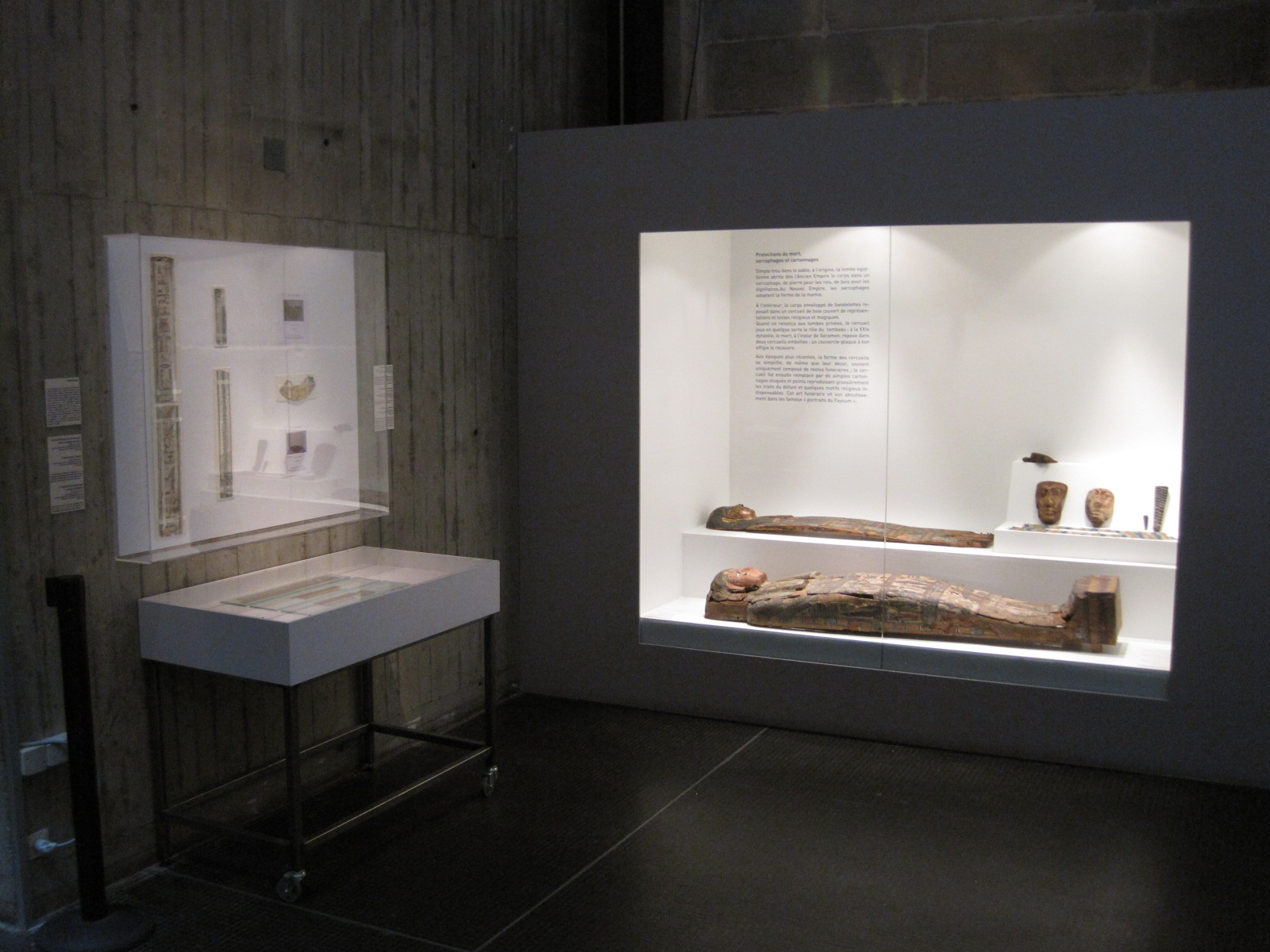
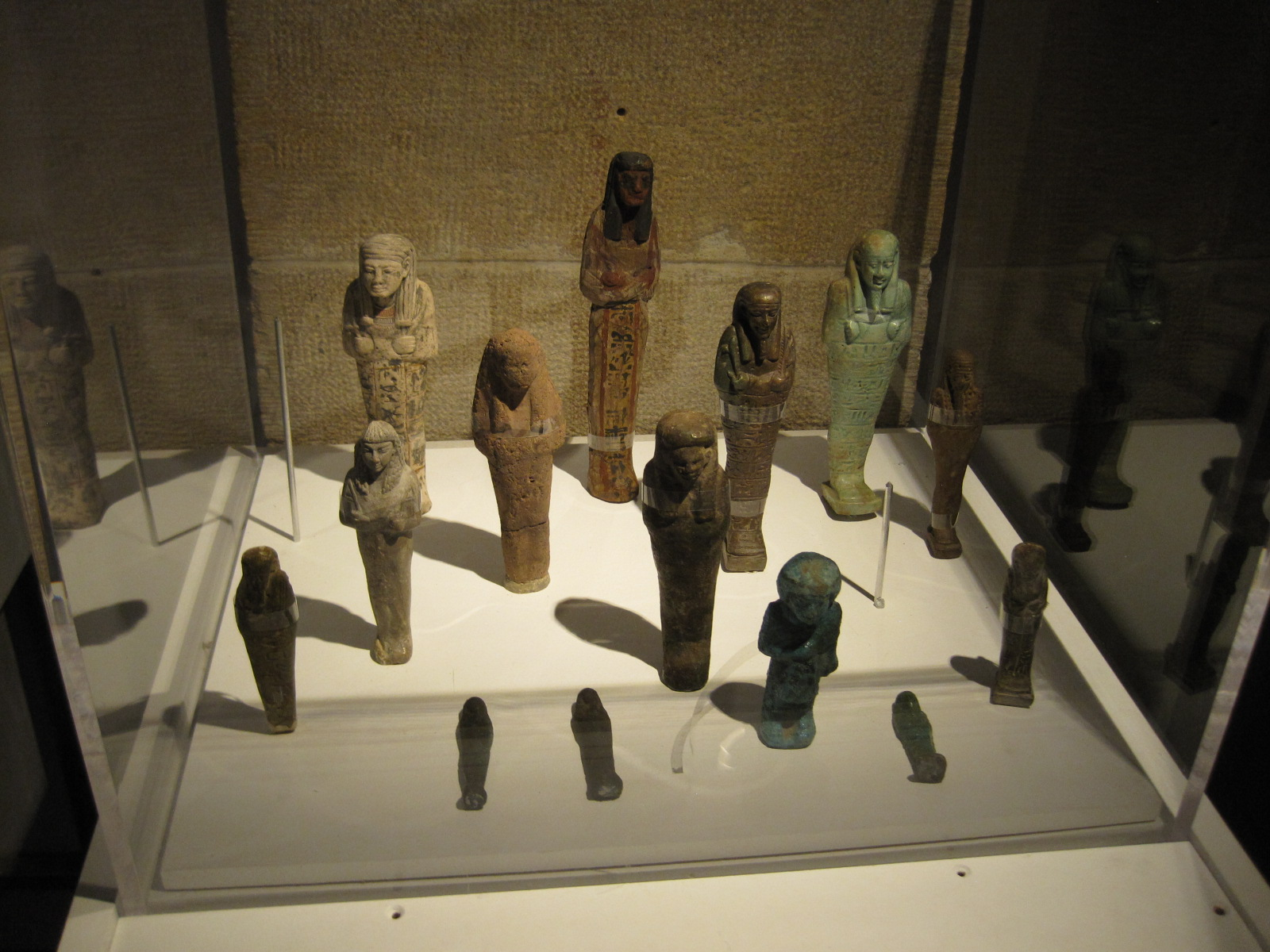
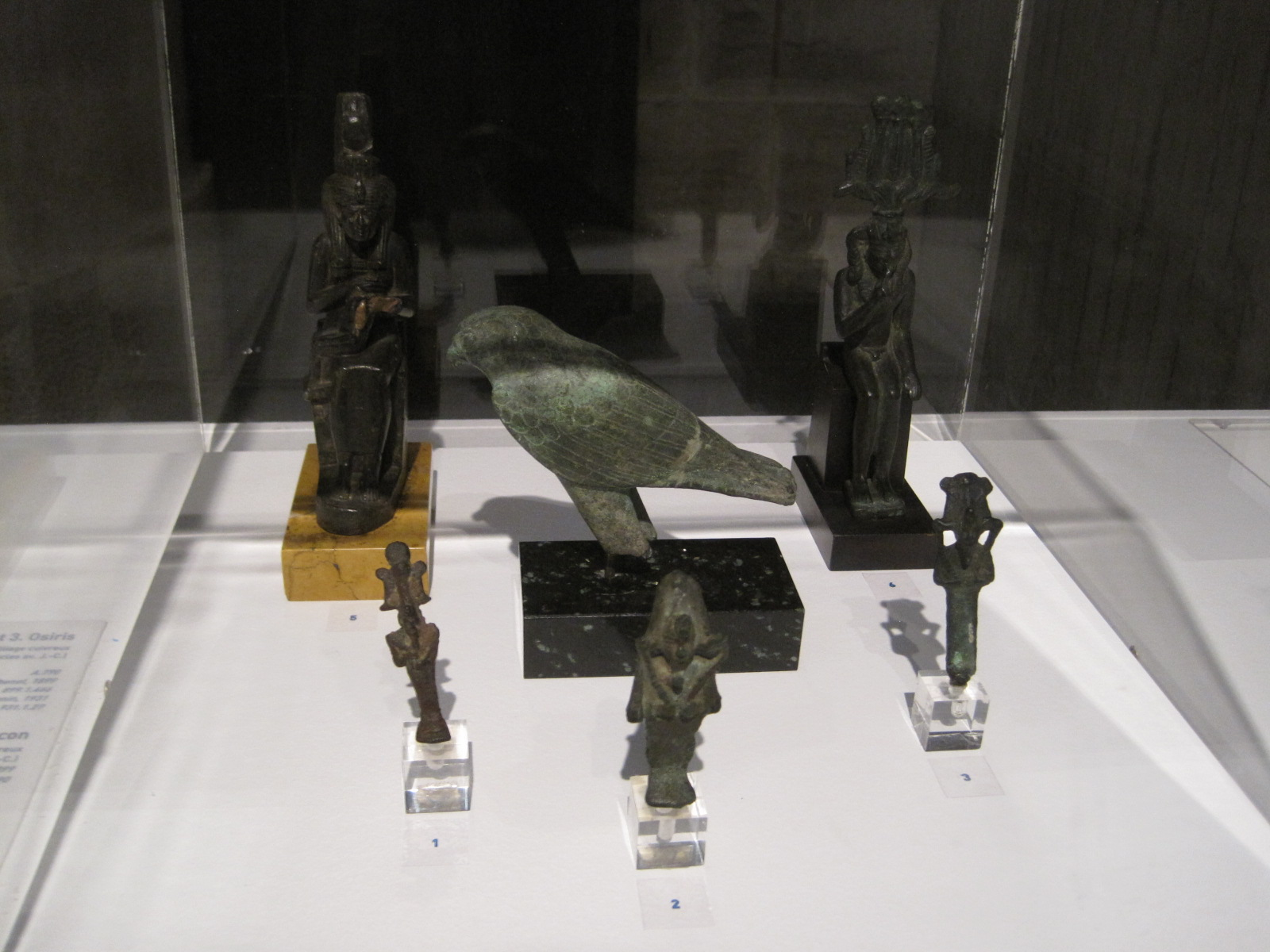

La collection de la période préhistorique et protohistorique présente des objets du néolithique, de l'âge du bronze et de l'âge du fer.
La collection la plus importante de la partie archéologique est consacrée à la période gallo-romaine avec notamment des mosaïques (mosaïque du Neptune et mosaïque de la Méduse trouvées dans la domus du collège Lumière), des objets trouvés dans les fouilles de la ville ou la statue en bronze du taureau à trois cornes d'Avrigney, dit « Taureau d'Avrigney ». En alliage cuivreux, il fut découvert en 1756 et témoigne de l’art cultuel gallo-romain et de la persistance de la mythologie celtique après la romanisation.

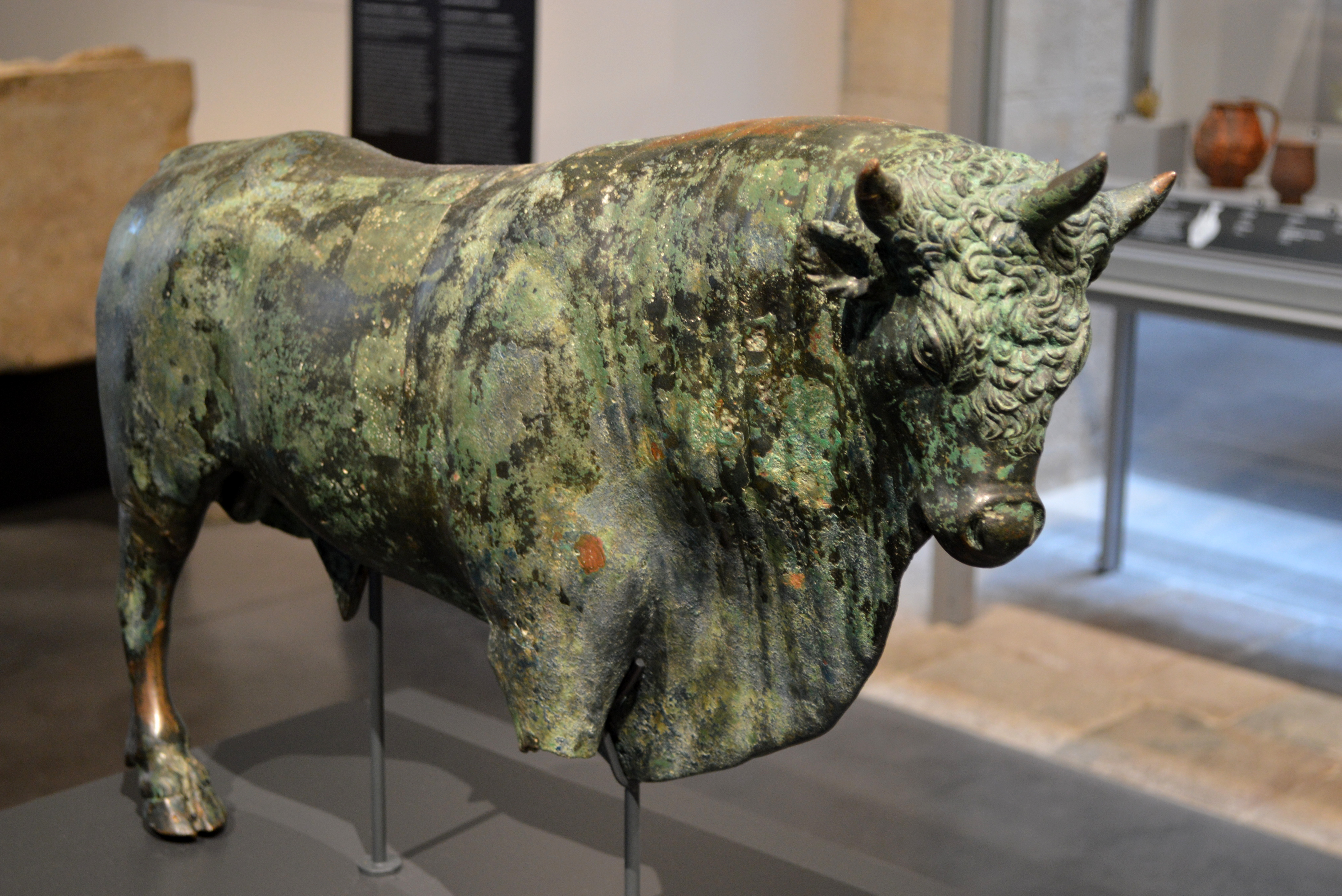
Taureau à trois cornes dit « Taureau d'Avrigney ».
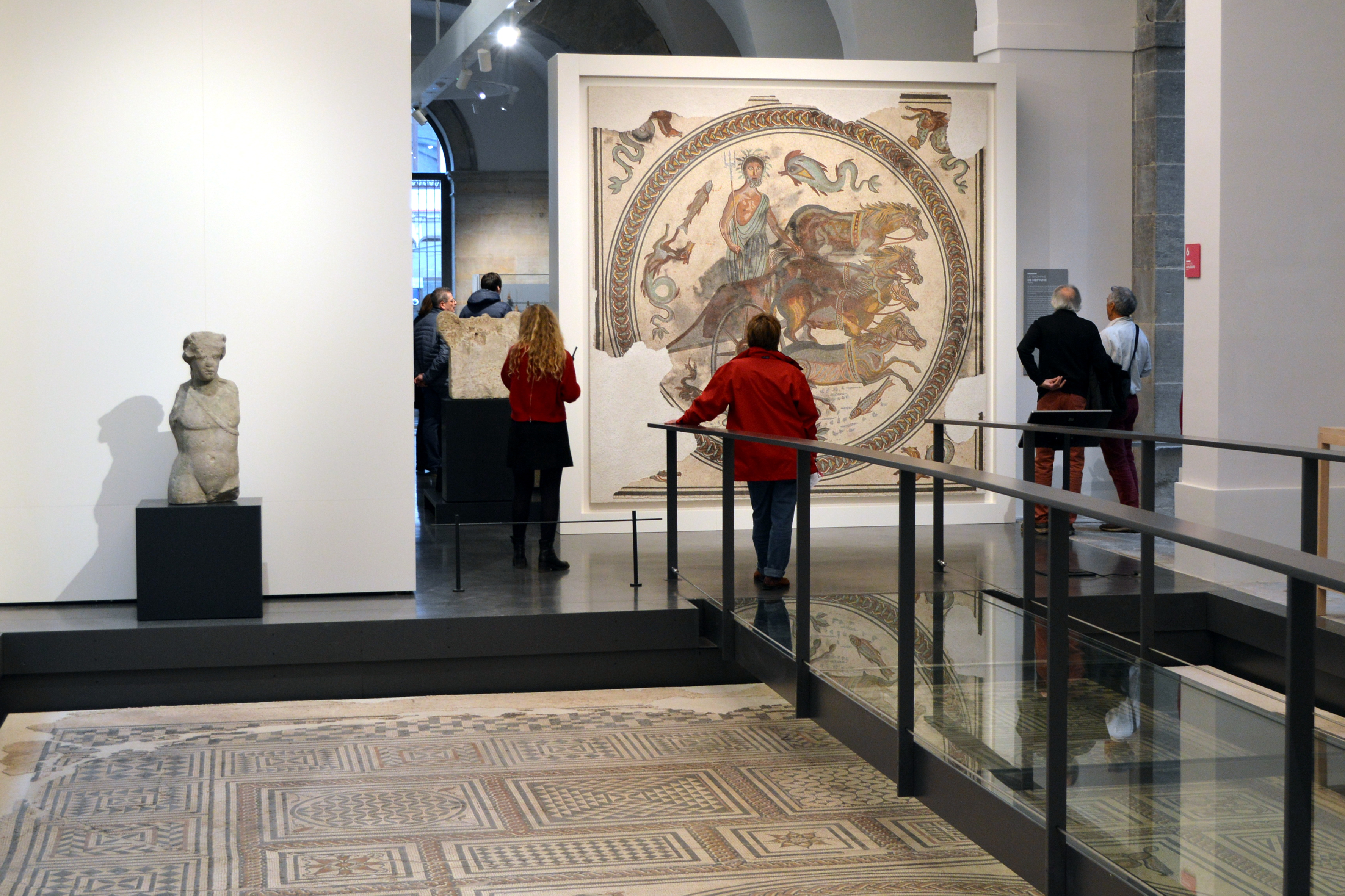
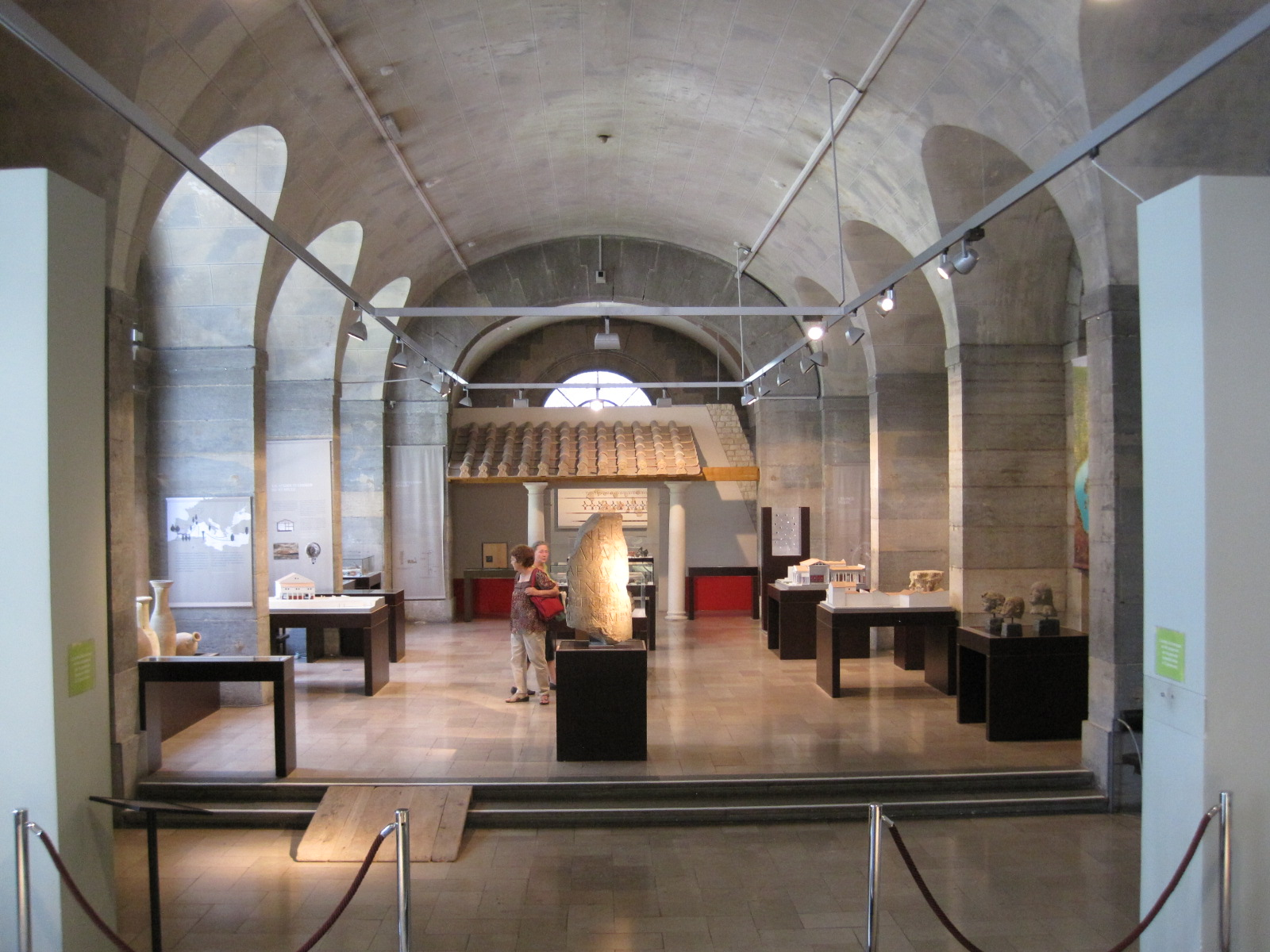
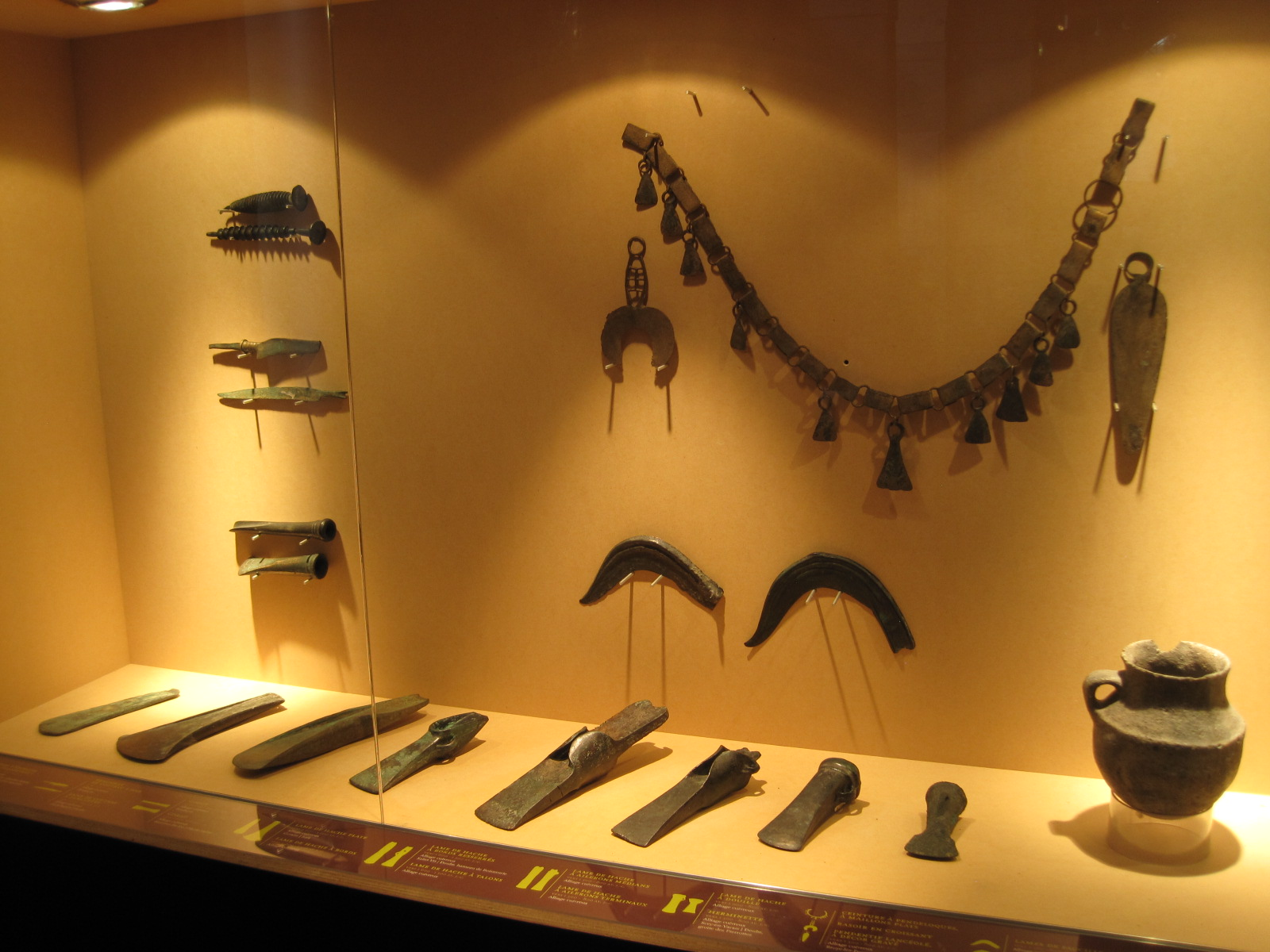
Âge du bronze.
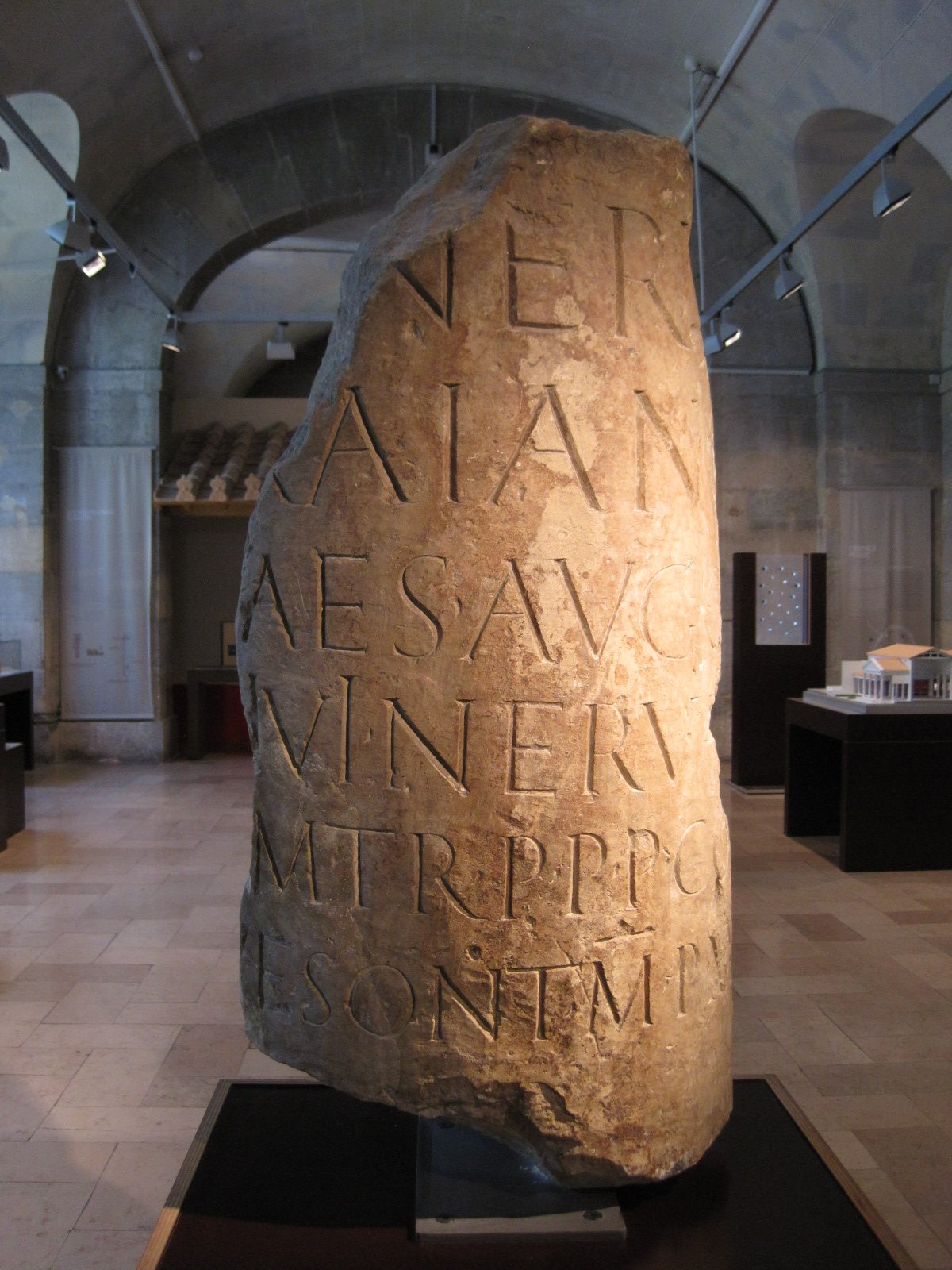
Borne milliaire avec mention Vesontio sous Trajan.
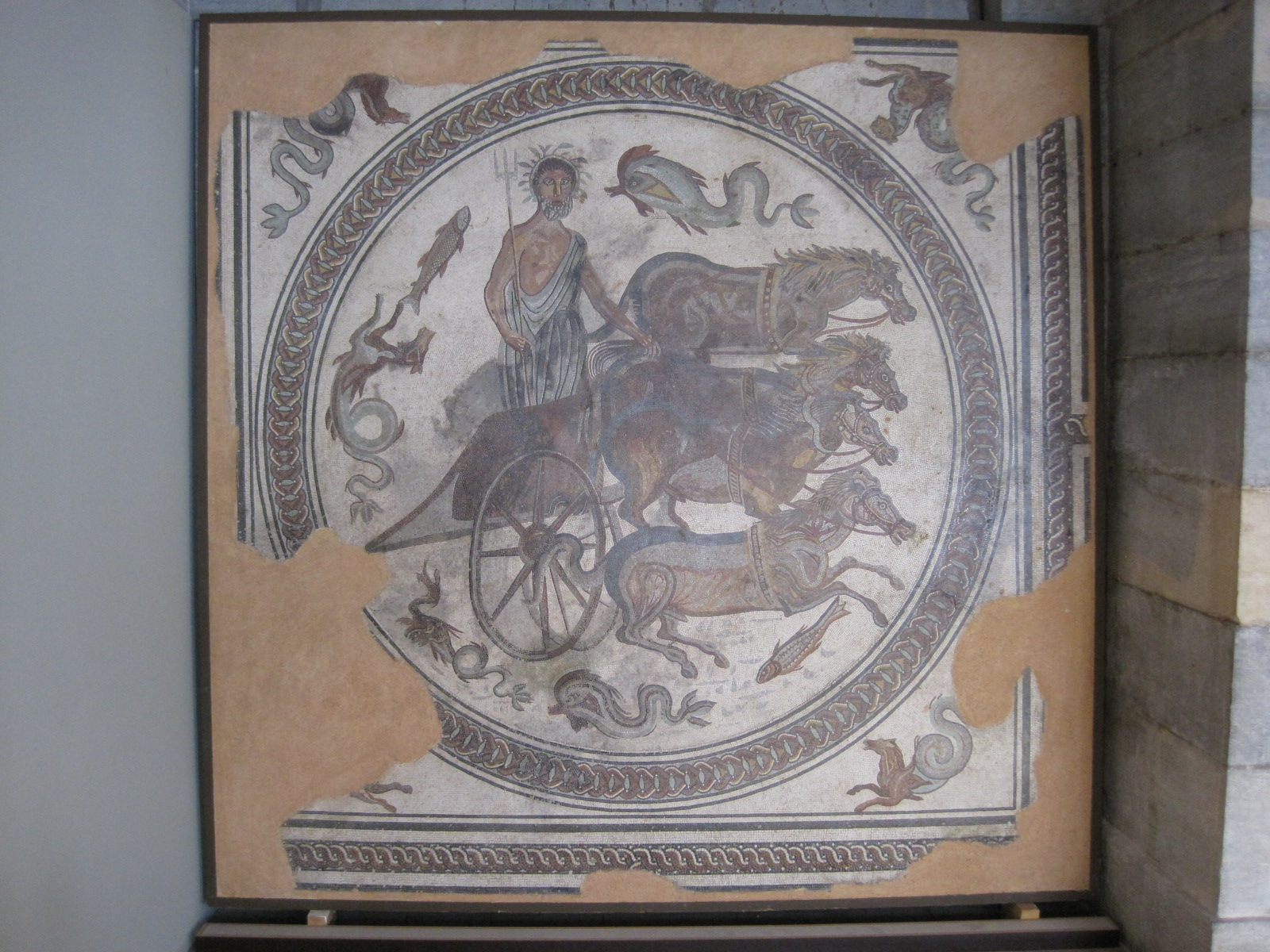
Mosaïque de Neptune .
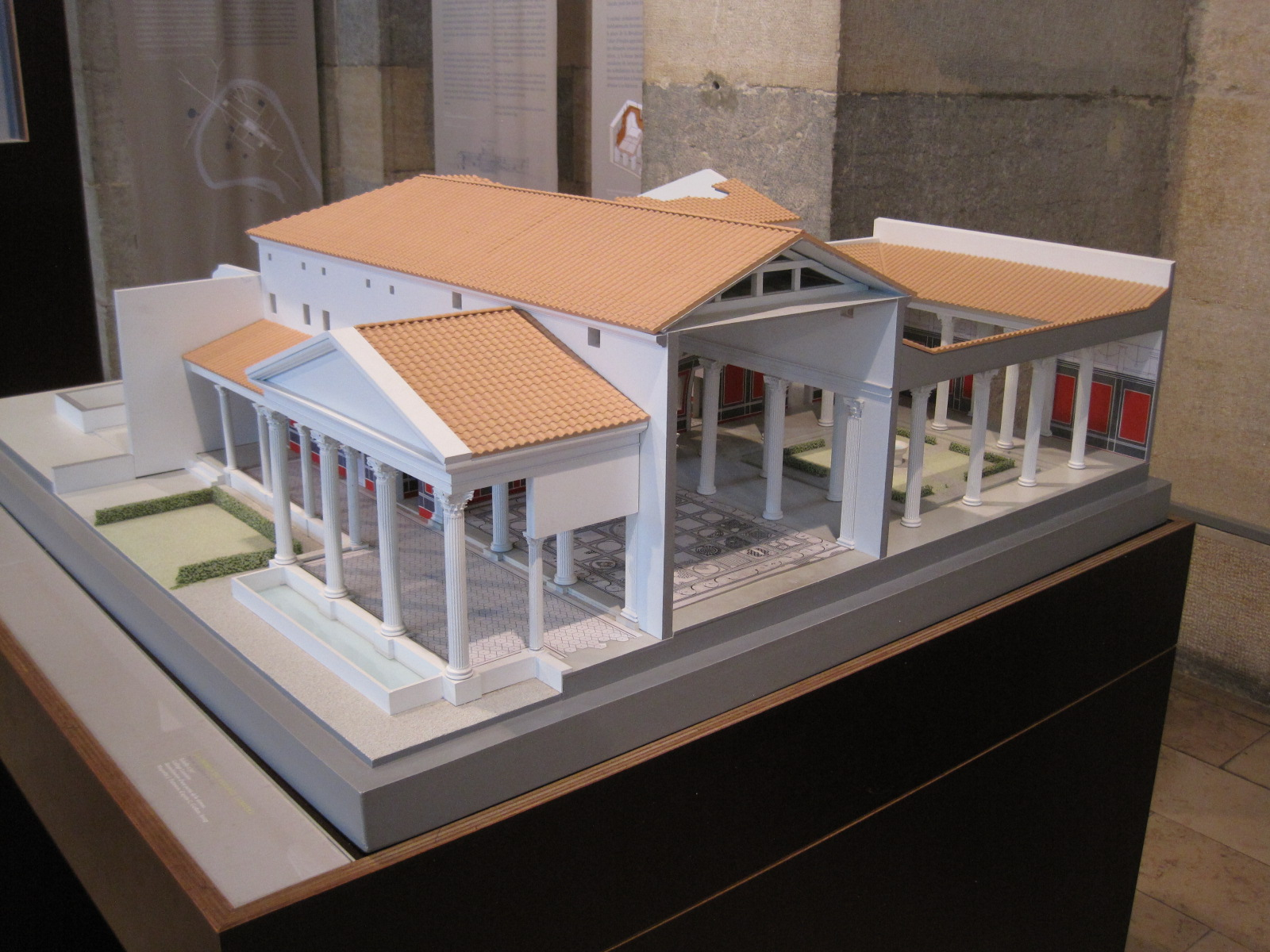
Maquette de villa romaine.
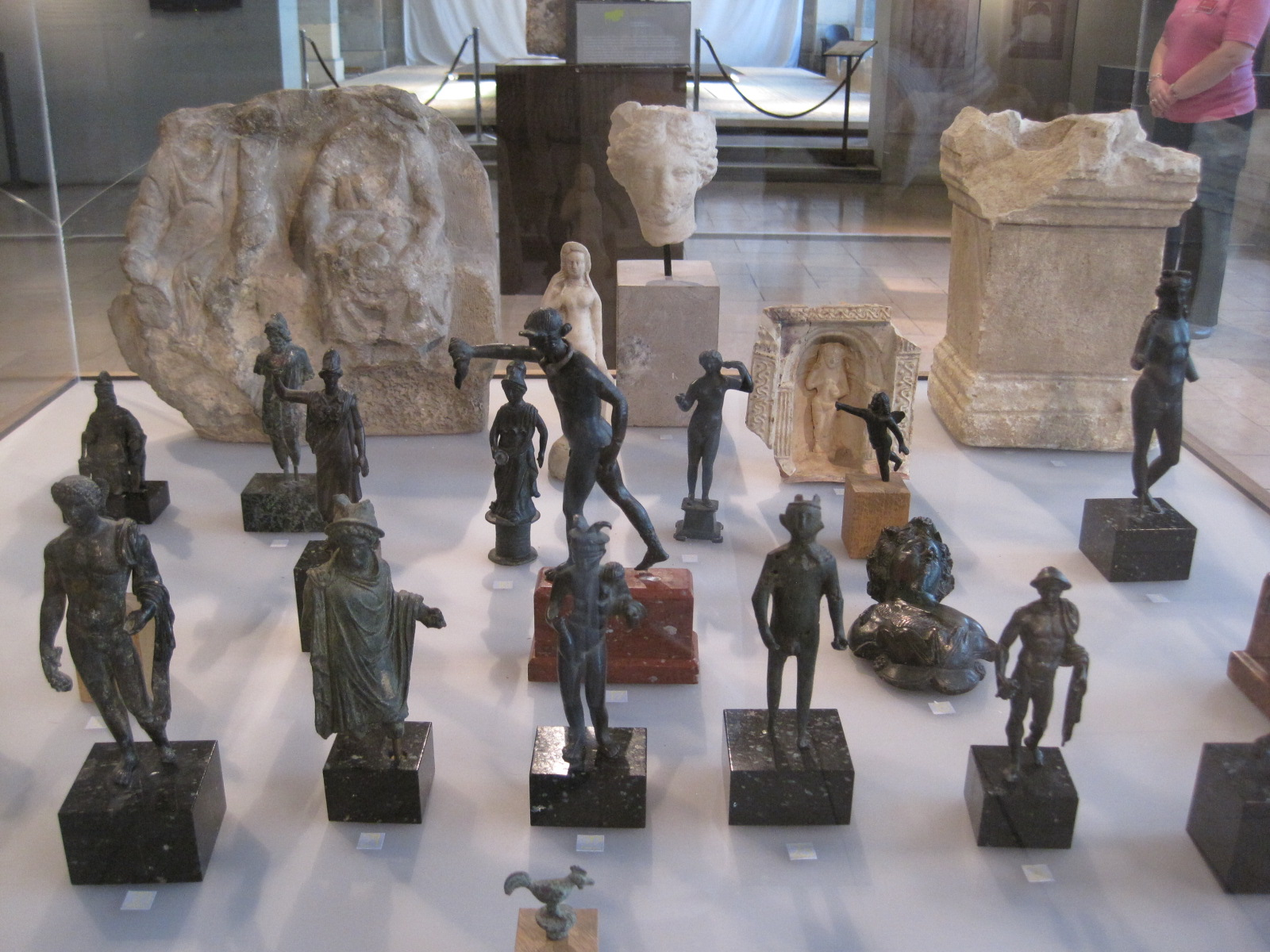

La collection médiévale présente statues, sarcophages en pierre et autres reliquaires...

### Beaux-Arts
Les collections de peinture illustrent les principales tendances de l’art européen du XIVe au XXe siècle.

#### Europe du Nord
Parmi les collections flamandes, allemandes et hollandaises du musée on trouve notamment des œuvres telles que le Retable de la Vierge aux sept douleurs, attribué à Bernard van Orley, Adam et Ève, La Nymphe à la source et Courtisane et Vieillard par Cranach l'Ancien, une Tête de vieillard par Hans Baldung, des tableaux de Pierre Paul Rubens, Jacob Jordaens, Jan Brueghel l'Ancien, Jan Lievens, Jacob van Ruisdael, Albert Cuyp, Willem Claeszoon Heda, Jan van Goyen, Pieter de Grebber, etc.
- L'Angleterre : Thomas Lawrence, Portrait du Duc Armand-Emmanuel de Richelieu (1766-1822) et John Constable, Le Moulin.

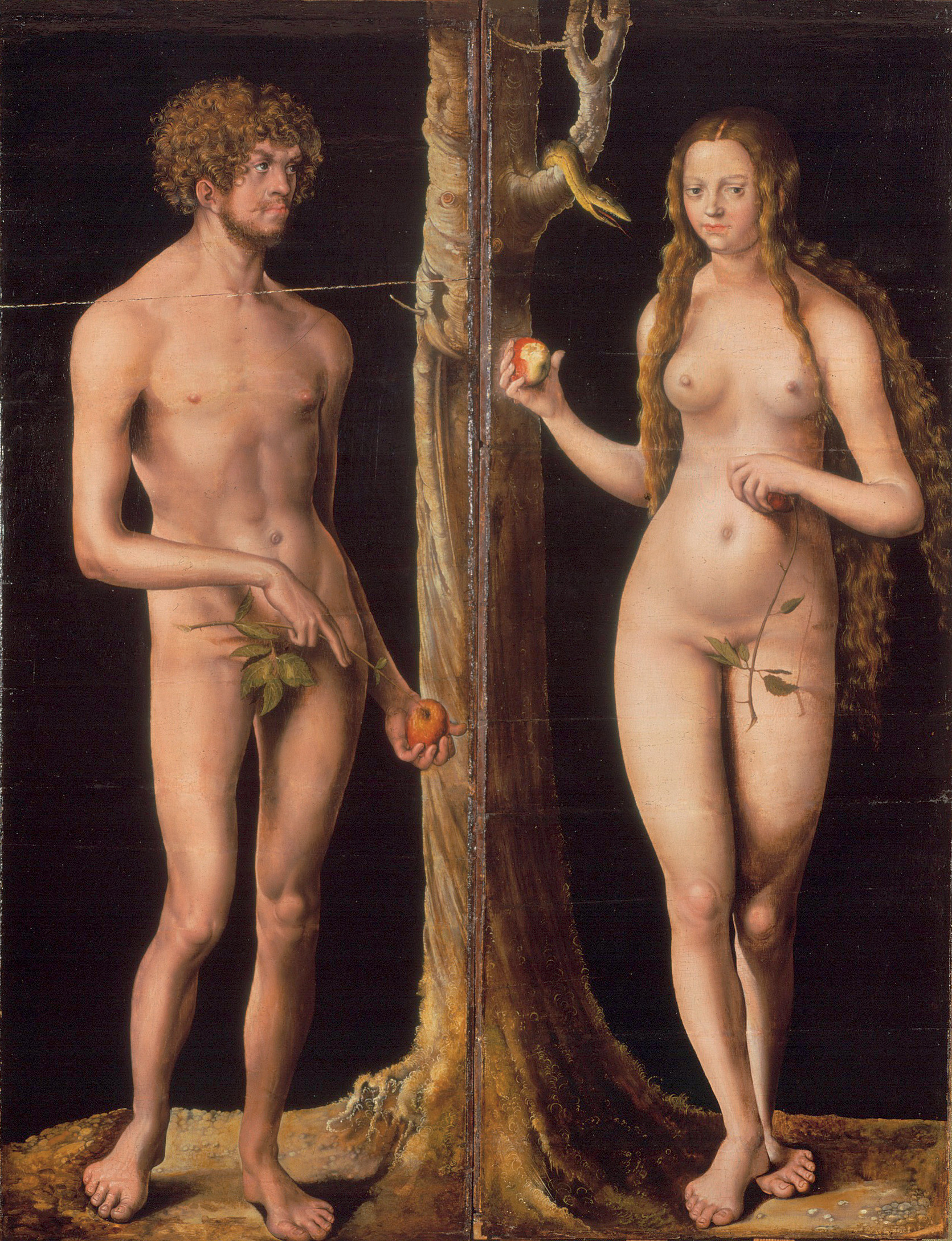
Lucas Cranach l'Ancien, Adam et Ève, vers 1508-1510.
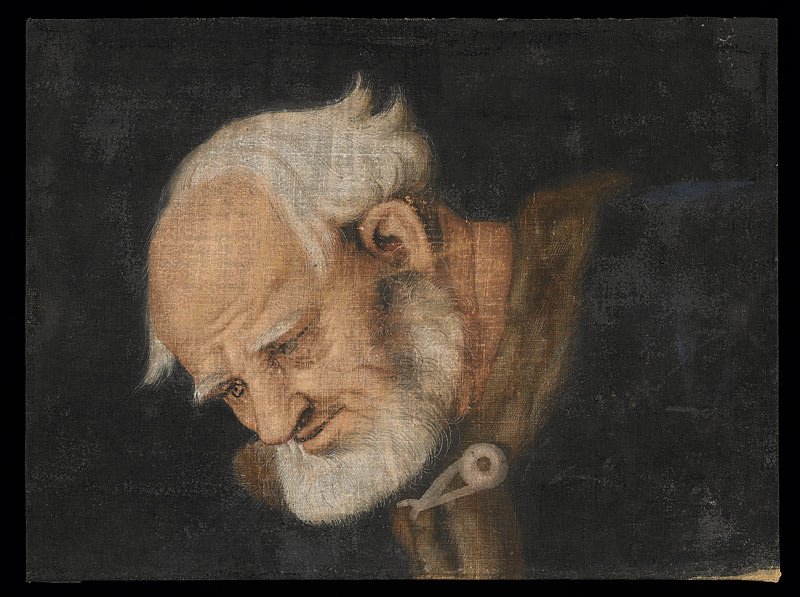
Hans Baldung, Tête de vieillard, vers 1530.
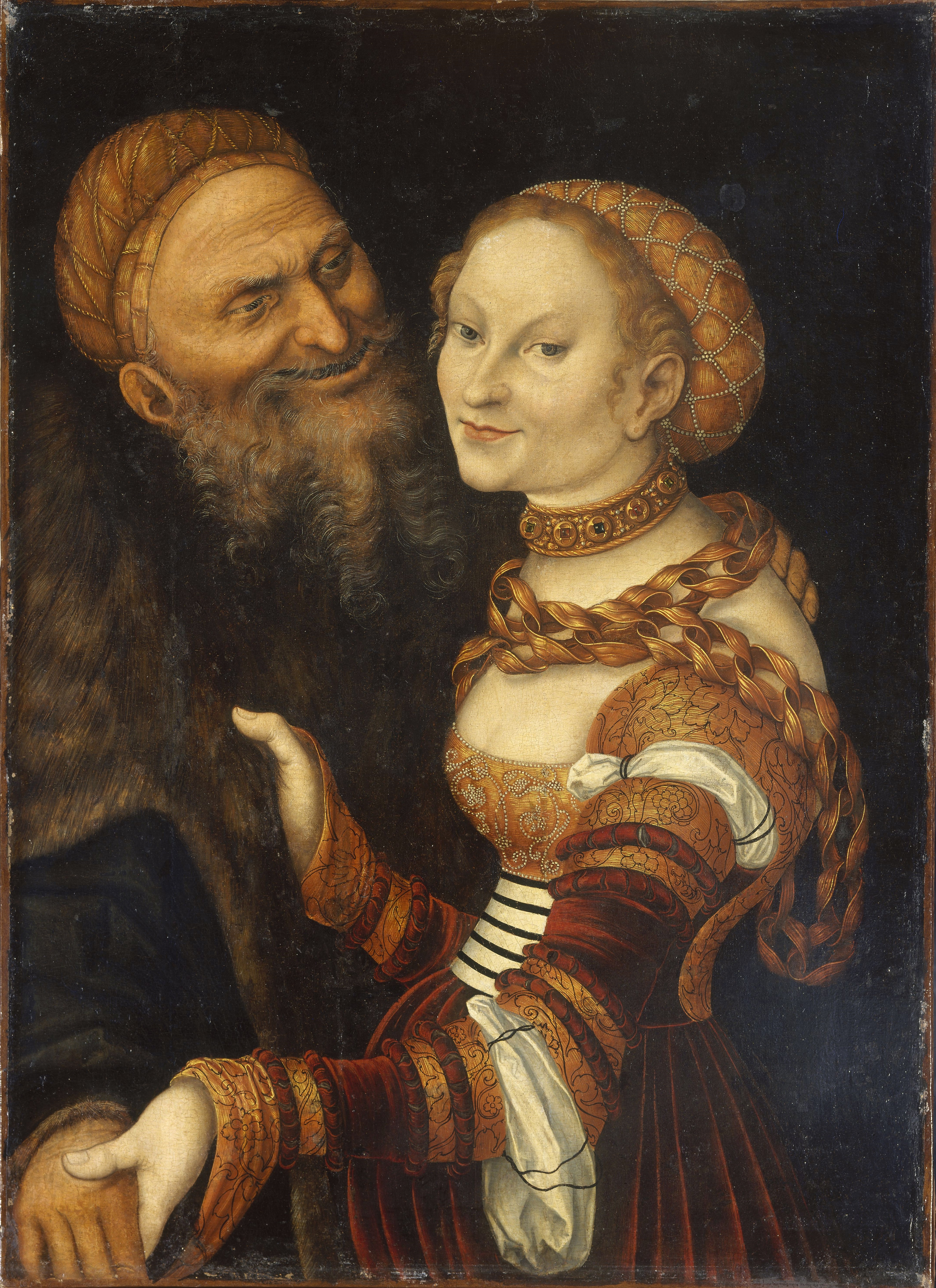
Lucas Cranach l'Ancien, Courtisane et Vieillard, vers 1530.
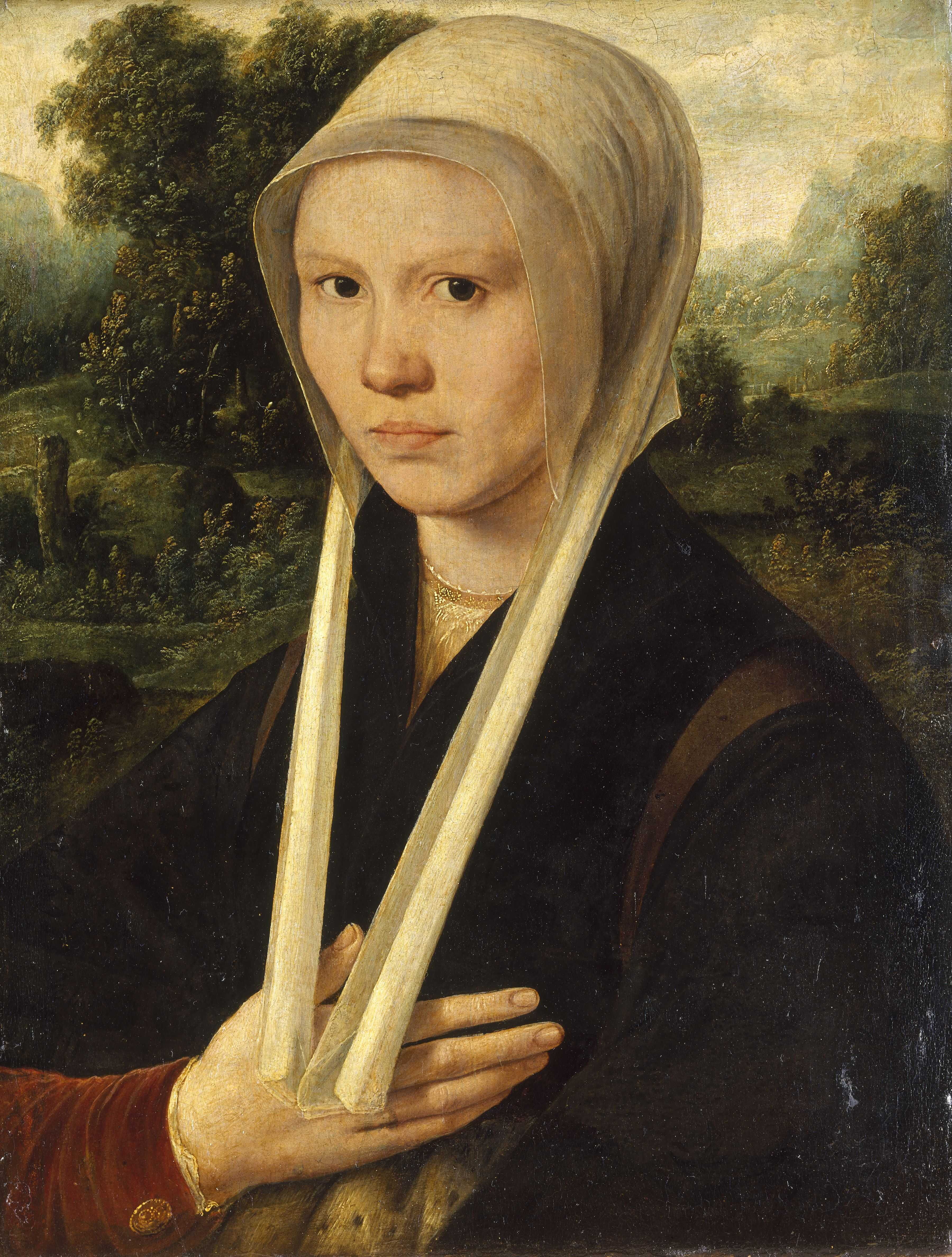
Dirck Jacobsz, Portrait de femme, vers 1530.
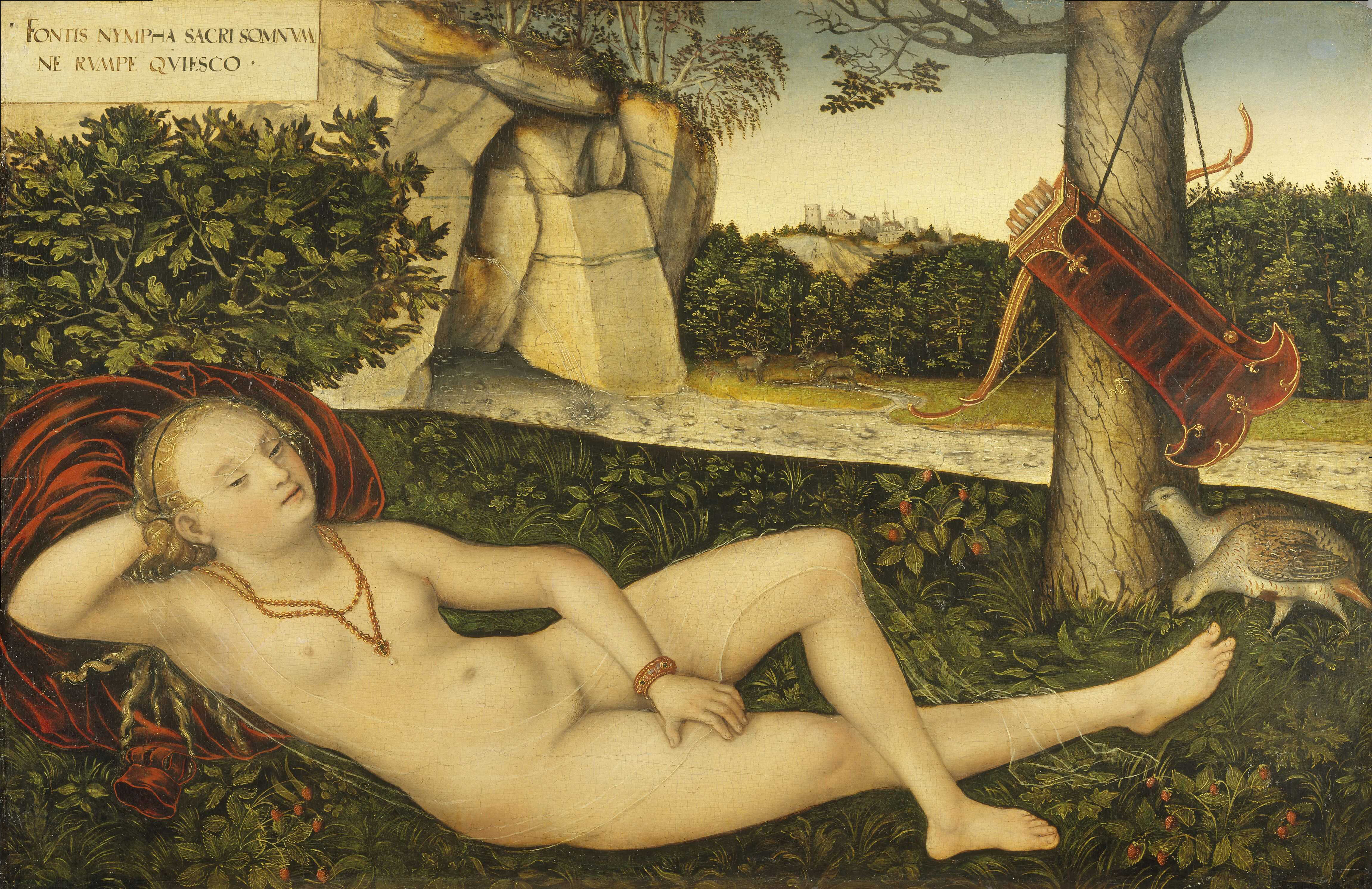
Lucas Cranach l'Ancien, La Nymphe à la source, vers 1537.
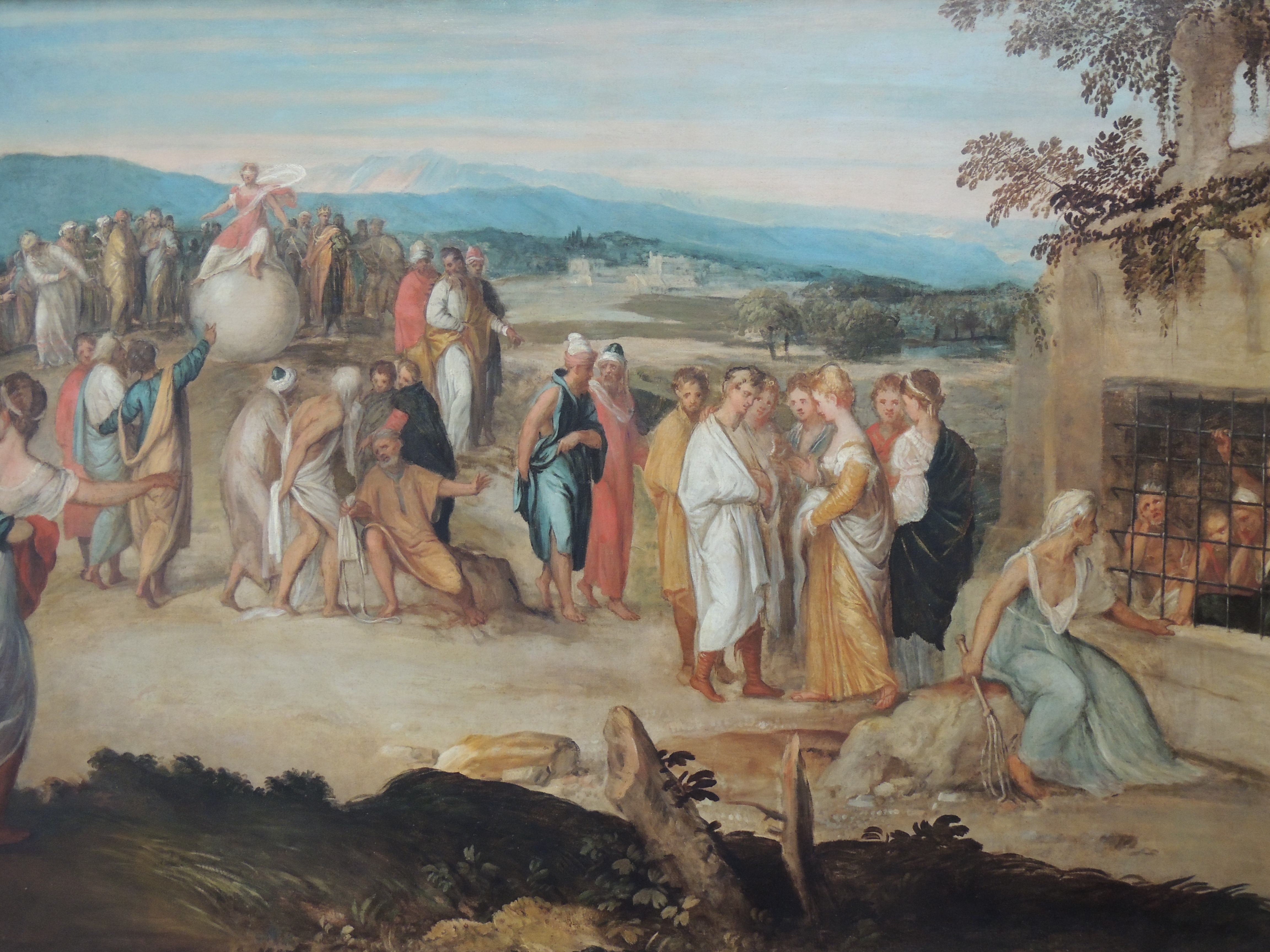
Lambert Sustris, Allégorie sur la poursuite de la Fortune, 1540-1545.
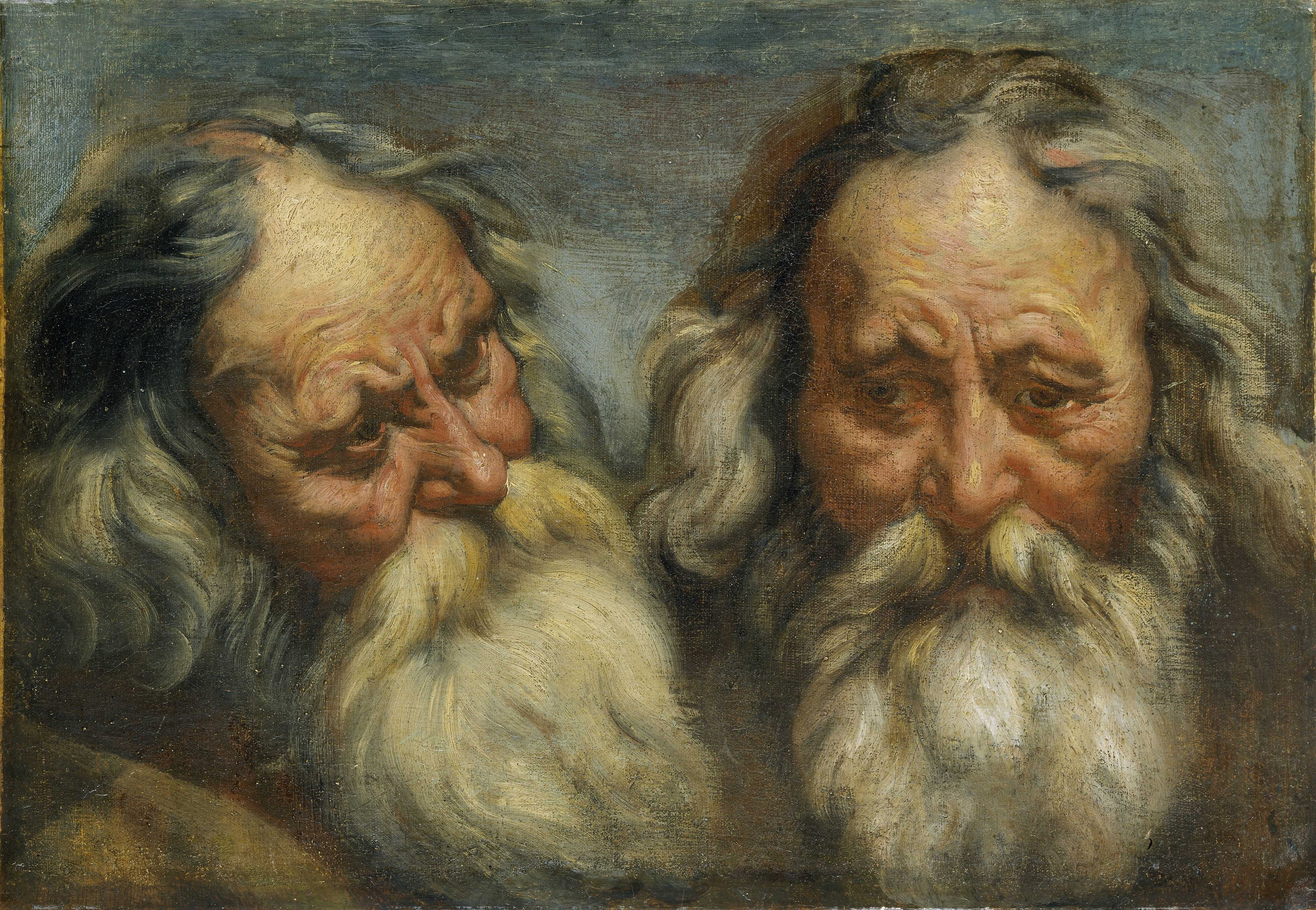
Jacob Jordaens, Double étude d'une tête de vieillard, 1618-1620, huile sur toile, 40 × 57 cm.
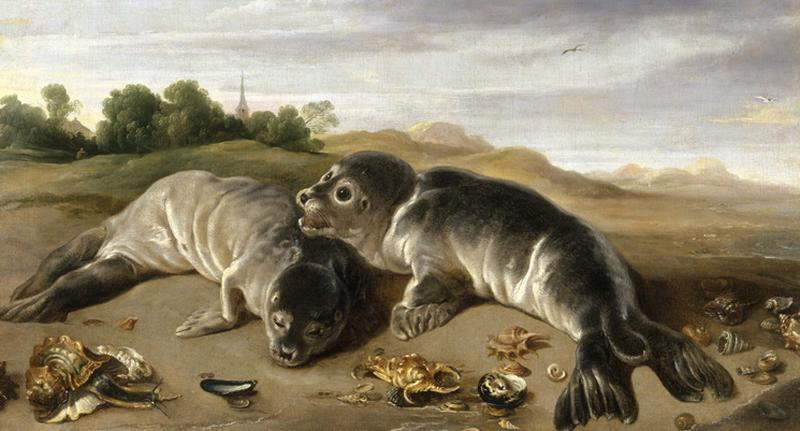
Paul de Vos, Deux Jeunes Phoques sur un rivage, vers 1650, huile sur toile, 80 × 146 cm.
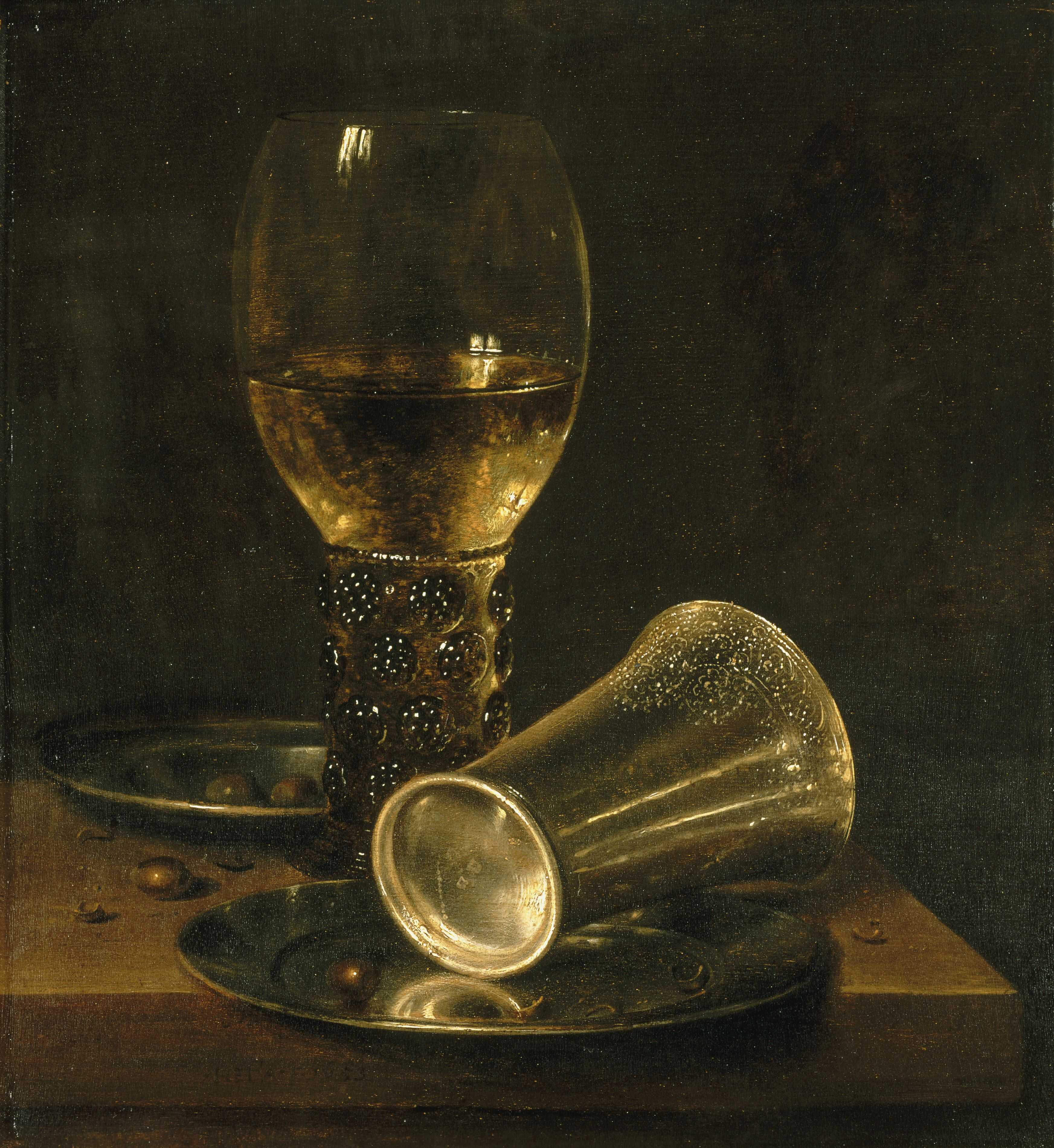
Willem Claeszoon Heda, Nature morte à la timbale renversée, 1653, huile sur bois, 40 × 38 cm.

#### Italie
Dans les collections du musée, la peinture italienne est représentée depuis la Renaissance jusqu'au XVIIIe siècle, avec des œuvres de première importance pour le XVIe siècle : en particulier L'Ivresse de Noé par Bellini, dernier tableau peint par le maître vénitien et La Déploration sur le Christ mort retable monumental de Bronzino. On trouve également des tableaux de Francesco Francia, Gaudenzio Ferrari et Dosso Dossi, un Portrait d'homme (peut être le Duc de Ferrare) par Titien, un Gentilhomme par Le Tintoret.
Pour le XVIIe siècle, on trouve des peintures de Bernardo Strozzi, Andrea Sacchi, Massimo Stanzione, Francesco Albani, Giuseppe Maria Crespi, Onofrio Palumbo, Giuseppe Recco, Luca Giordano. Lavinia Fontana est représentée par son Portrait présumé de Laudomia Gozzadini, sa consœur Elisabetta Sirani par sa Sainte Madeleine pénitente. Le XVIIIe siècle vénitien est notamment illustré par Giambattista Tiepolo (Saint Roch) et Francesco Guardi.

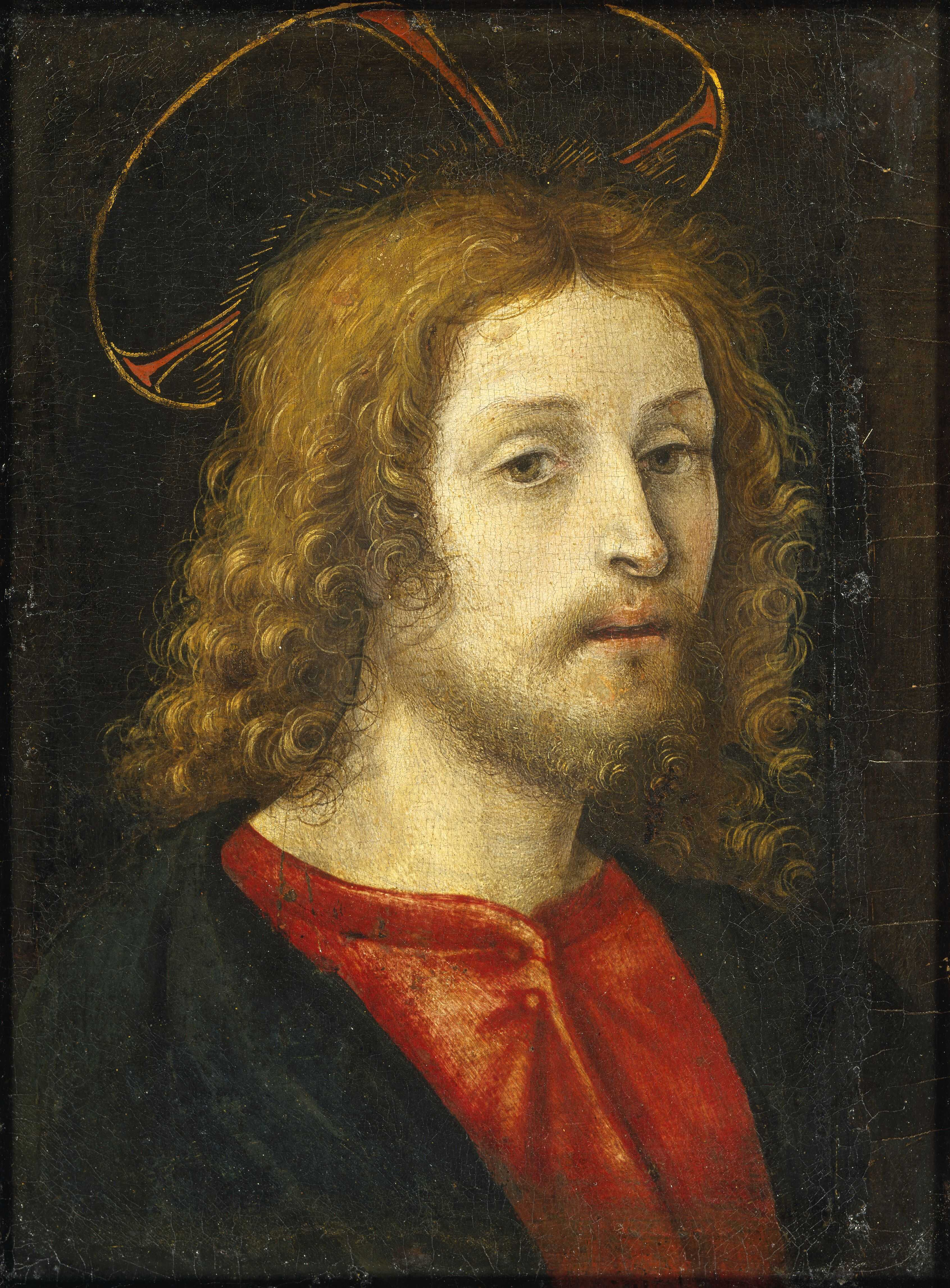
Filippino Lippi, Le Christ, vers 1500.
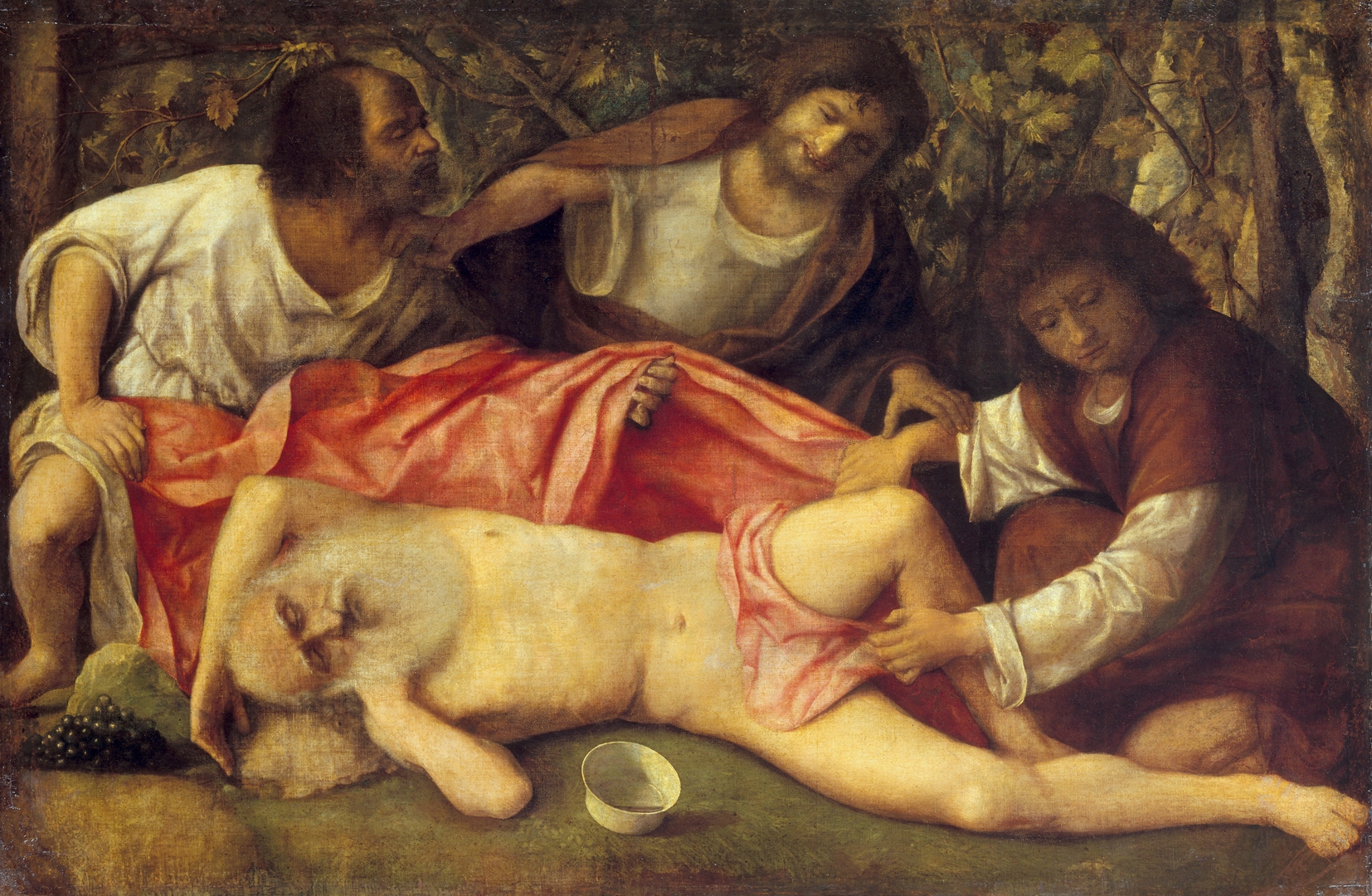
Giovanni Bellini, L'Ivresse de Noé, vers 1515, huile sur toile,  103 × 157 cm.
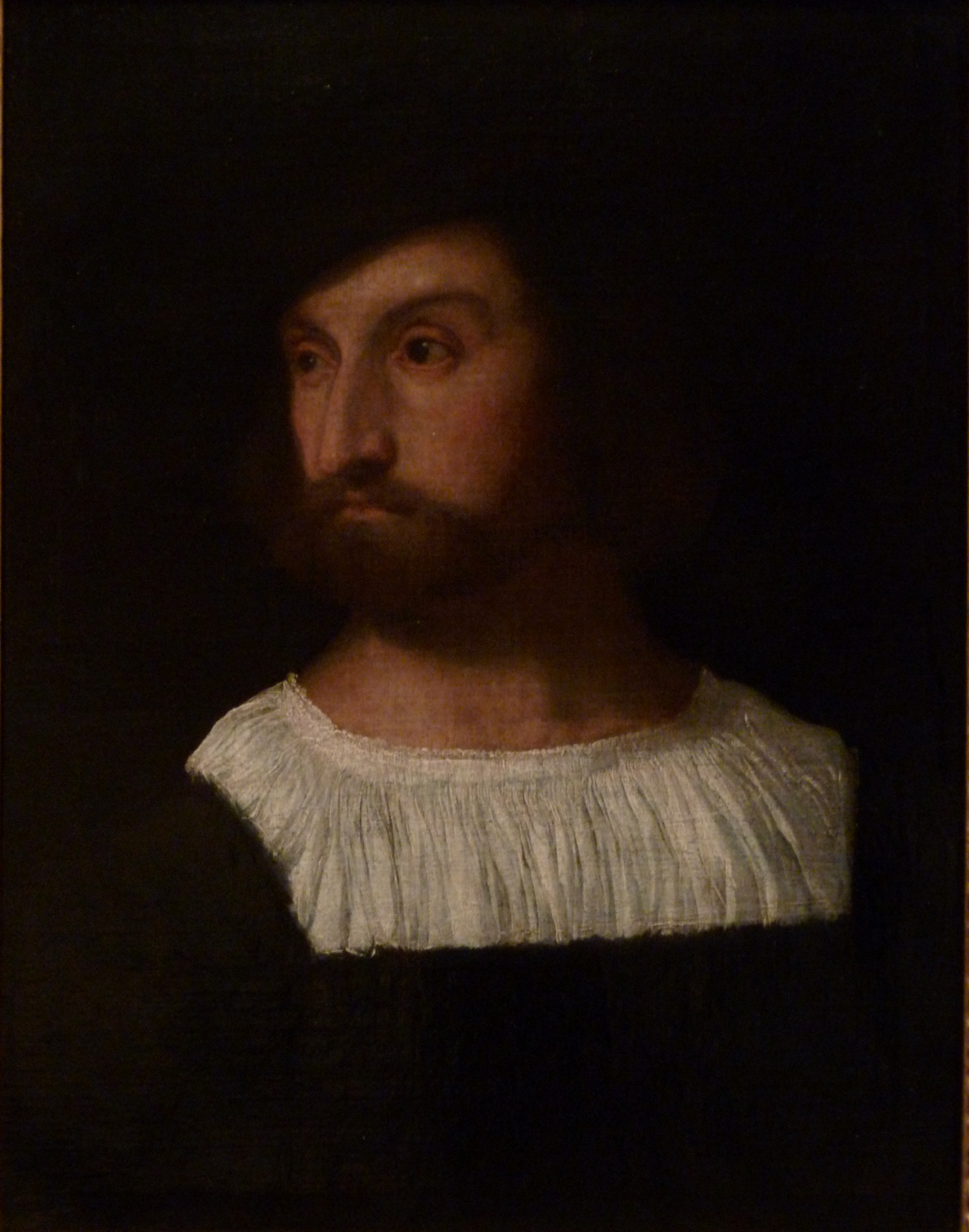
Titien, Portrait d'homme, vers 1515-1520, huile sur toile,  60 × 46,2 cm.
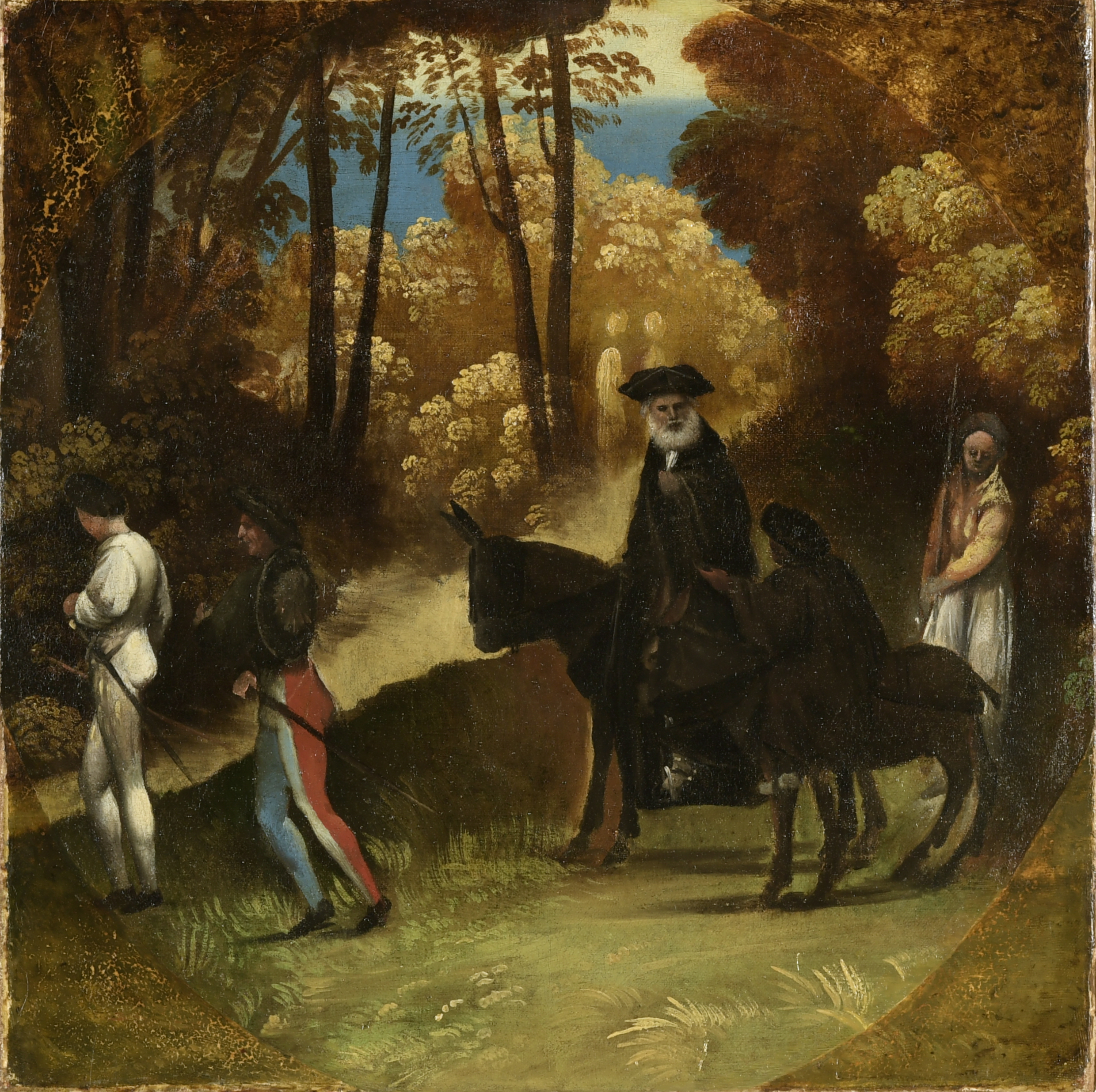
Dosso Dossi, Voyageurs dans une forêt, 1520.
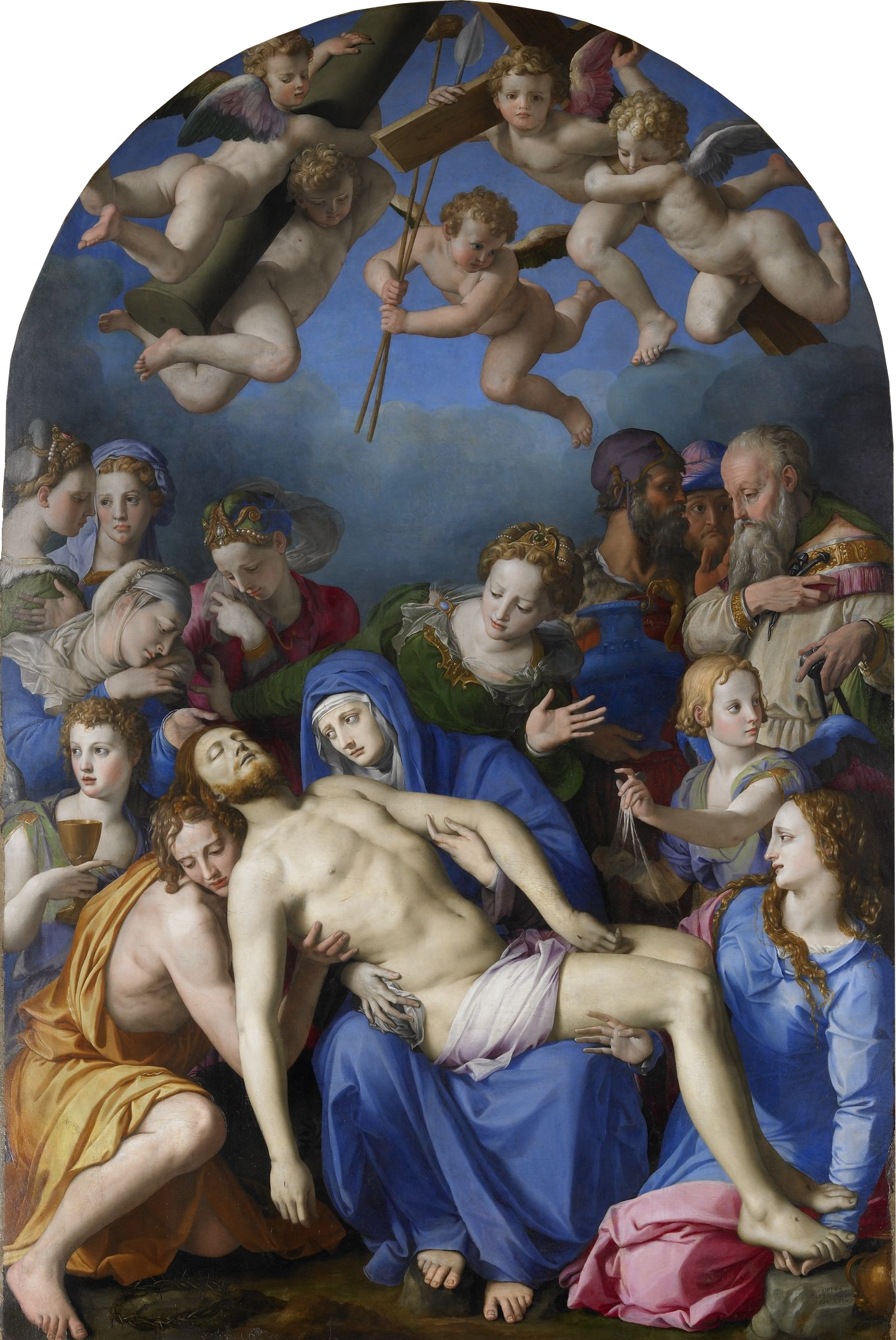
Bronzino, Déploration sur le Christ mort, 1540-1545, huile sur bois, 268 × 173 cm.
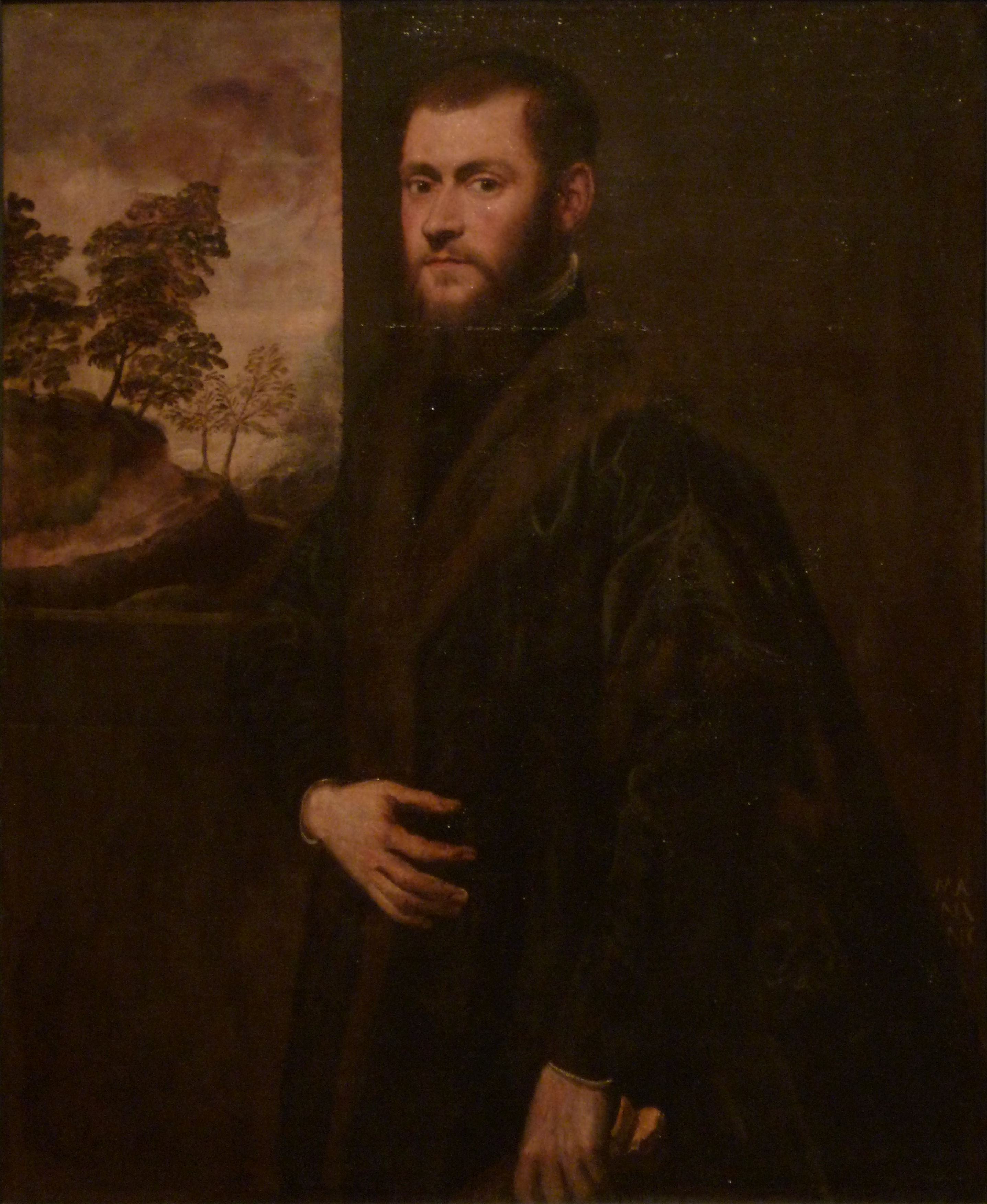
Le Tintoret, Portrait d'un jeune gentilhomme, vers 1550-1570, huile sur toile,110 × 90 cm.
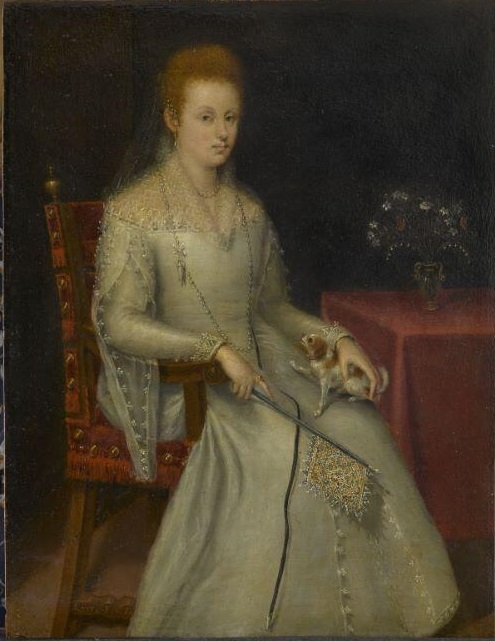
Lavinia Fontana, Portrait présumé de Laudomia Gozzadini, vers 1600.
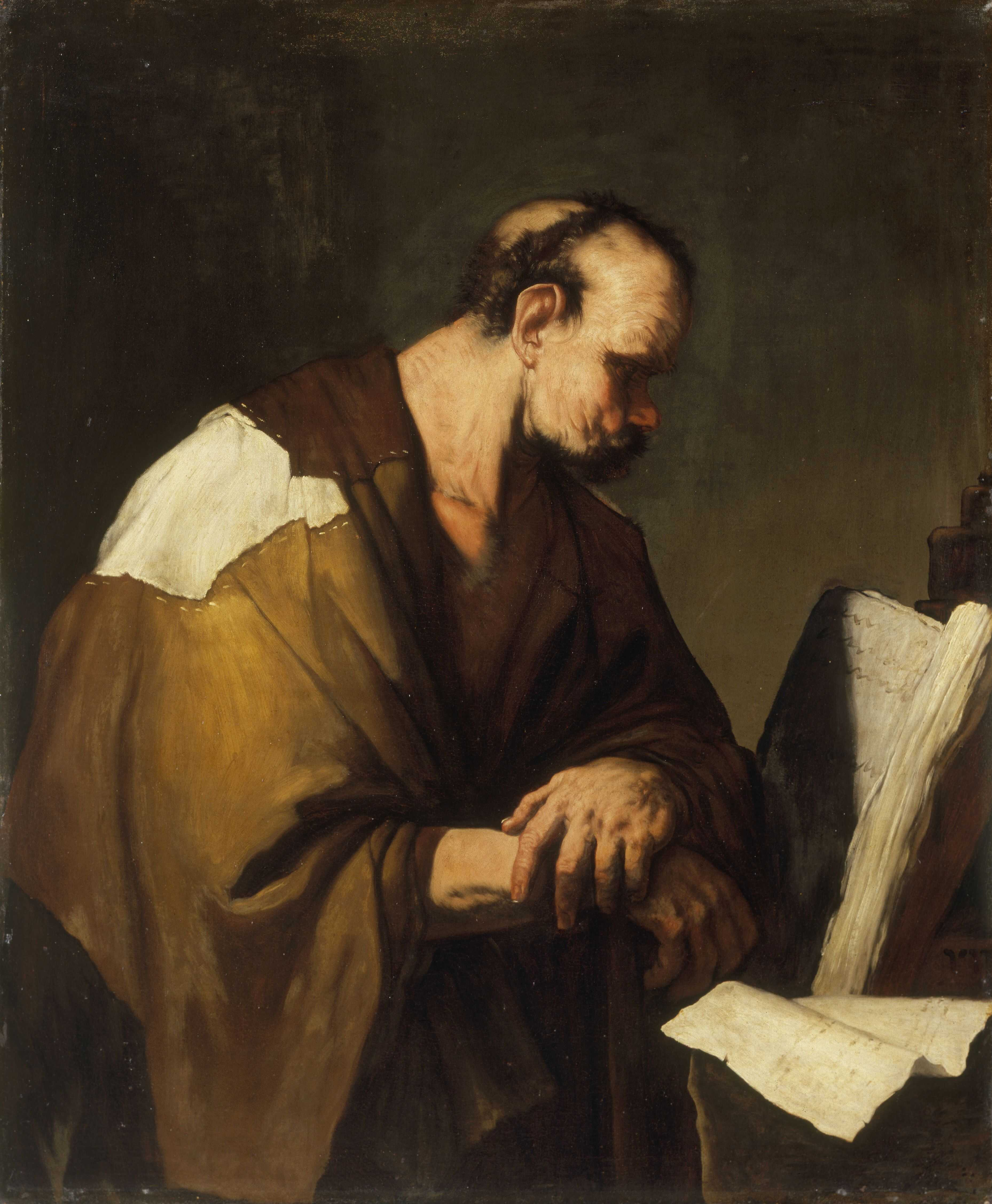
Luca Giordano, Le Philosophe Chilon, vers 1660.
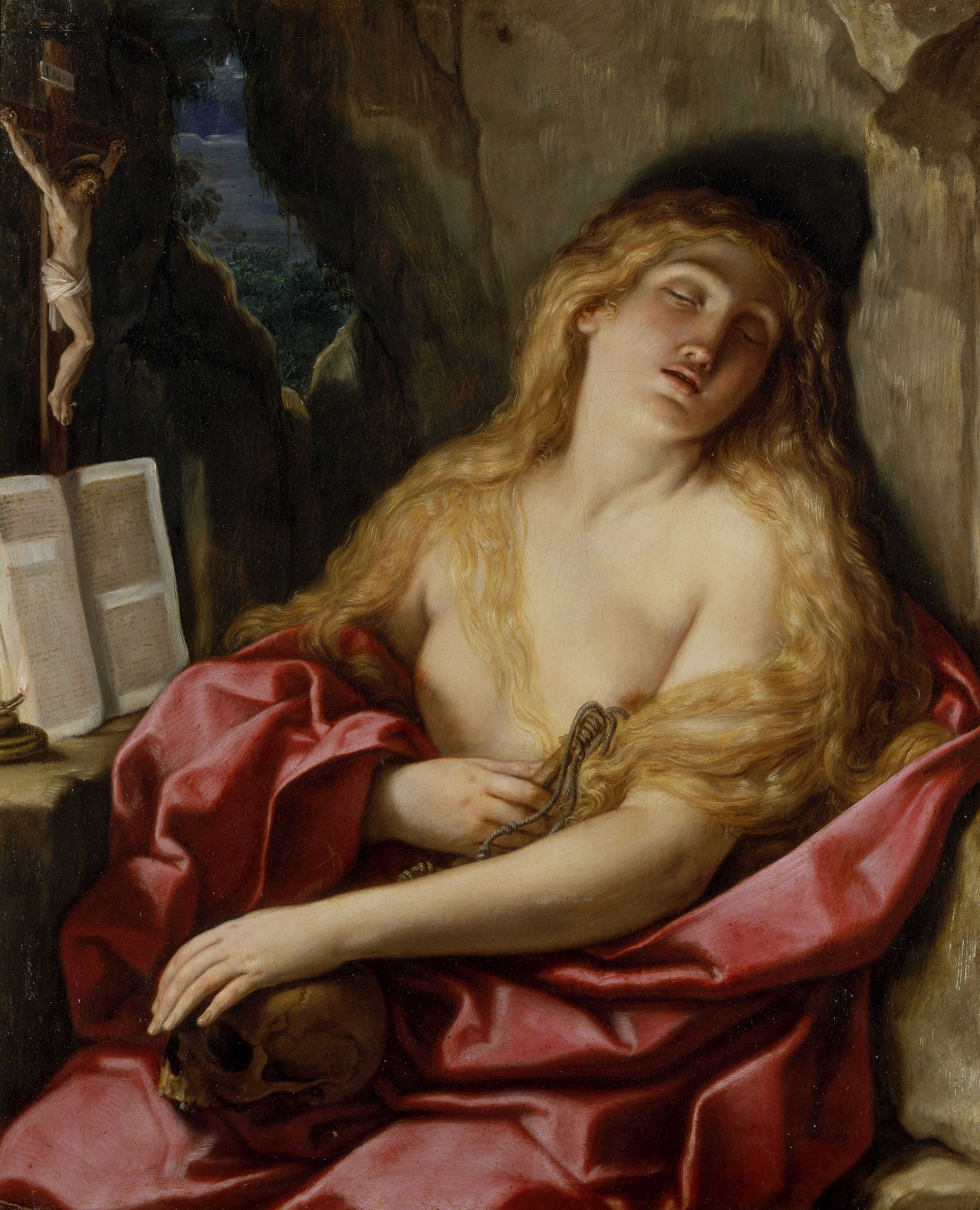
Elisabetta Sirani, Sainte Madeleine pénitente, 1663.
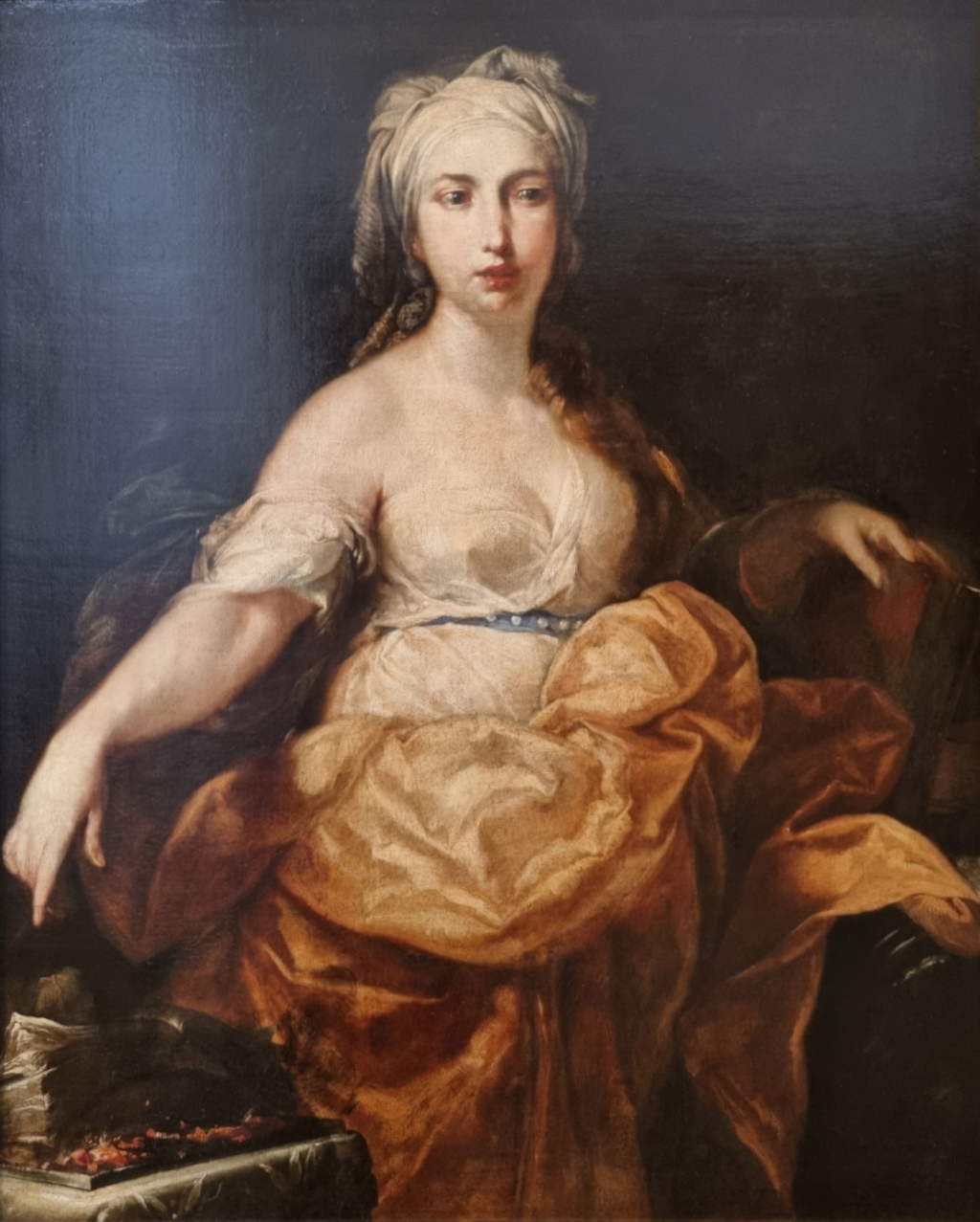
Giuseppe Maria Crespi, La Sibylle de Cumes, vers 1695-1700.
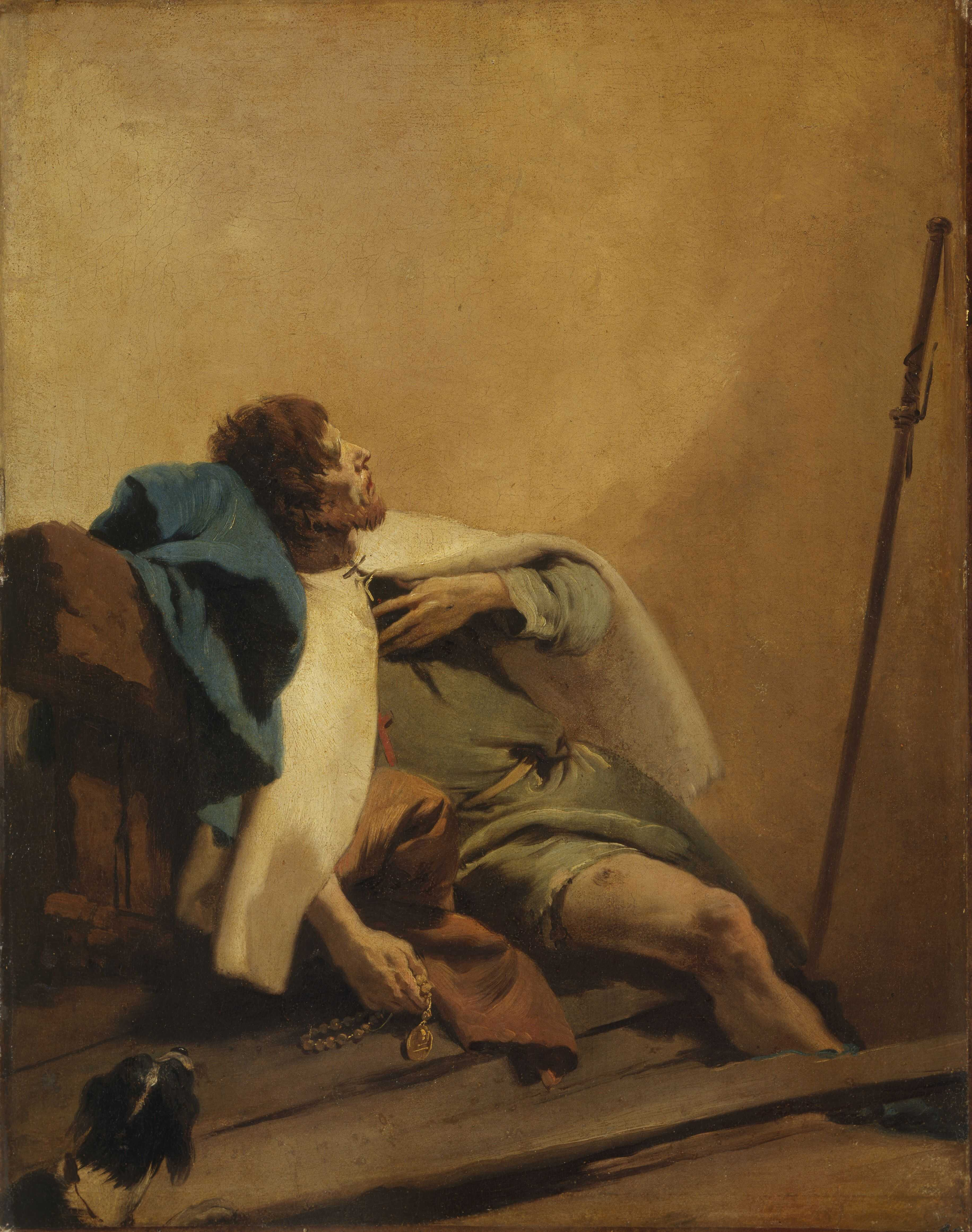
Giambattista Tiepolo, Saint Roch, 1730-1735.

#### Espagne
- L'Espagne : Juan de Arellano, La Fuite en Égypte de Francisco de Zurbarán et les deux Scènes de cannibalisme de Goya.

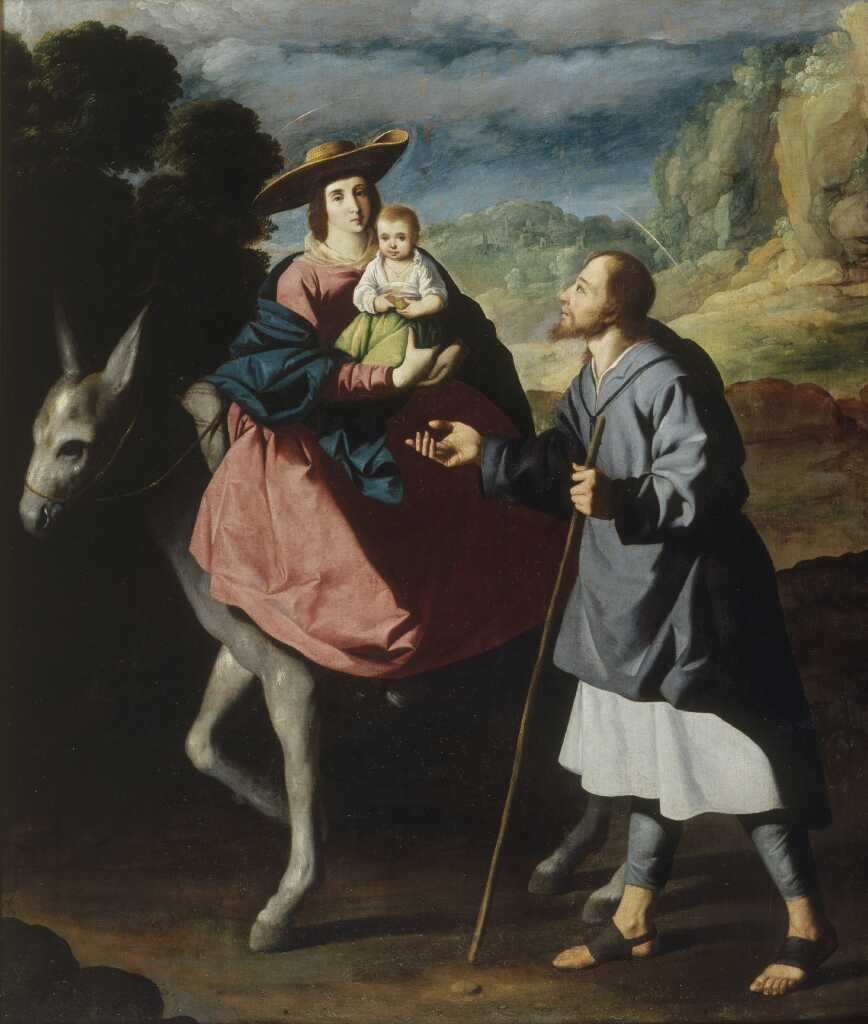
Francisco de Zurbarán, La Fuite en Égypte, 1635-1640.
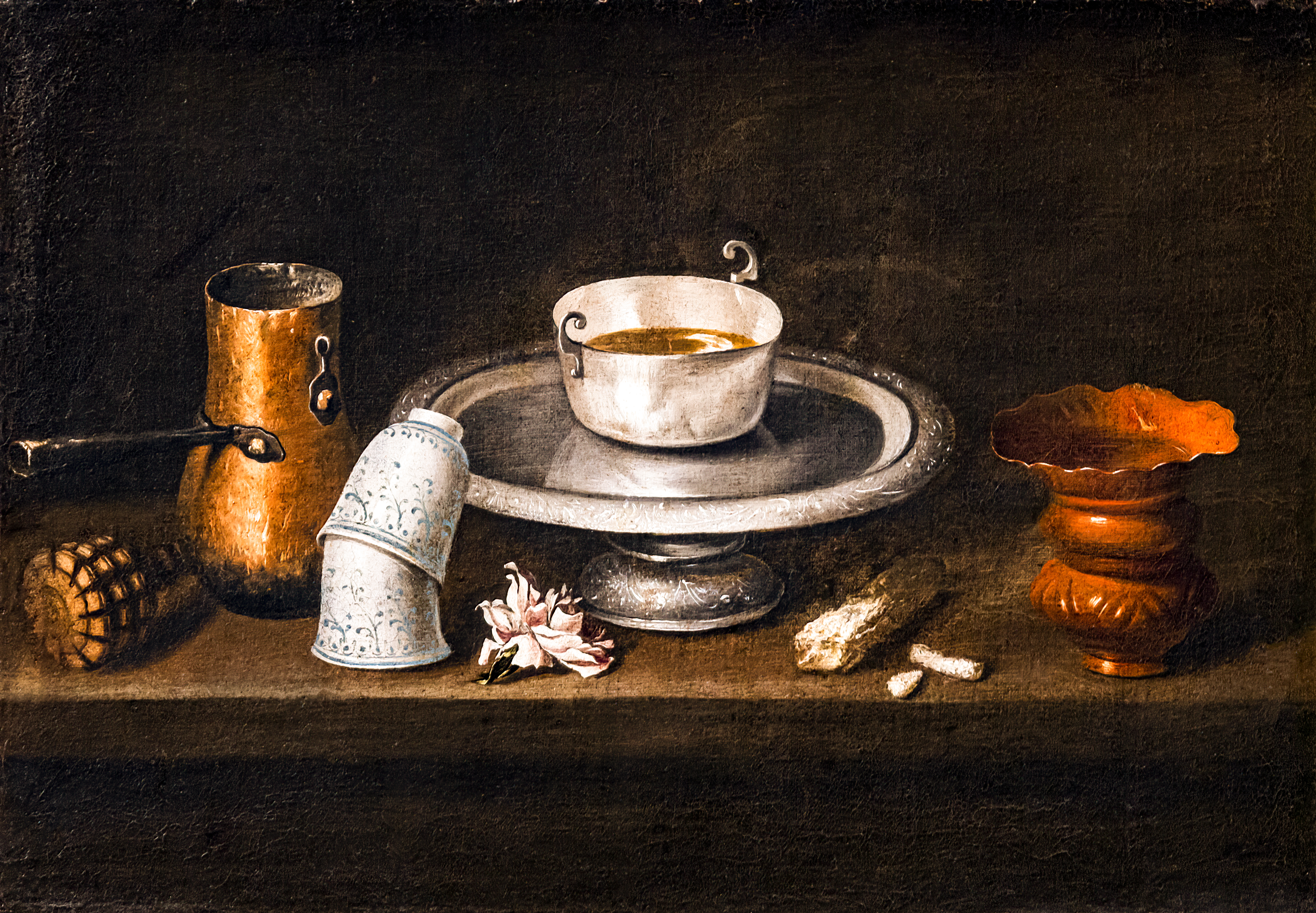
Juan de Zurbarán, Nature morte au bol de chocolat, vers 1640.
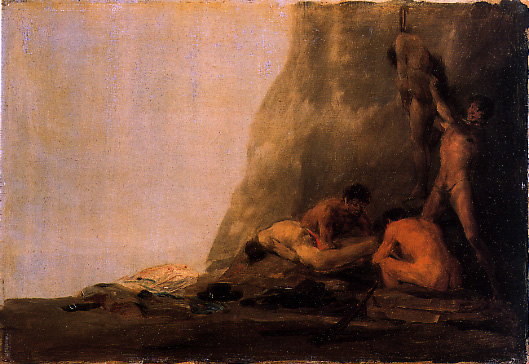
Francisco de Goya, Cannibales préparant leurs victimes, 1800-1808.
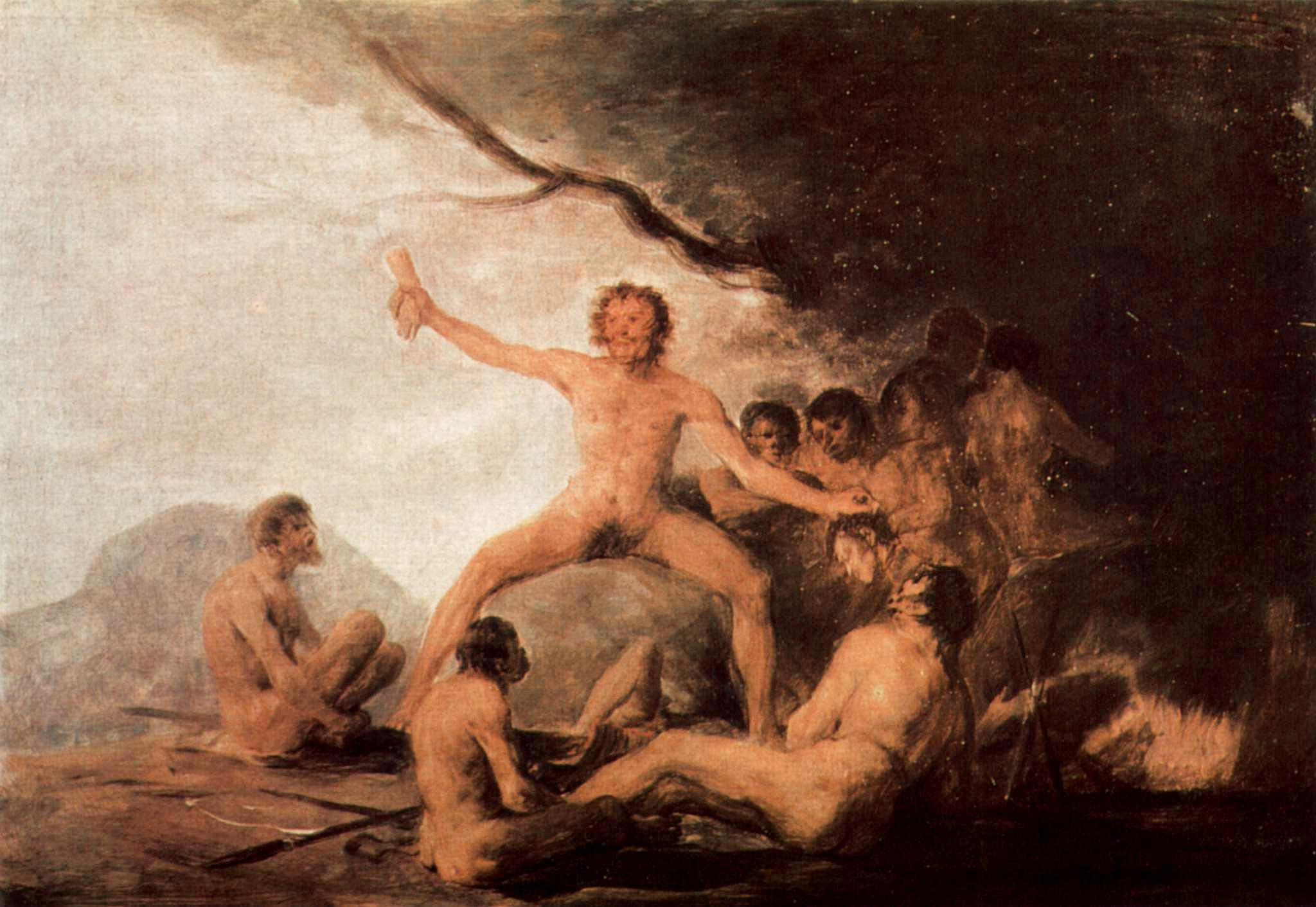
Francisco de Goya, Cannibales contemplant des restes humains, 1800-1805, huile sur toile, 31 × 45 cm.

#### France

##### XVIesiècleetXVIIesiècle
- Le XVIe siècle français est illustré par François Clouet, Jacques Prévost[2], Jean Maublanc[3] (1582-ap. 1629), etc.
- Le XVIIe siècle : Saint Joseph charpentier de l'atelier de Georges de La Tour, Simon Vouet, François de Nomé, Philippe de Champaigne, Eustache Le Sueur, Jacques Courtois, Hyacinthe Rigaud...

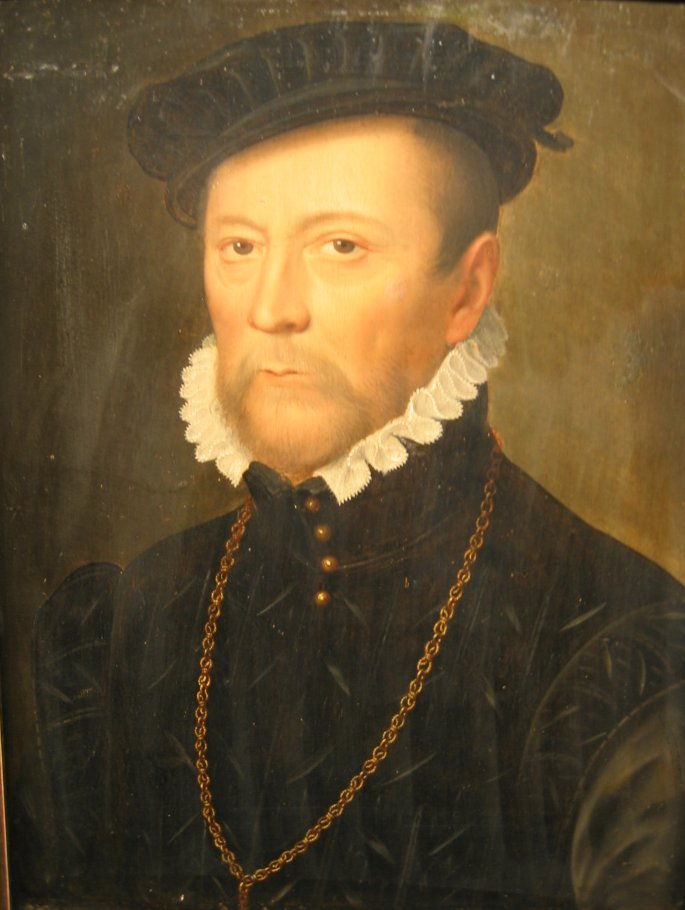
François Clouet, Portrait de François de Scépeaux, vers 1566.
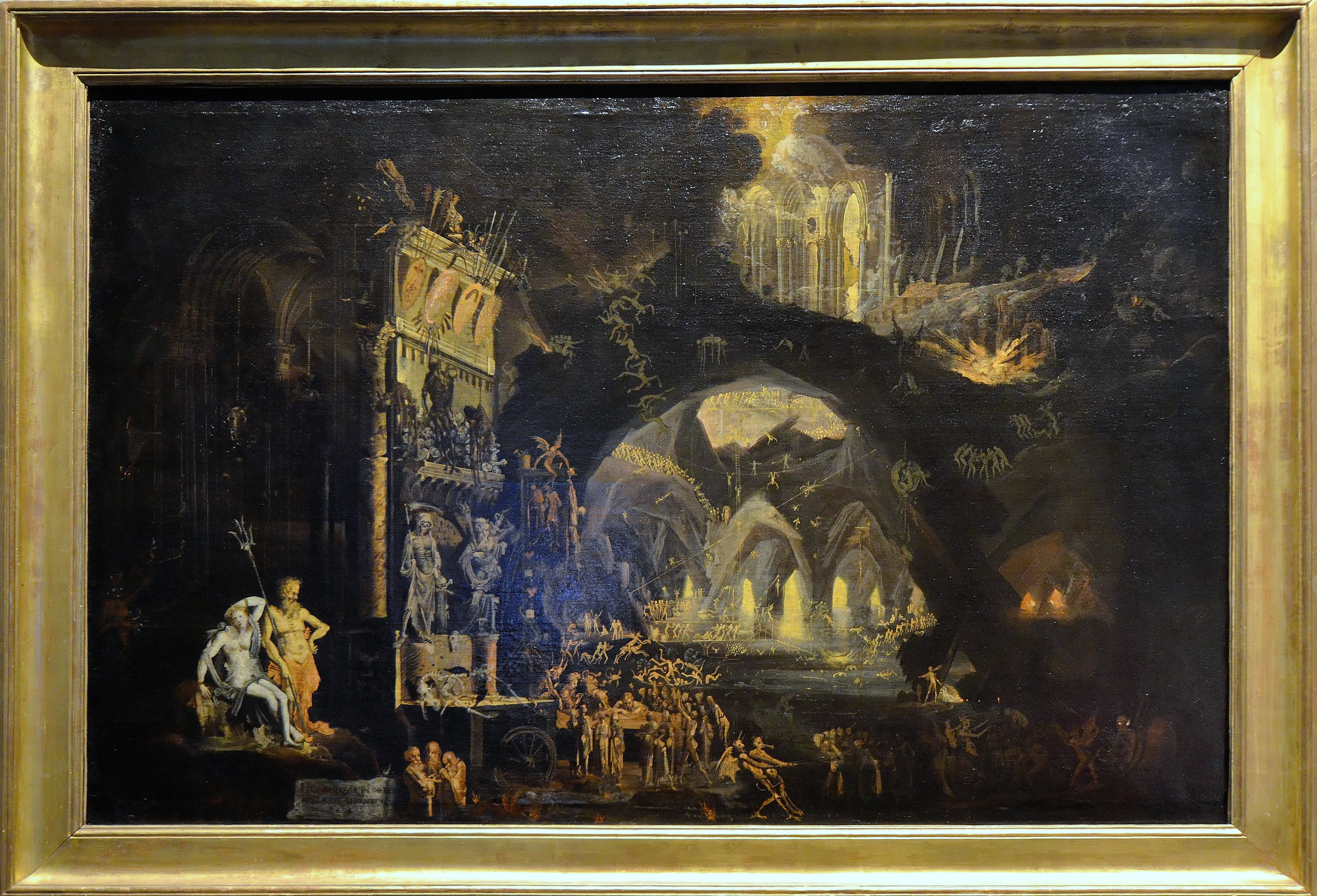
François de Nomé, Les Enfers, 1622.
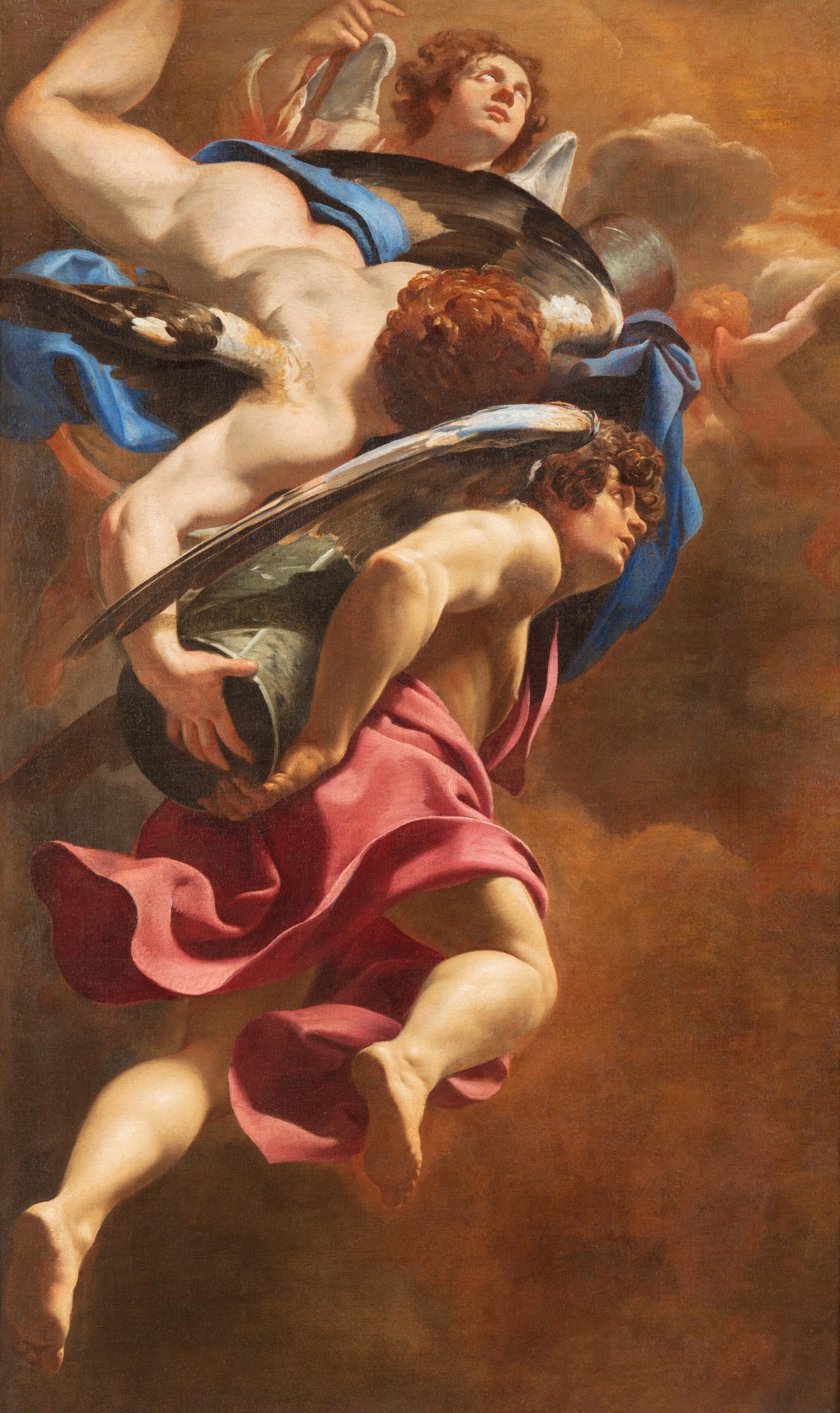
Simon Vouet, Anges portant la colonne de la Passion, 1625-1626, huile sur toile, 130 x 80 cm.
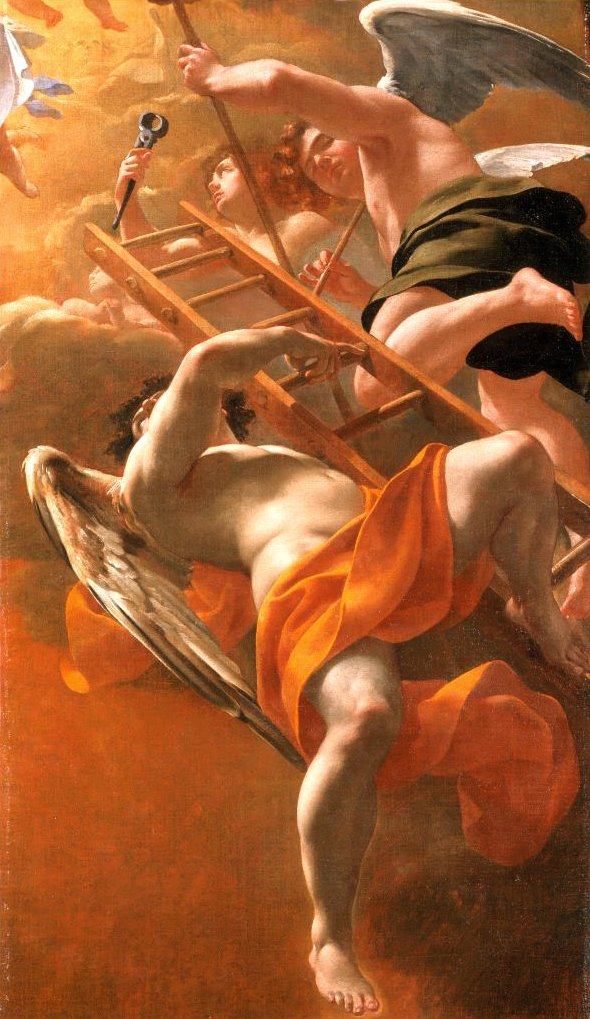
Simon Vouet, Anges portant les instruments de la Passion, 1625-1626, huile sur toile, 132 x 77 cm.
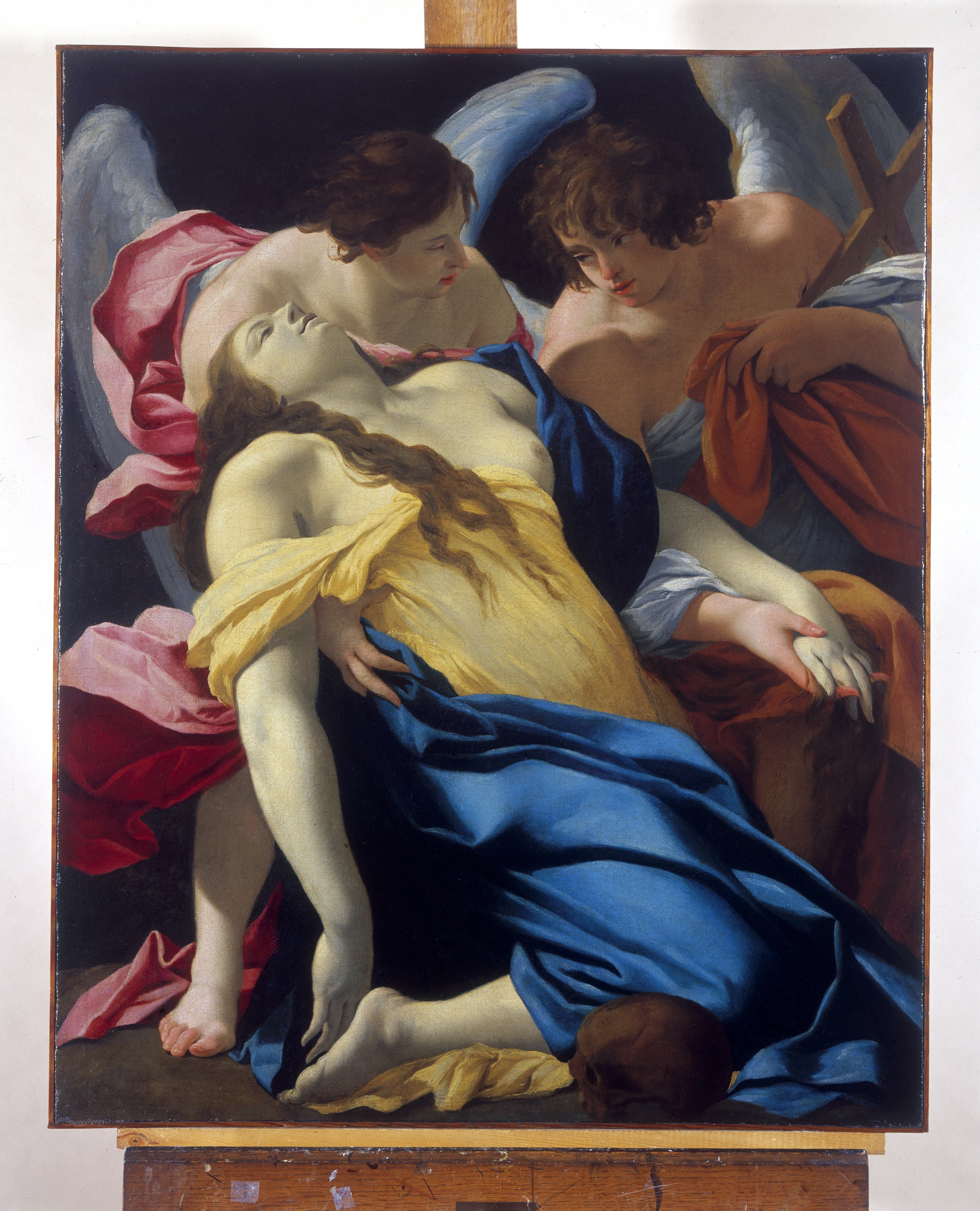
Simon Vouet, Le Ravissement de sainte Madeleine, 1639-1640.

##### XVIIIesiècle
- Le XVIIIe siècle : François Lemoyne (Tancrède rendant les armes à Clorinde, 1722), Charles André van Loo (Thésée vainqueur du taureau de Marathon, 1732-1734), Antoine Coypel, Donat Nonnotte, Jean-Baptiste Greuze, Fragonard, François Boucher avec une série de petites chinoiseries parmi lesquelles Festin de l'empereur de Chine et Le Jardin chinois, Hubert Robert, François-André Vincent...

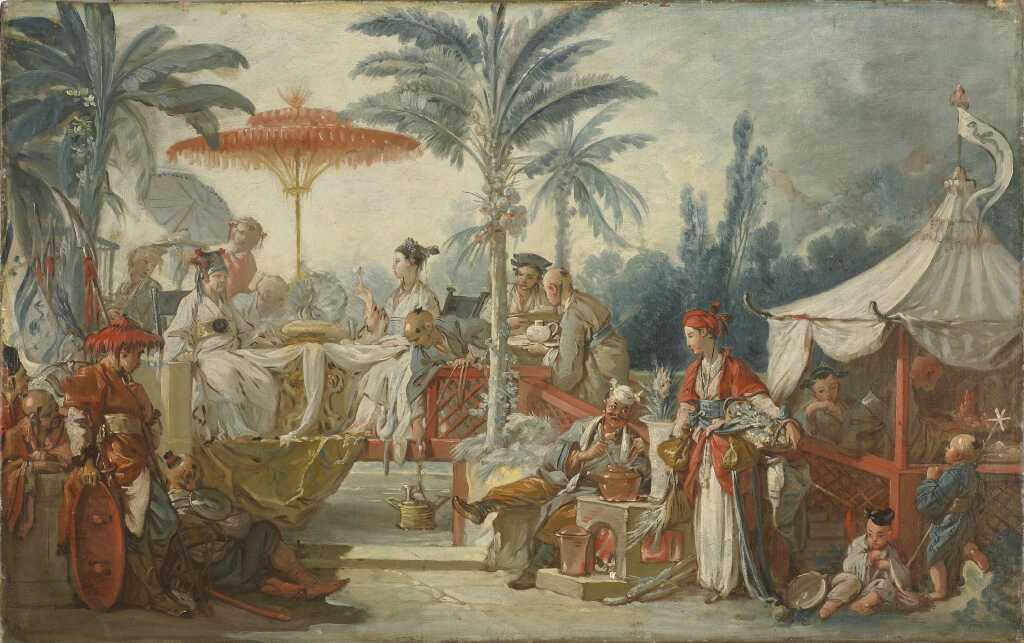
François Boucher, Festin de l'empereur de Chine, vers 1742, huile sur toile.
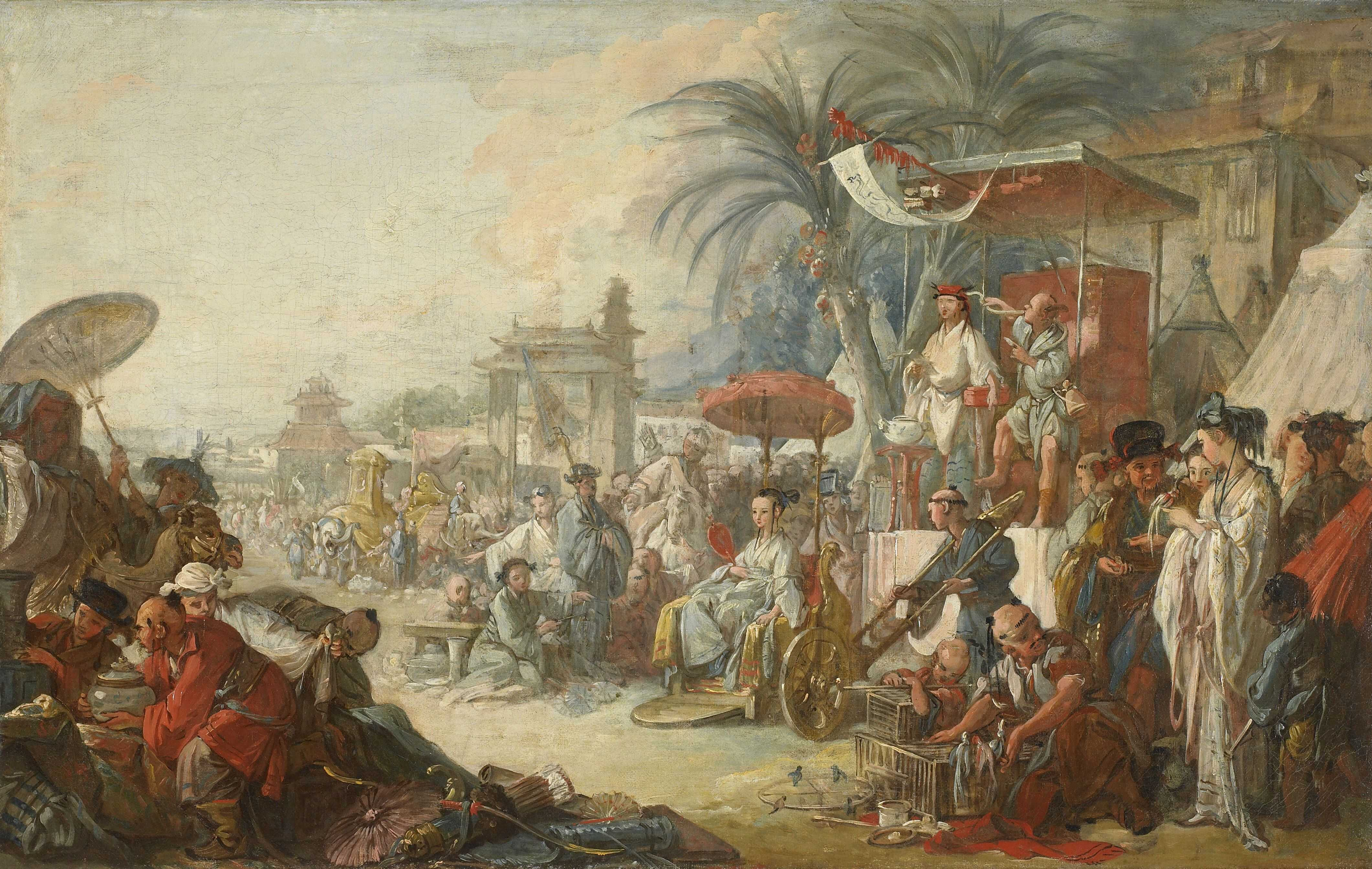
François Boucher, La Foire chinoise, vers 1742, huile sur toile.
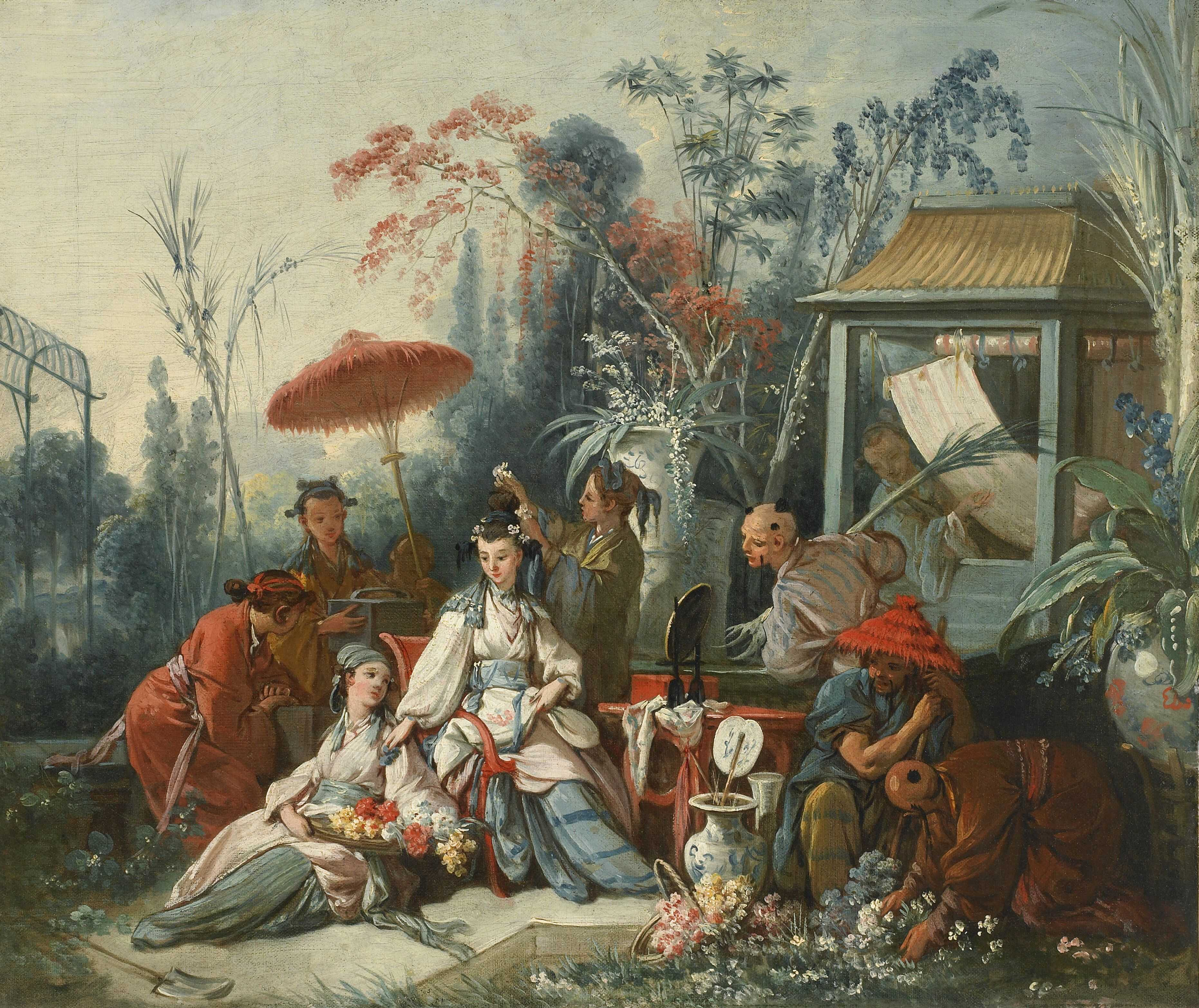
François Boucher, Le Jardin chinois, vers 1742, huile sur toile.
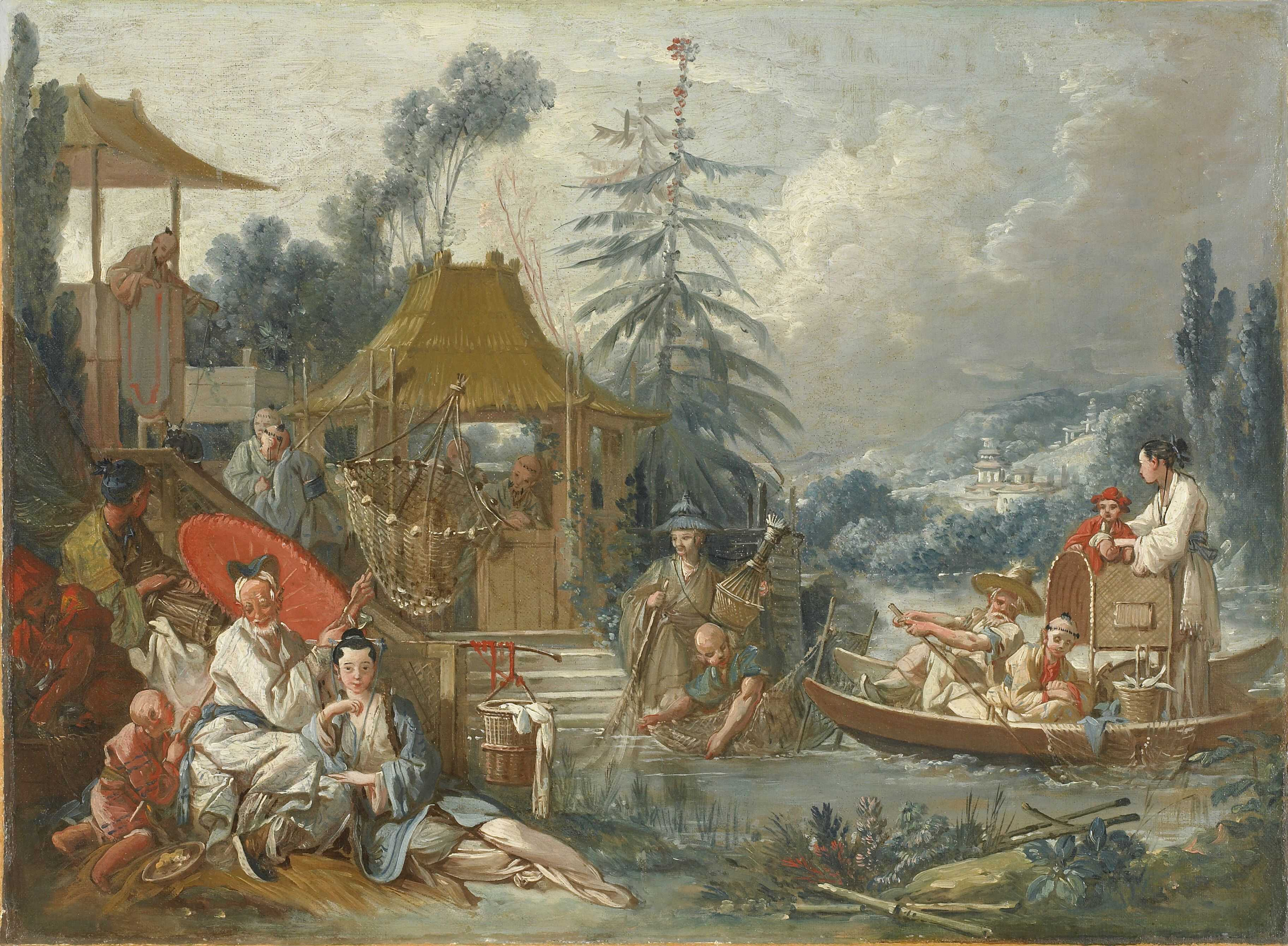
François Boucher, La Pêche chinoise, vers 1742, huile sur toile.
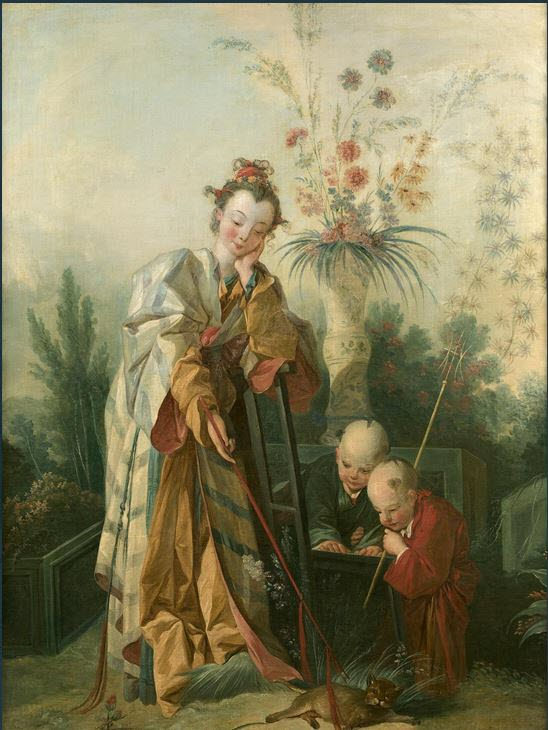
François Boucher, Le Mérite de tout pays, 1742-1745, huile sur toile, 105,5× 80 cm.
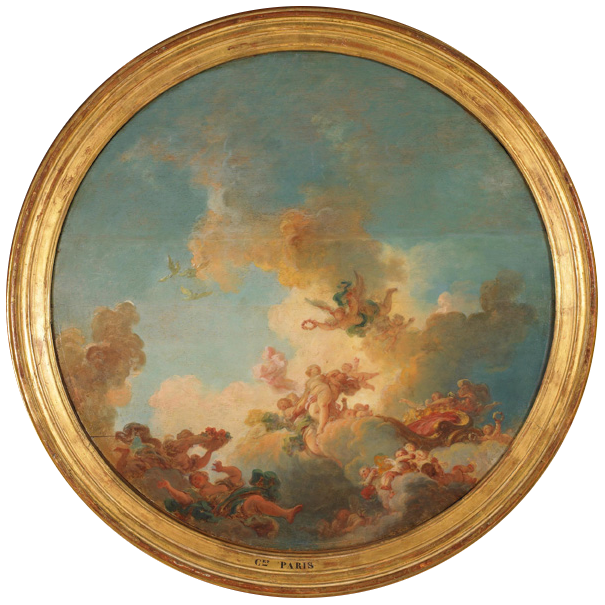
Jean-Honoré Fragonard, Le Triomphe de Vénus, 1765-1770.
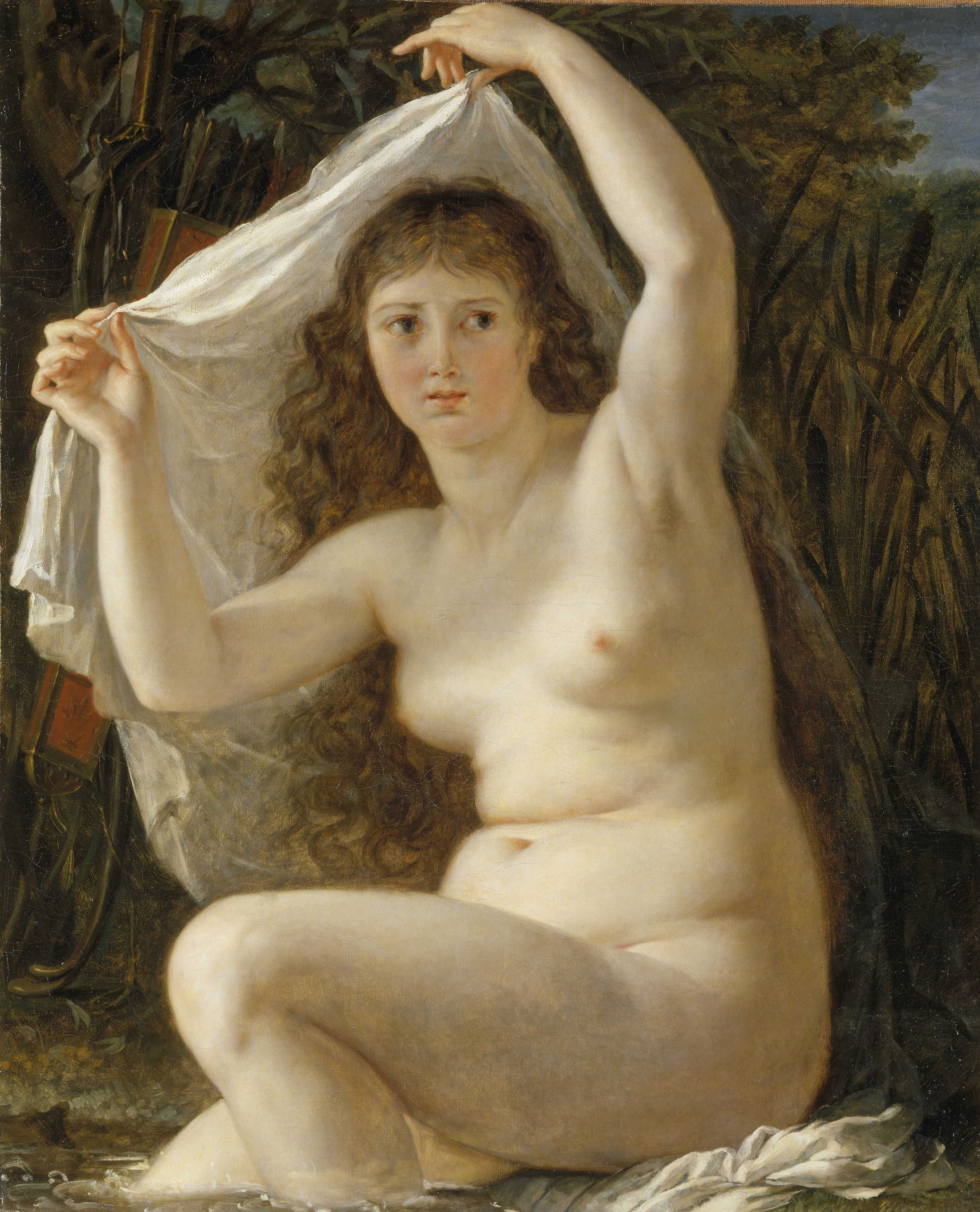
Antoine-Jean Gros, Une baigneuse, 1791.

##### XIXesiècle
- Le XIXe siècle : Jean-Baptiste Greuze, Donat Nonotte, David, Ingres, Eugène Isabey, Théodore Géricault, Théodore Chassériau, Delaroche, Courbet, natif de la Franche-Comté, avec notamment son monumental L’Hallali du cerf, Théodore Rousseau...

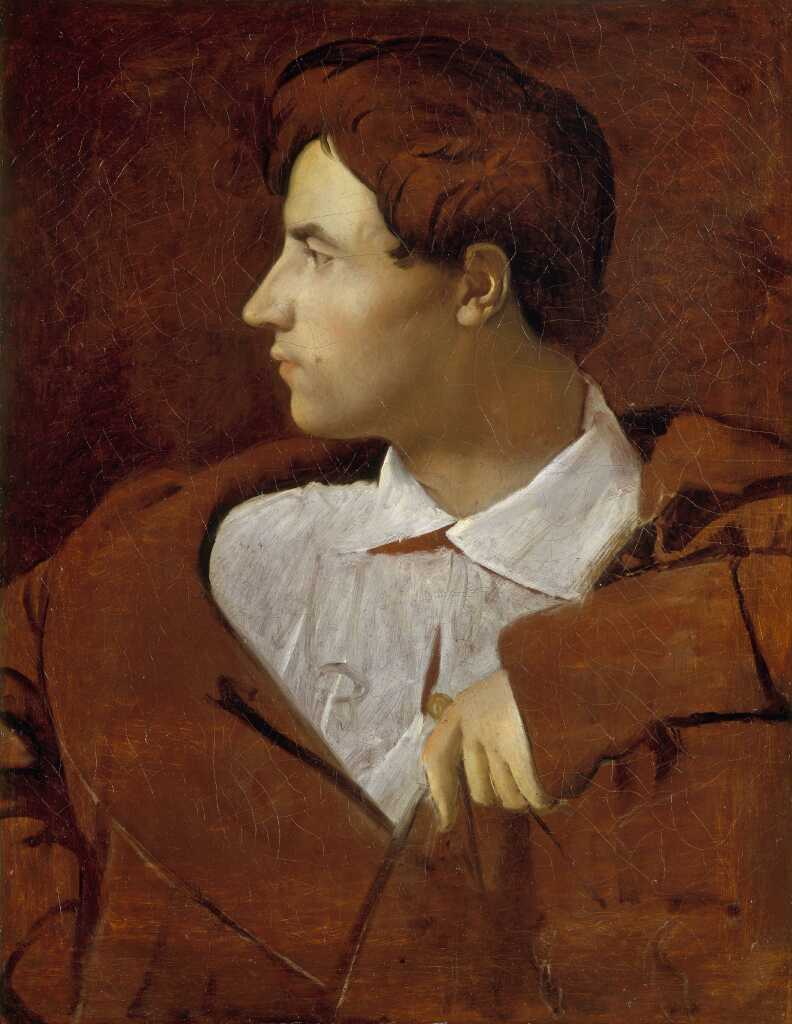
Jean-Auguste-Dominique Ingres, Portrait de Jean-Baptiste Desdéban, 1810.
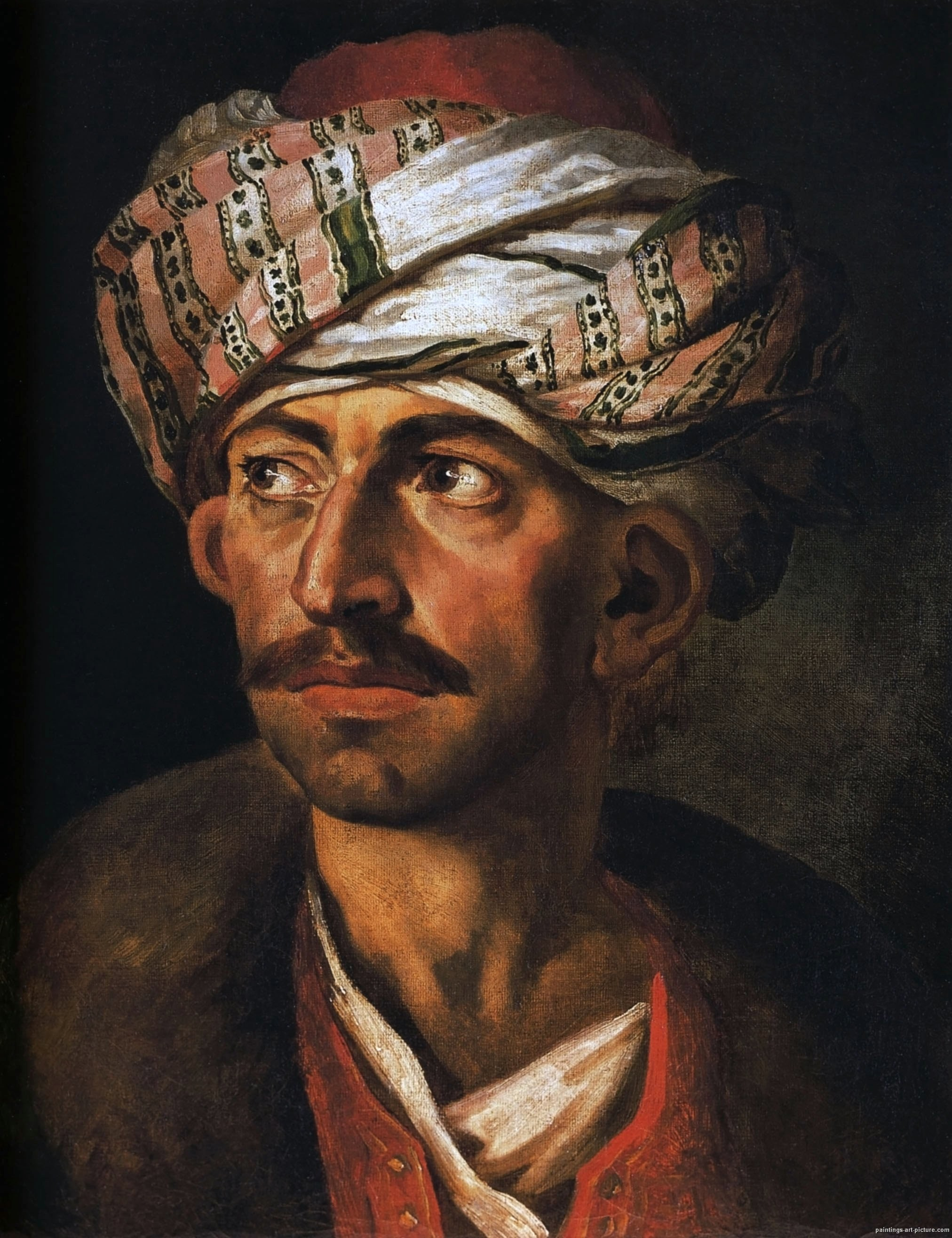
Théodore Géricault, Portrait d'homme en Oriental, 1817-1819, huile sur toile, 59,3 x 48 cm.
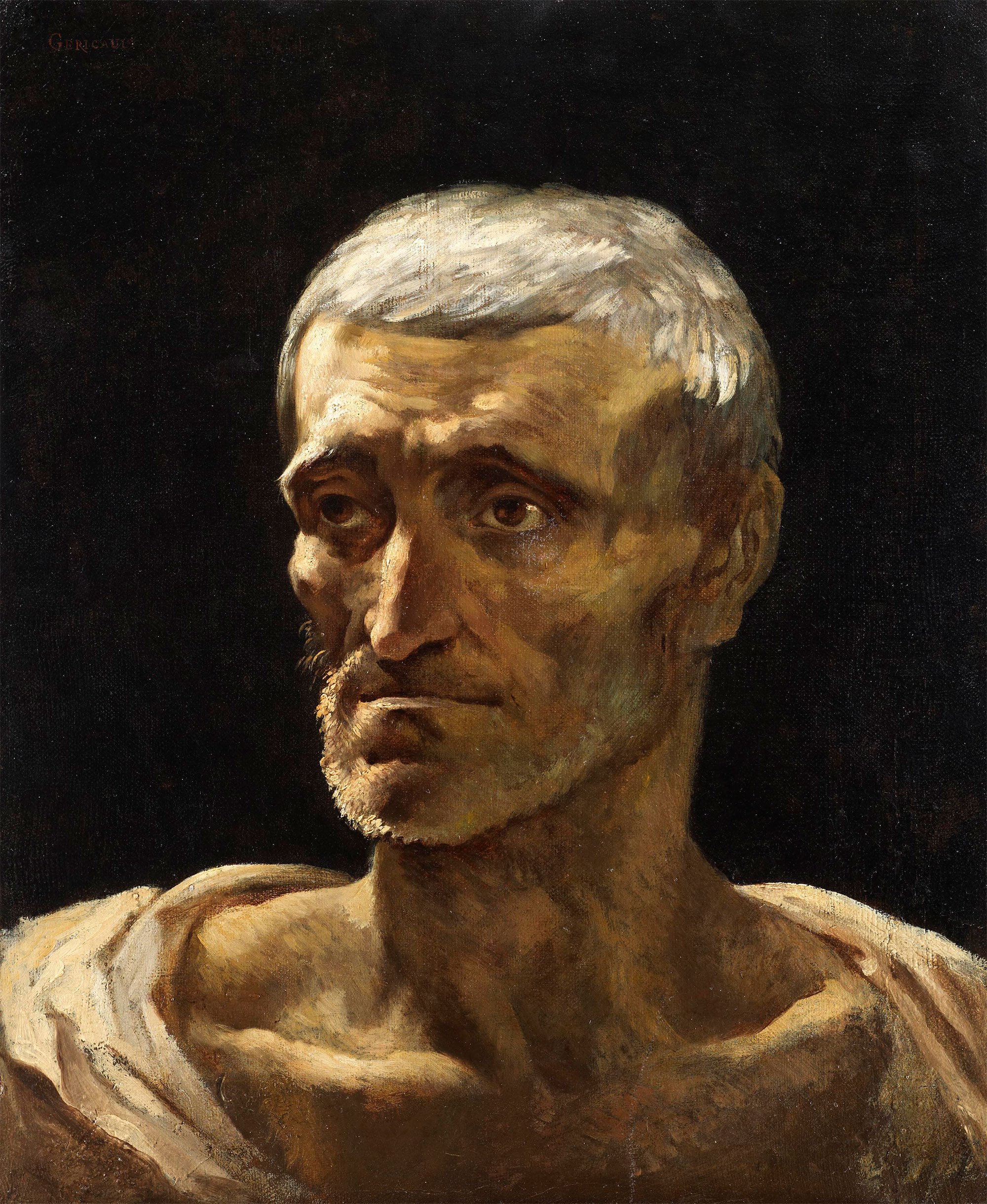
Théodore Géricault, Portrait d'un naufragé, 1818-1819, huile sur toile.
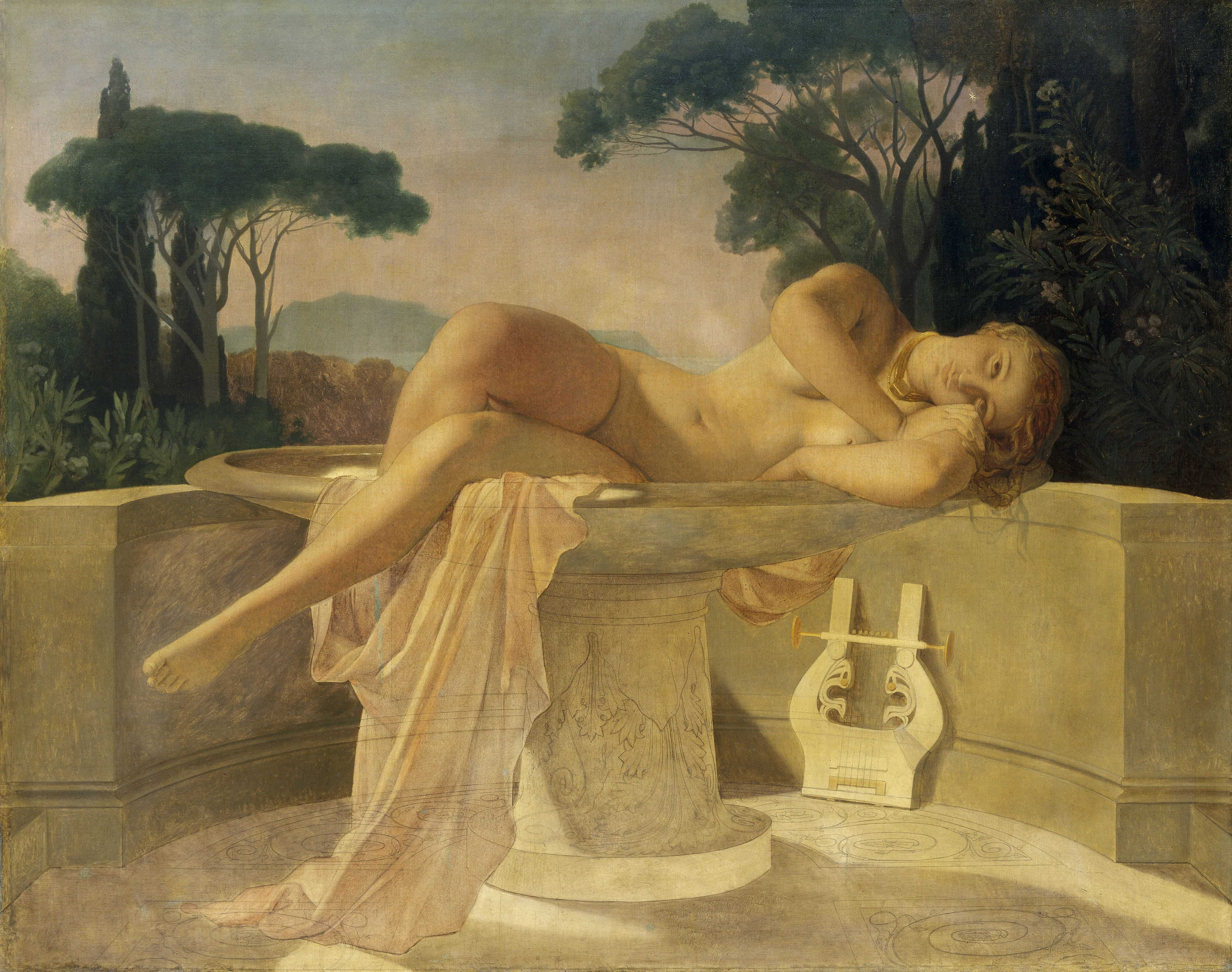
Paul Delaroche, Jeune Fille dans une vasque, 1845, huile sur toile, 154 × 192,8 cm.
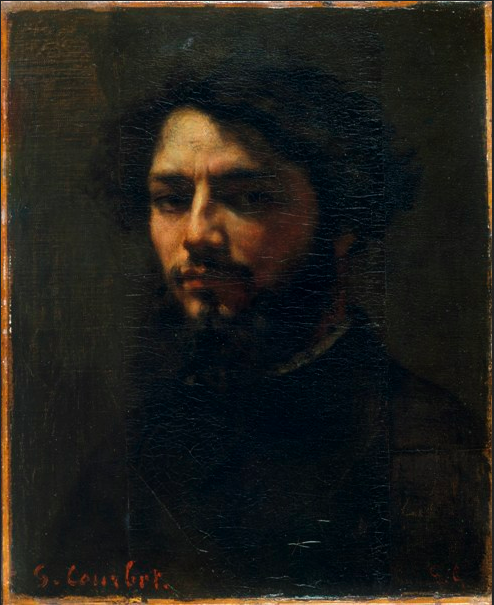
Gustave Courbet, Autoportrait, vers 1850.
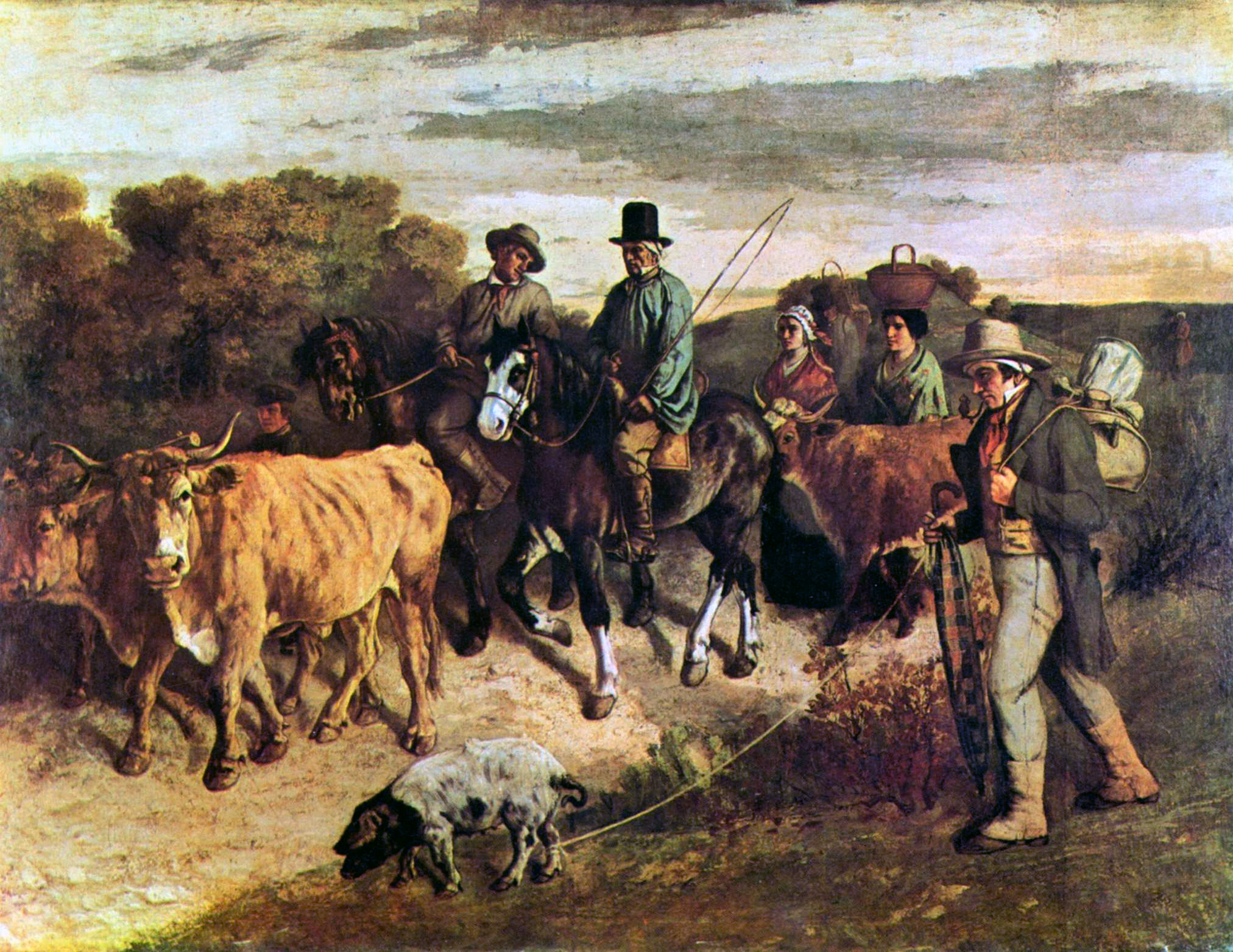
Gustave Courbet, Les Paysans de Flagey revenant de la foire, 1850, huile sur toile, 208,5 × 275,5 cm.
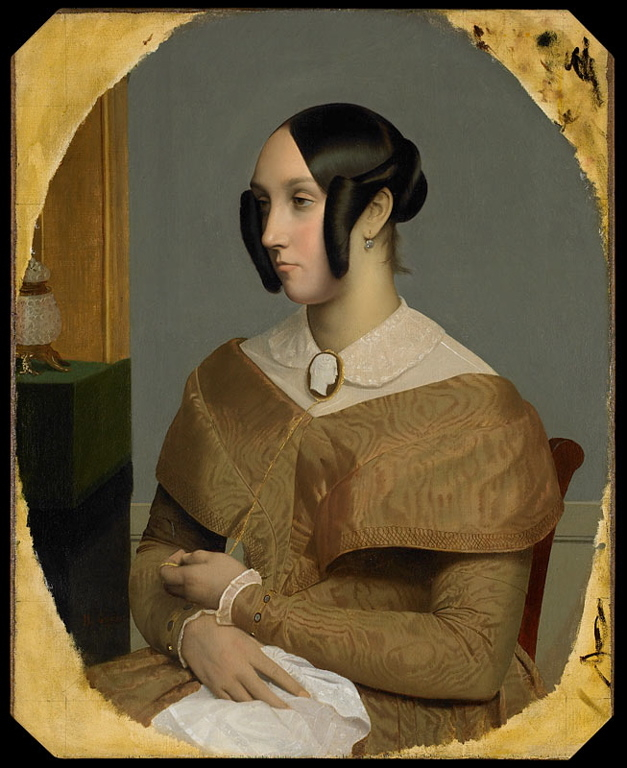
Jean-Léon Gérôme, Portrait de jeune femme, vers 1850.
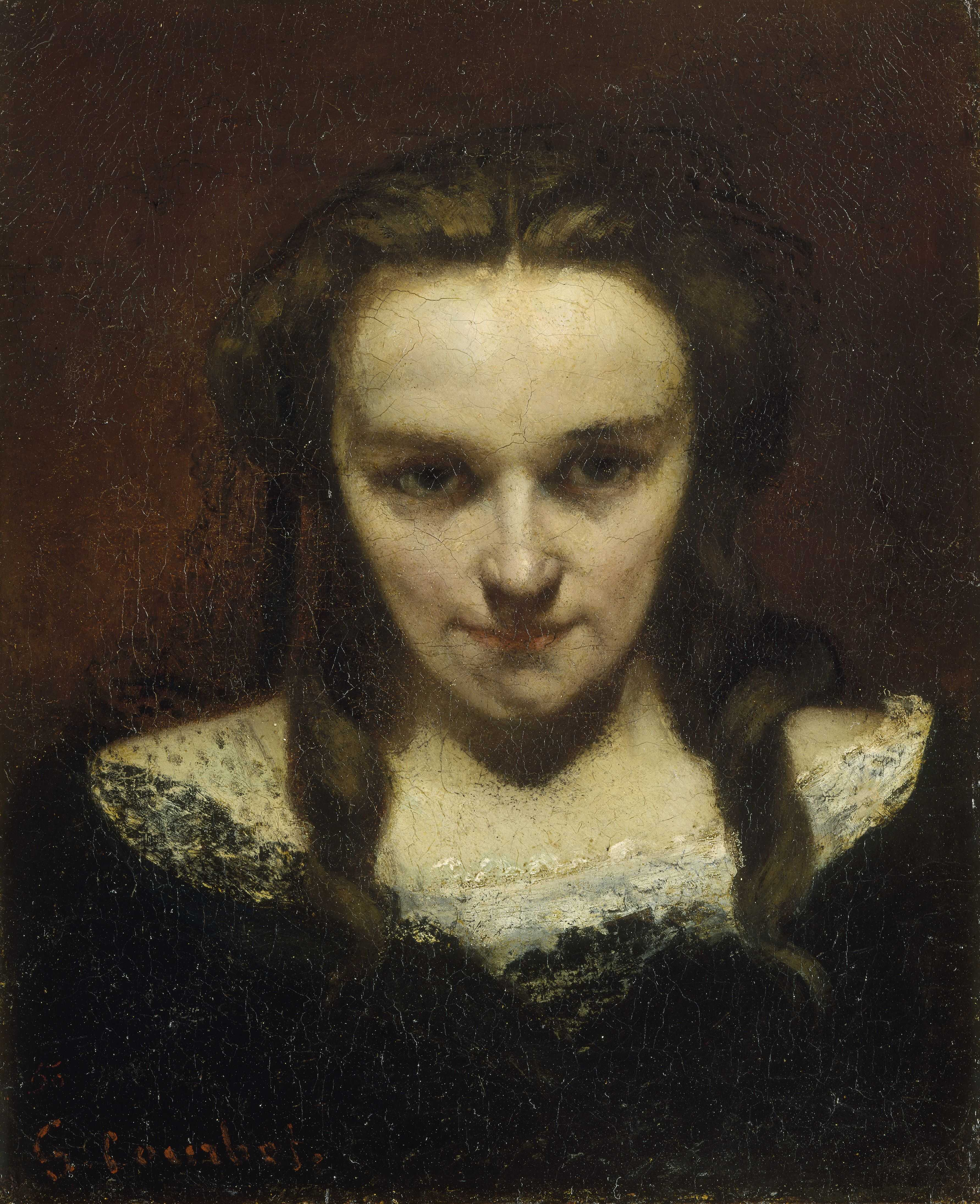
Gustave Courbet, La Voyante, vers 1855.
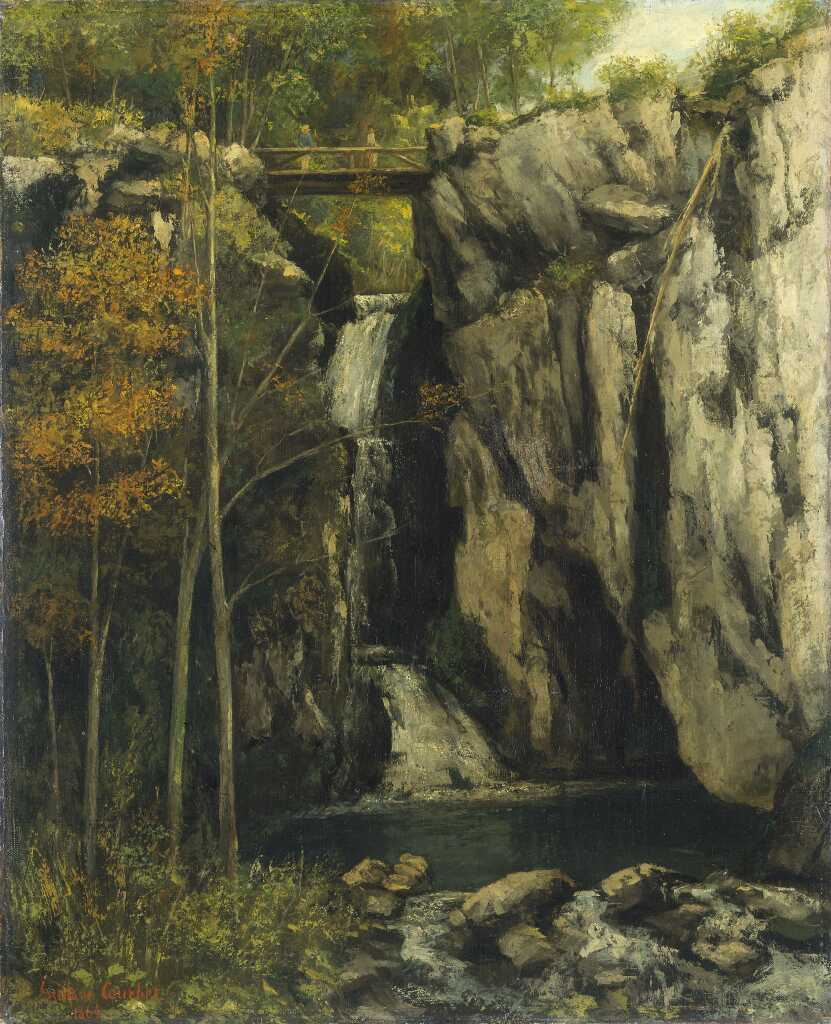
Gustave Courbet, Le Gour de Conche, 1864.
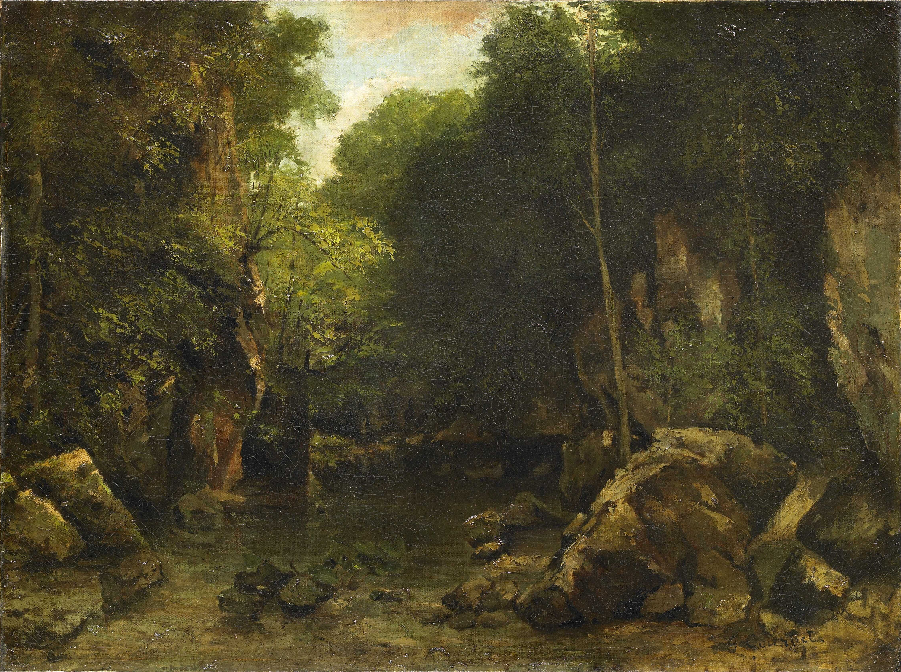
Gustave Courbet, Le Puits-Noir, vers 1865.
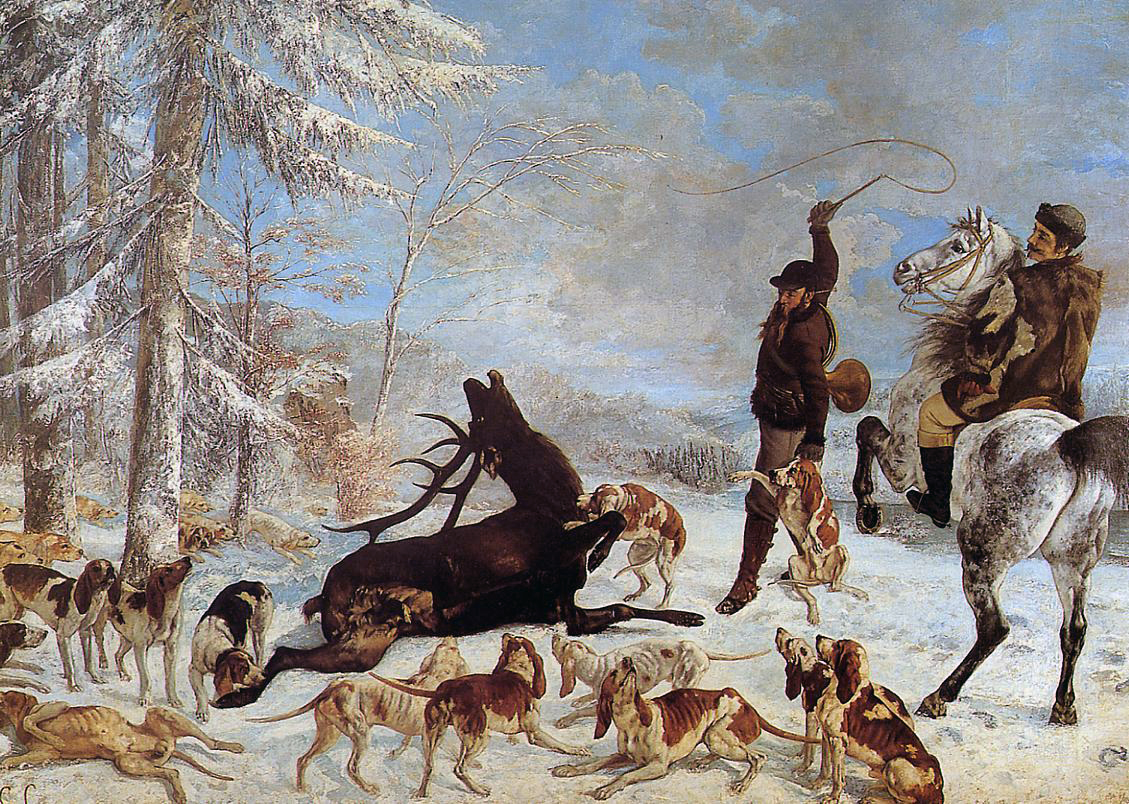
Gustave Courbet, L'Hallali du cerf, 1867, huile sur toile, 355 × 505 cm.
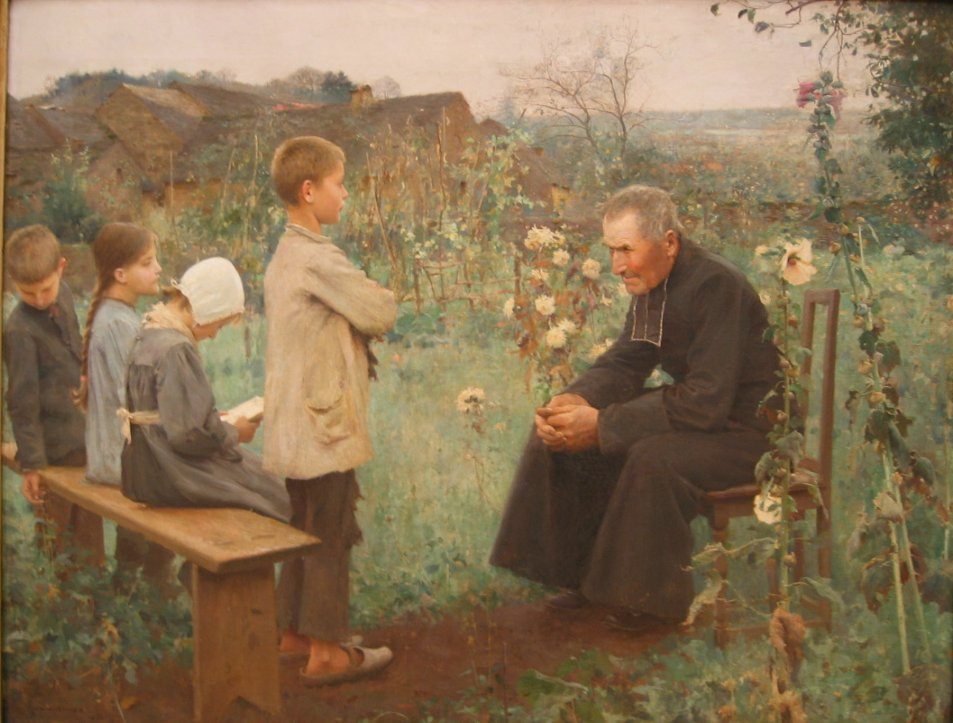
Jules-Alexis Muenier, La Leçon de catéchisme, 1890, huile sur toile.
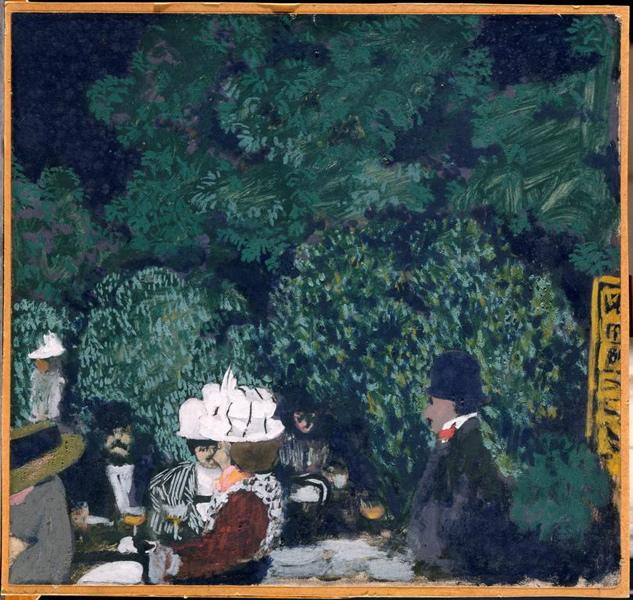
Édouard Vuillard, Café au bois de Boulogne, 1897-1898, huile sur toile.

##### XXesiècle
- Le XXe siècle : Paul Signac, Félix Vallotton, Pierre Bonnard, Auguste Renoir, Pablo Picasso, Suzanne Valadon, Albert Marquet, Jean Puy, Léon Lehmann, André Lhote, Charles Lapicque, Jean Legros, Bernard Lorjou, Yvonne Mottet, Jean-Jacques Morvan, Jean-Claude Bertrand, Bernard Gantner, Claude-Jean Darmon... Henri Matisse est représenté par Nature morte au lierre ainsi que par un petit Portrait de George Besson.

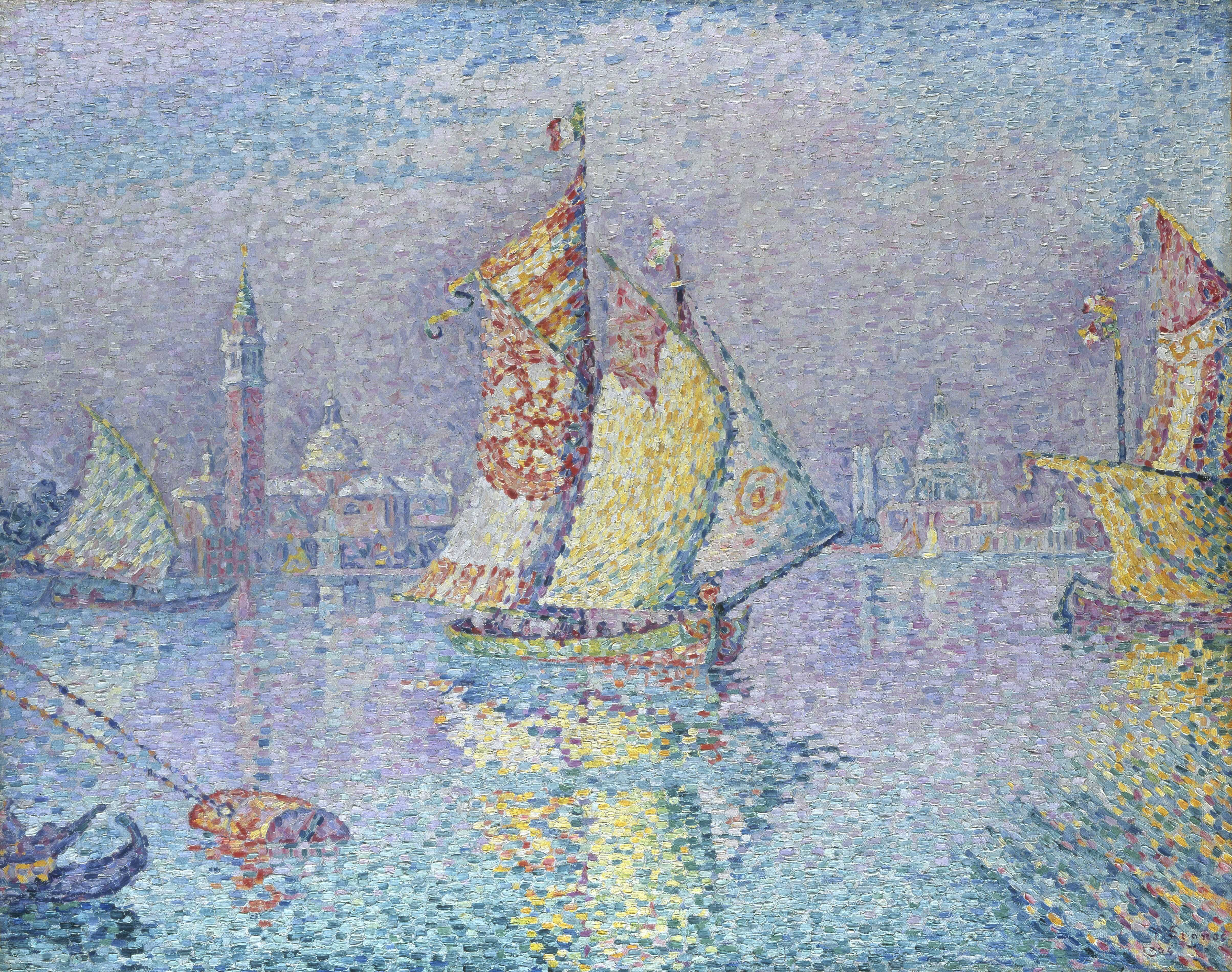
Paul Signac, Venise, la voile jaune, 1904, huile sur toile.
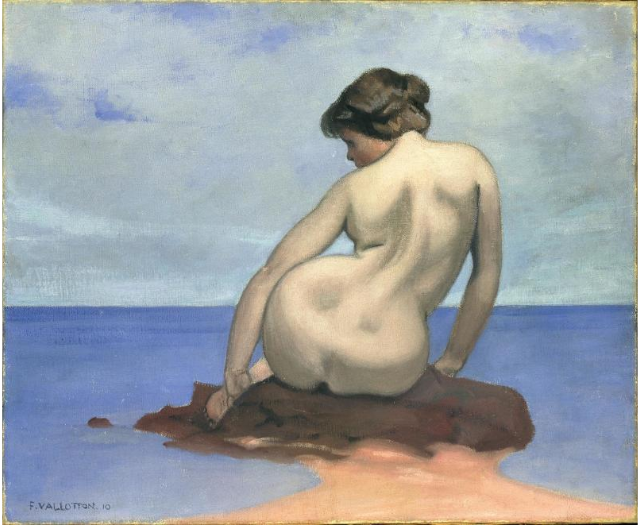
Félix Vallotton, Baigneuse assise sur un rocher, 1910, huile sur toile, 50 x 61 cm.
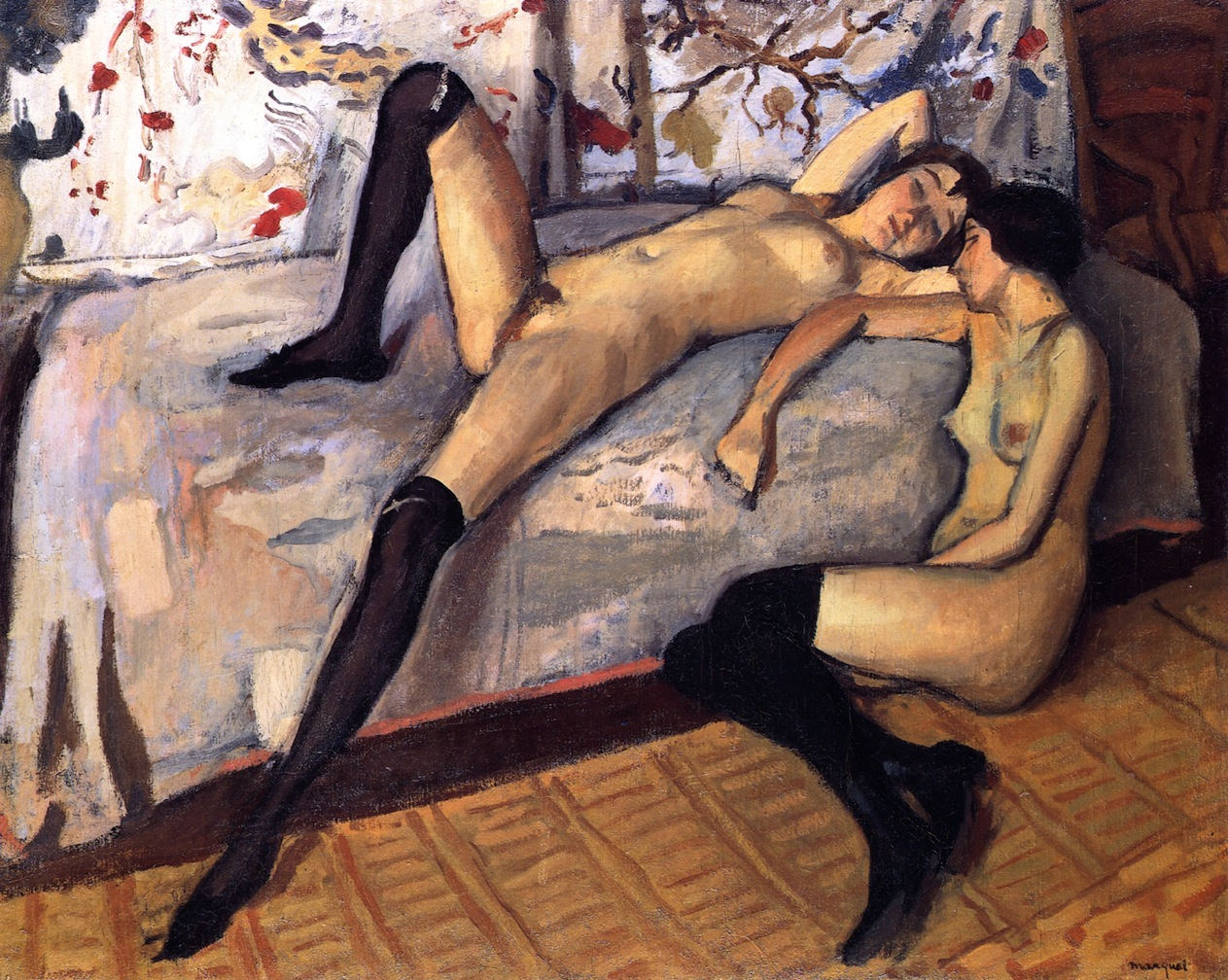
Albert Marquet, Les Deux Amies, 1911, huile sur toile, 60 x 92 cm.
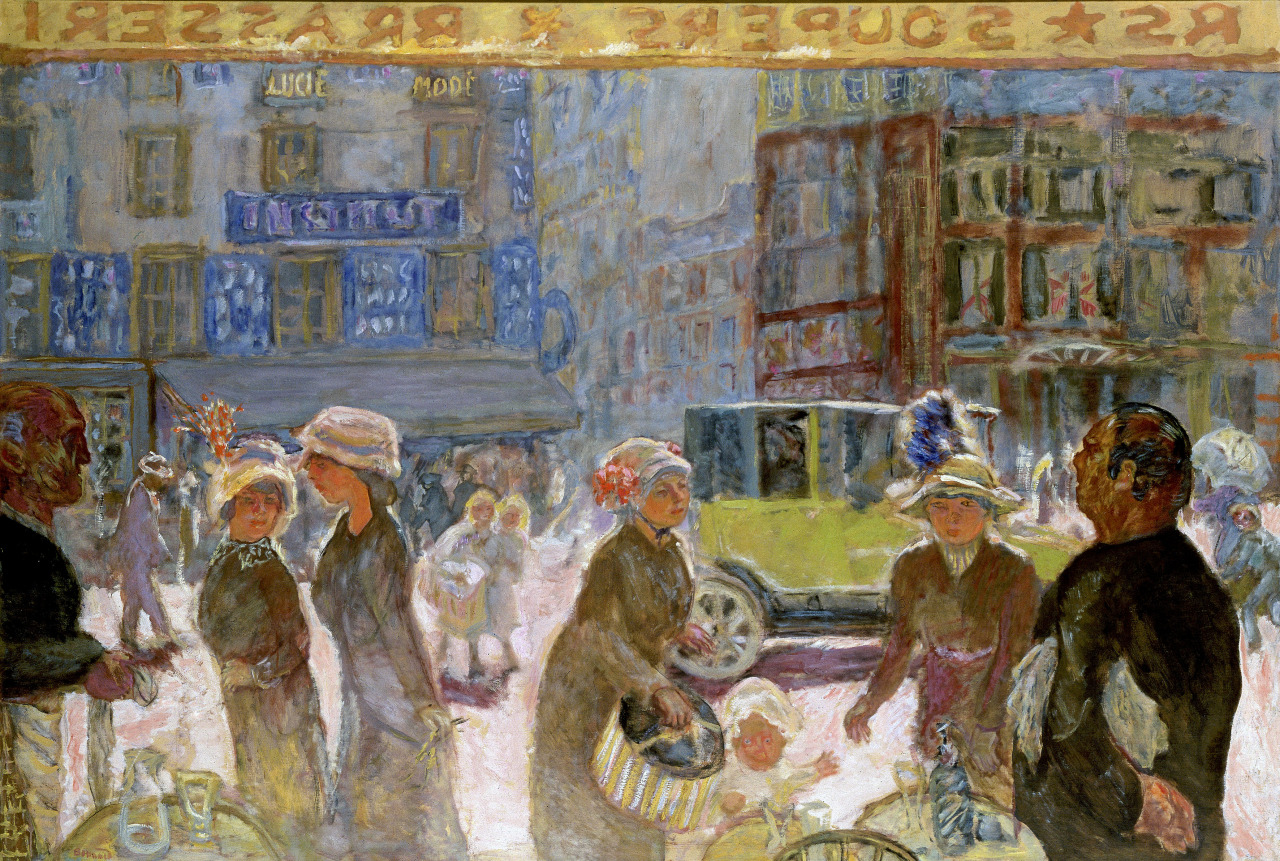
Pierre Bonnard, La Place Clichy, 1912, huile sur toile, 145,7 x 209,5 cm.
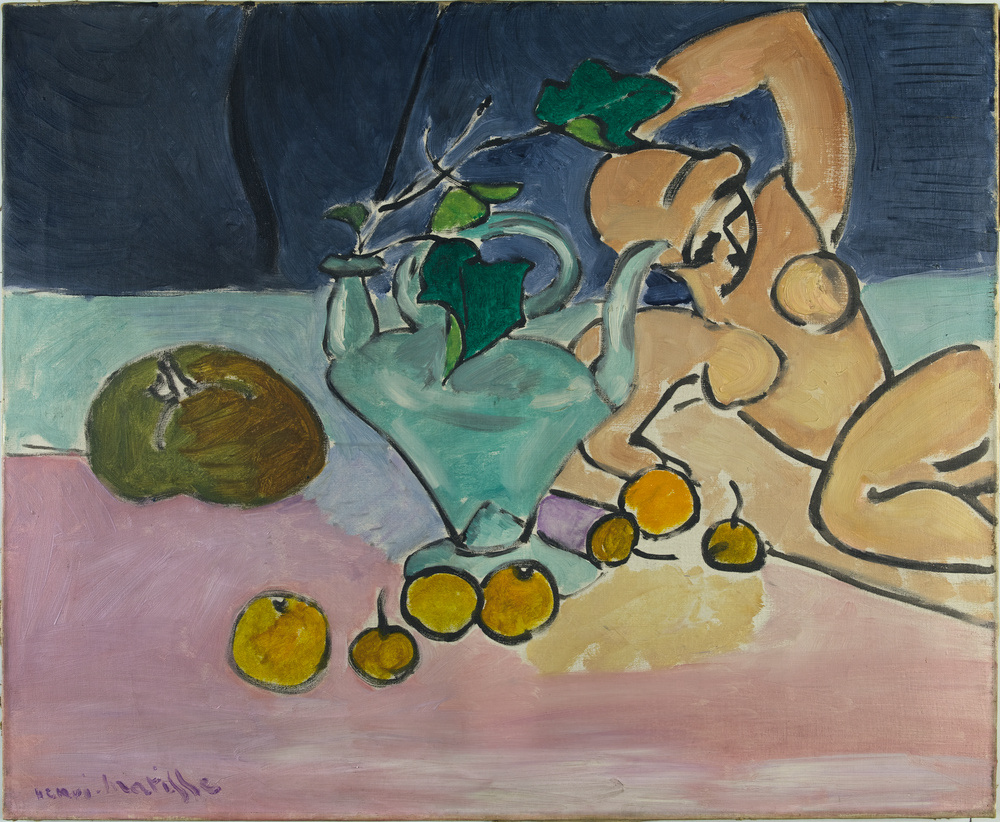
Henri Matisse, Nature morte au lierre, 1916.
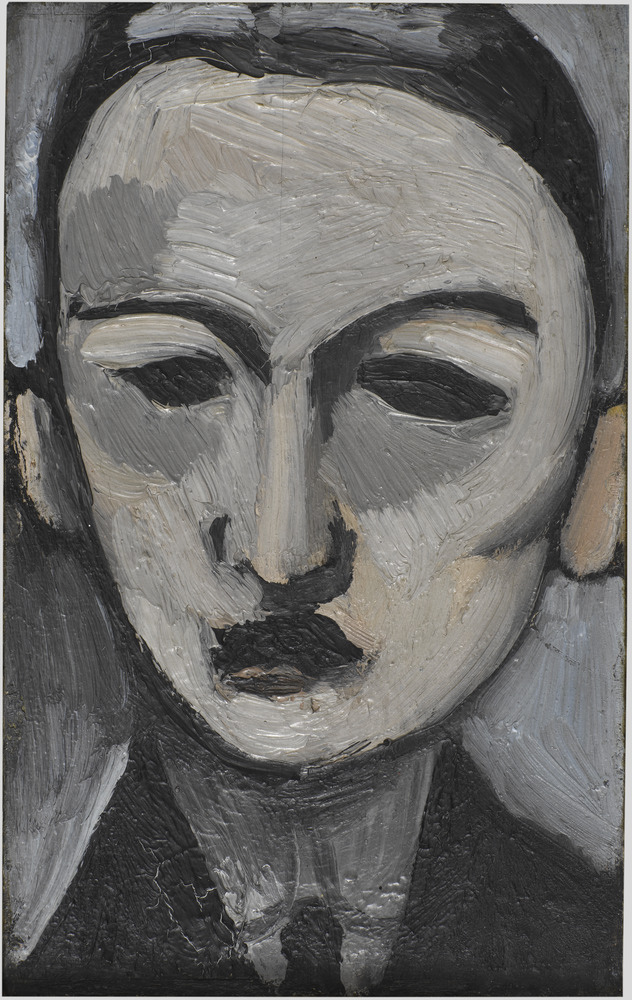
Henri Matisse, Portrait de George Besson, 1918.
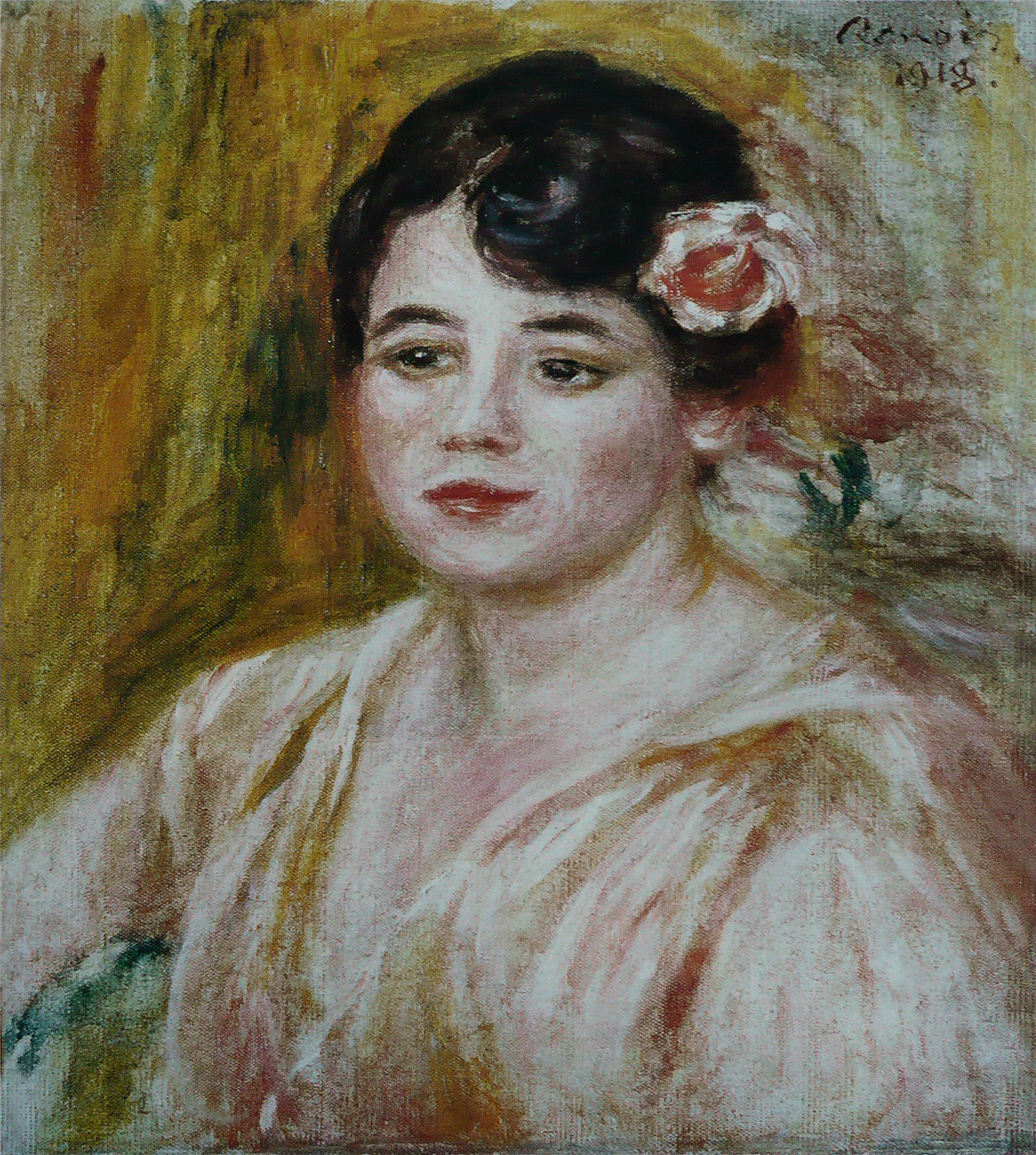
Auguste Renoir, Portrait d'Adèle Besson, 1918, huile sur toile, 41 × 36,8 cm.
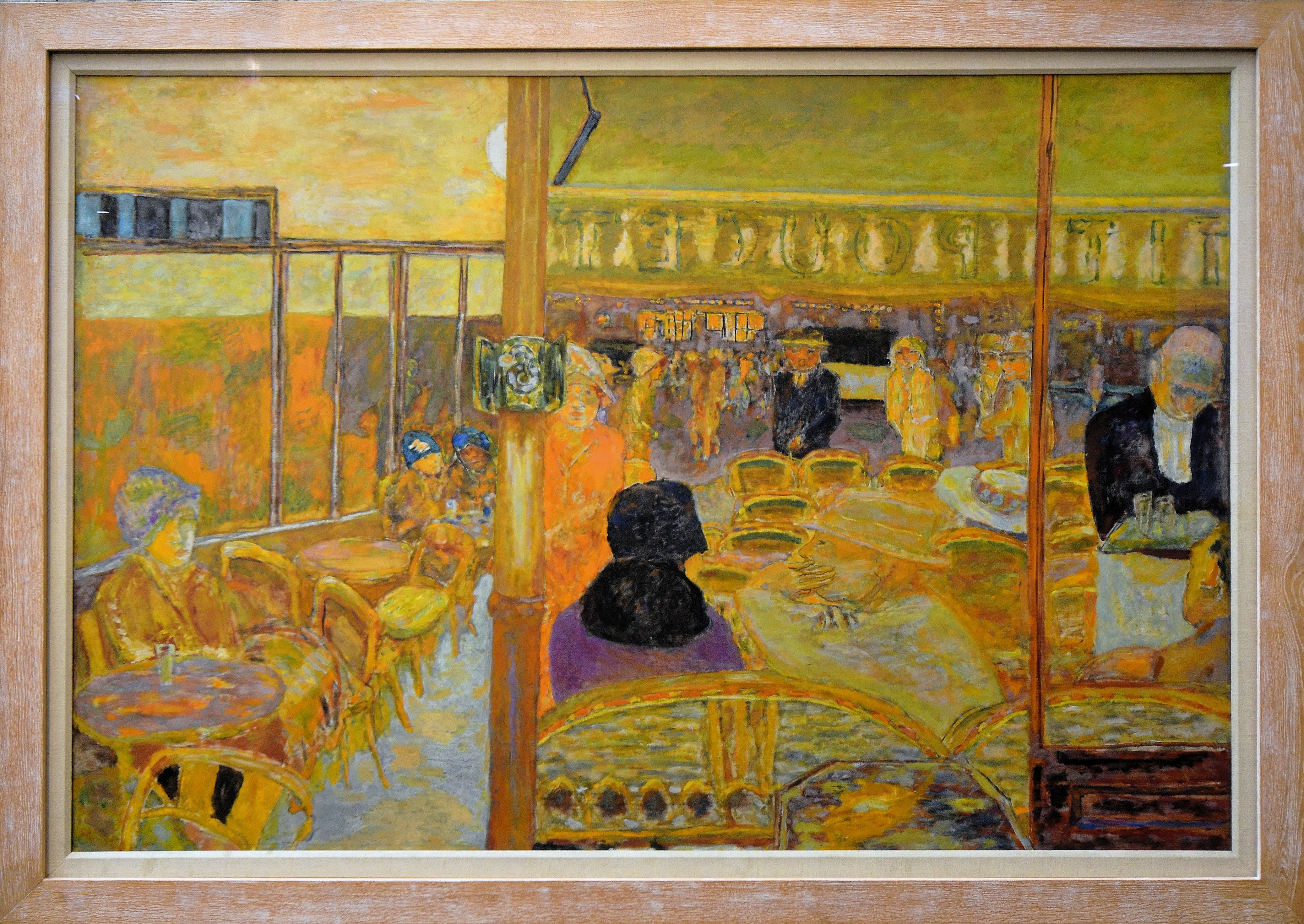
Pierre Bonnard, Le Café Au Petit Poucet, 1928.
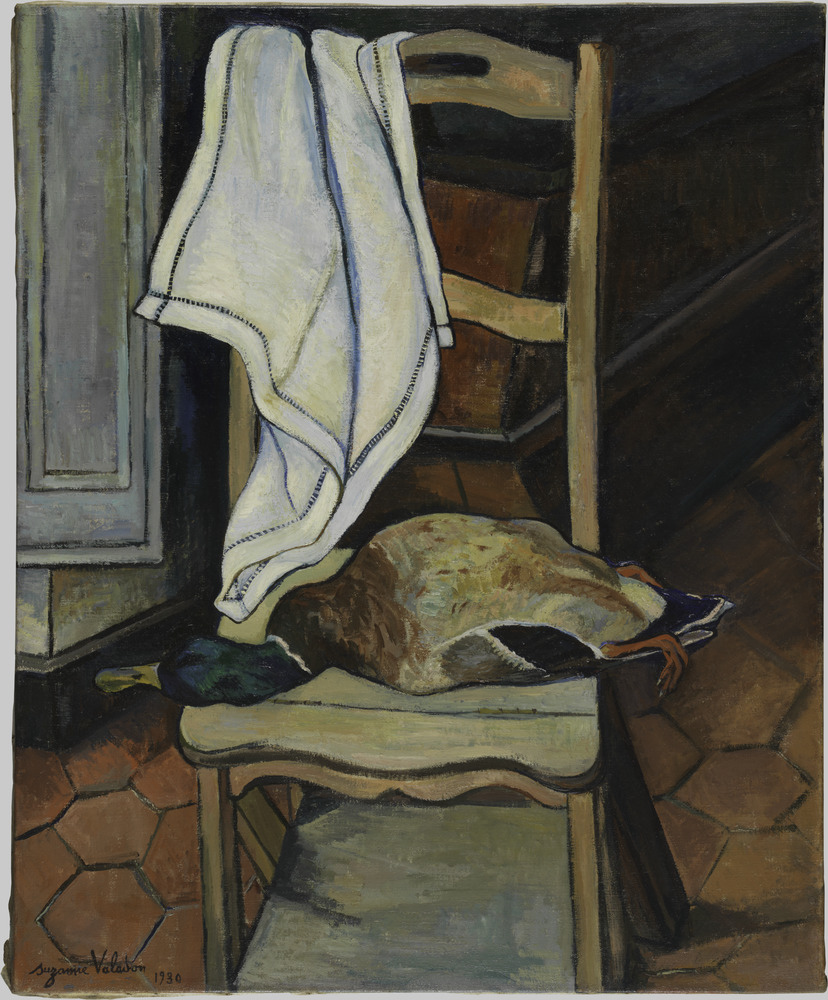
Suzanne Valadon, Le Canard, 1930, huile sur toile, 73 × 60 cm.

#### Sculptures
Le département des beaux arts est aussi constitué d'une collection de sculpture. Elle est illustrée par des œuvres du Moyen Âge, de la Renaissance, du XVIIIe siècle (avec un ensemble de terres cuites de Luc Breton, Jean Guillaume Moitte et François Delaistre), du XIXe siècle avec notamment deux bronzes d’Auguste Rodin (Buste de Victor Hugo et L'Éternel Printemps) ainsi que des œuvres de Pierre-Étienne Monnot, d'Auguste Clésinger, de Jules Dalou, d'Anne de Chardonnet, de David d'Angers, de Léon-Auguste Perrey ...
Le musée détient un exemplaire originel, en plâtre teinté, du buste d'Helvetia que Courbet a réalisé pour remercier la commune suisse de la Tour-du-Peizl de son hospitalité. Contrairement à la version retouchée offerte à ses hôtes, c'est la croix suisse qui orne le buste et le piédouche porte la mention Helvetia. Un autre exemplaire français est visible au musée Courbet d'Ornans.

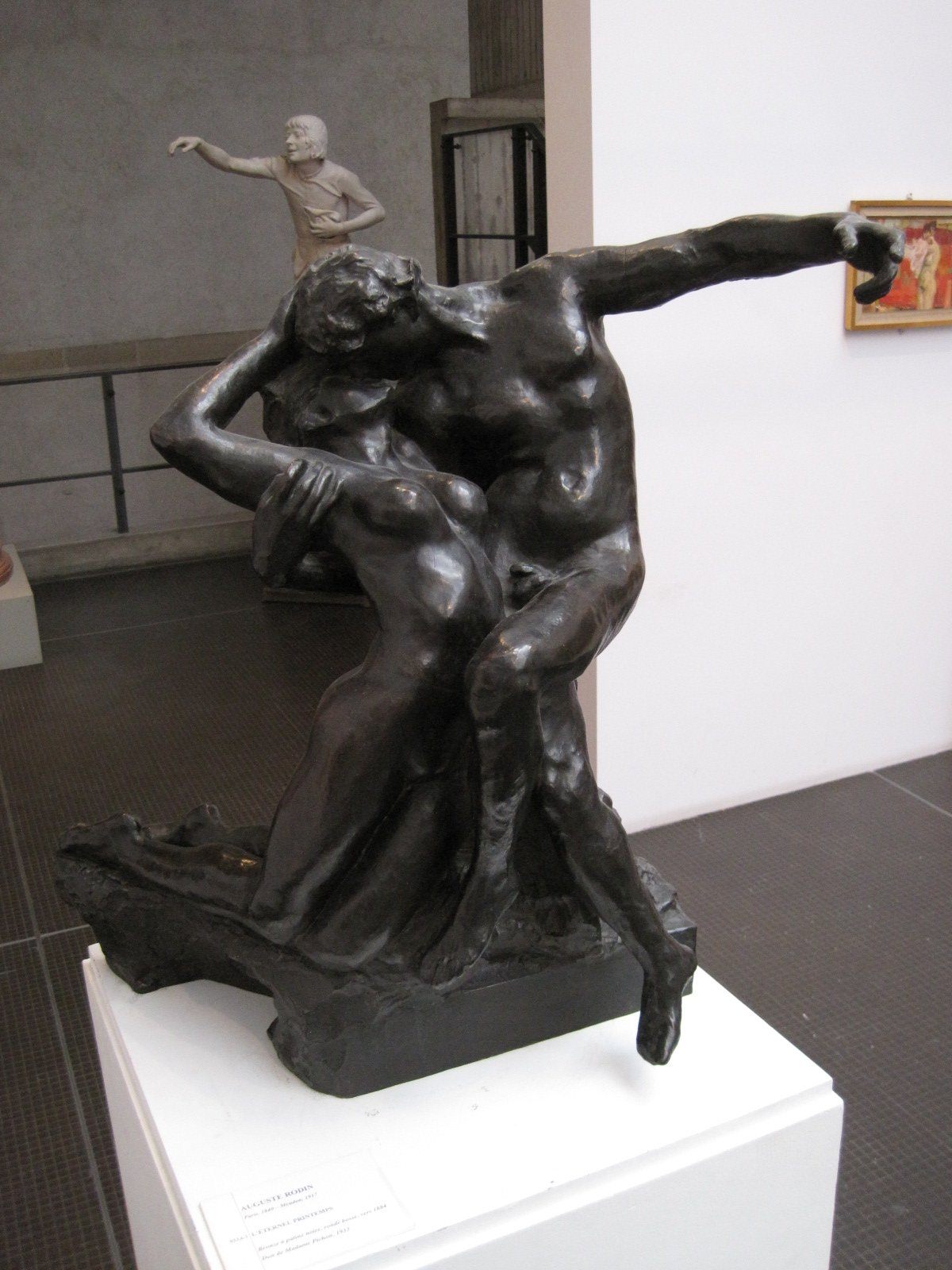
L'Éternel Printemps, Auguste Rodin.
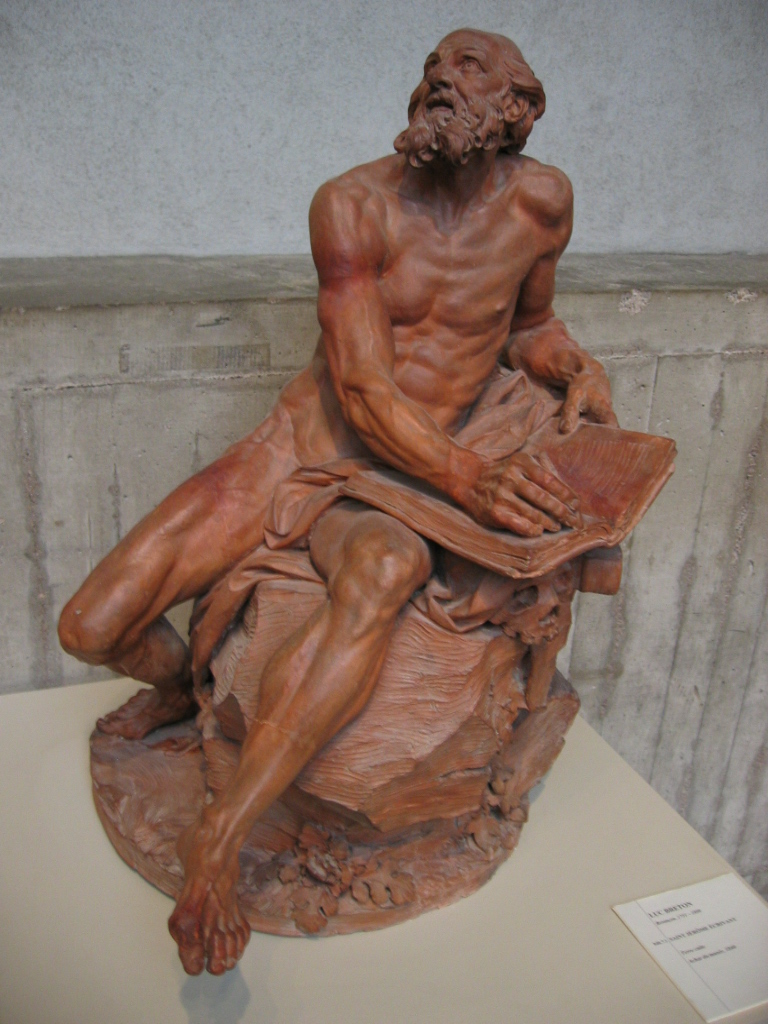
Saint Jérôme, Luc Breton.
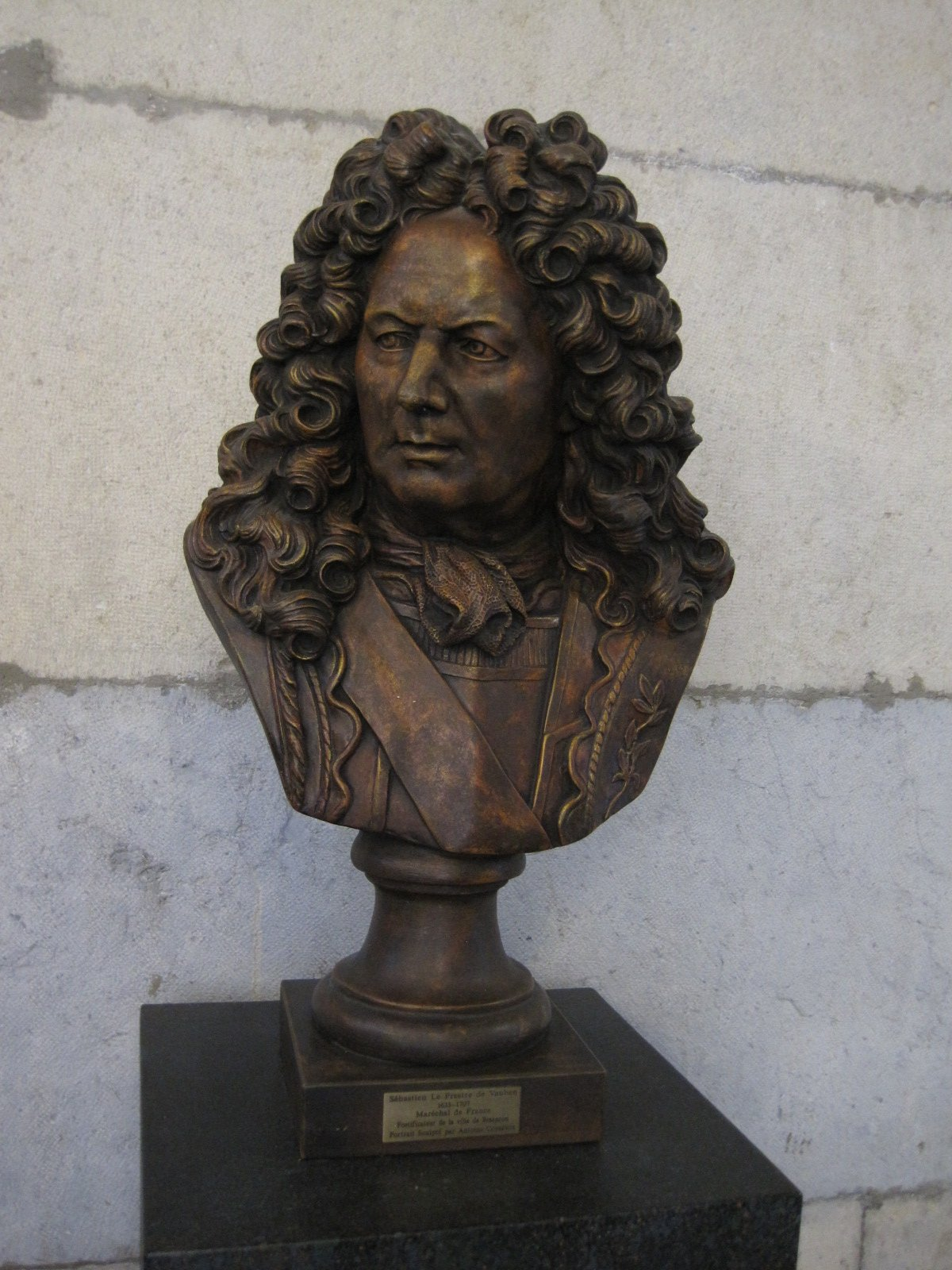
Sébastien Le Prestre de Vauban, Antoine Coysevox.
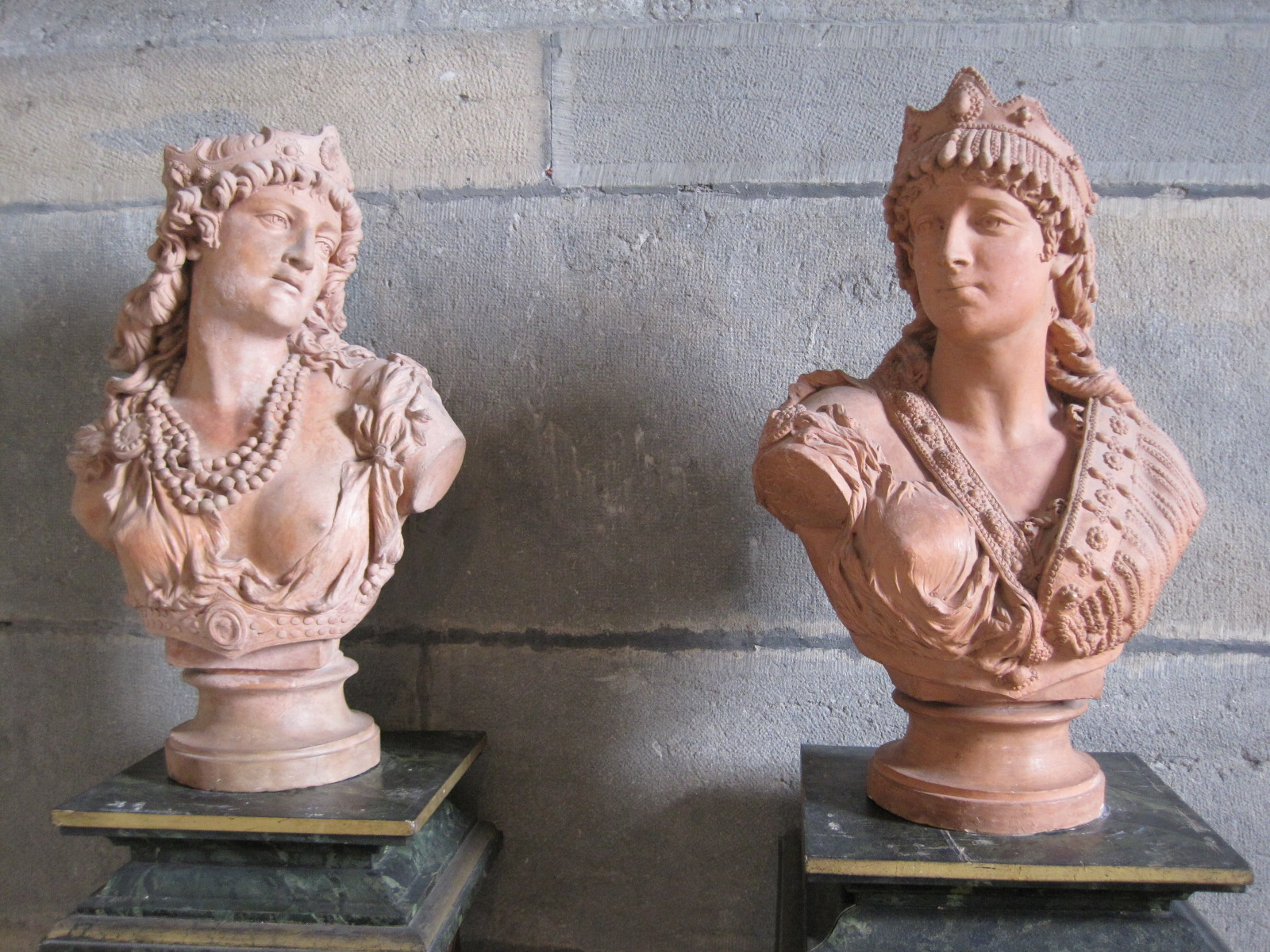
Salomé et Hérodiade, Auguste Clésinger.
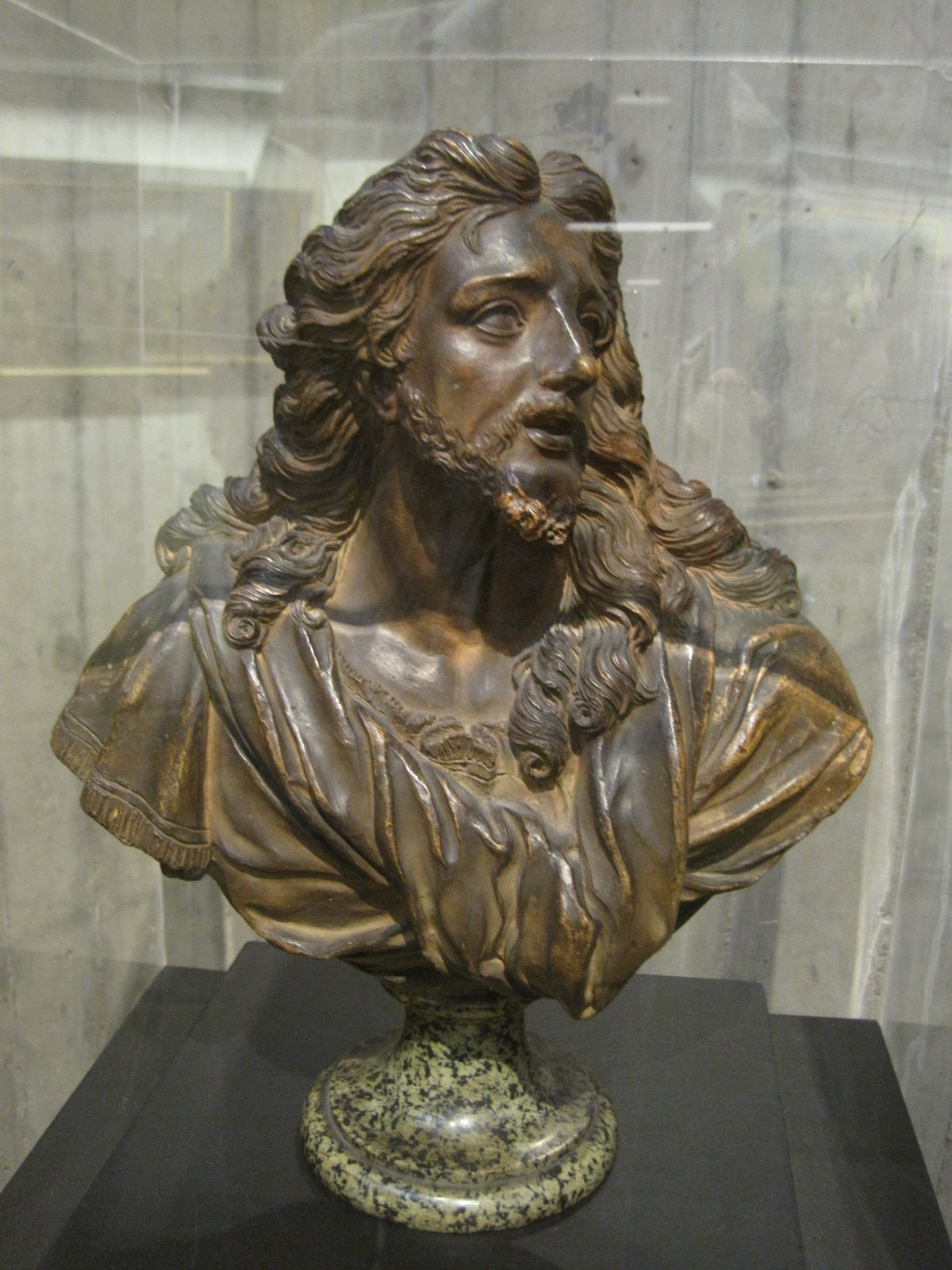
Le Christ, Pierre-Étienne Monnot.
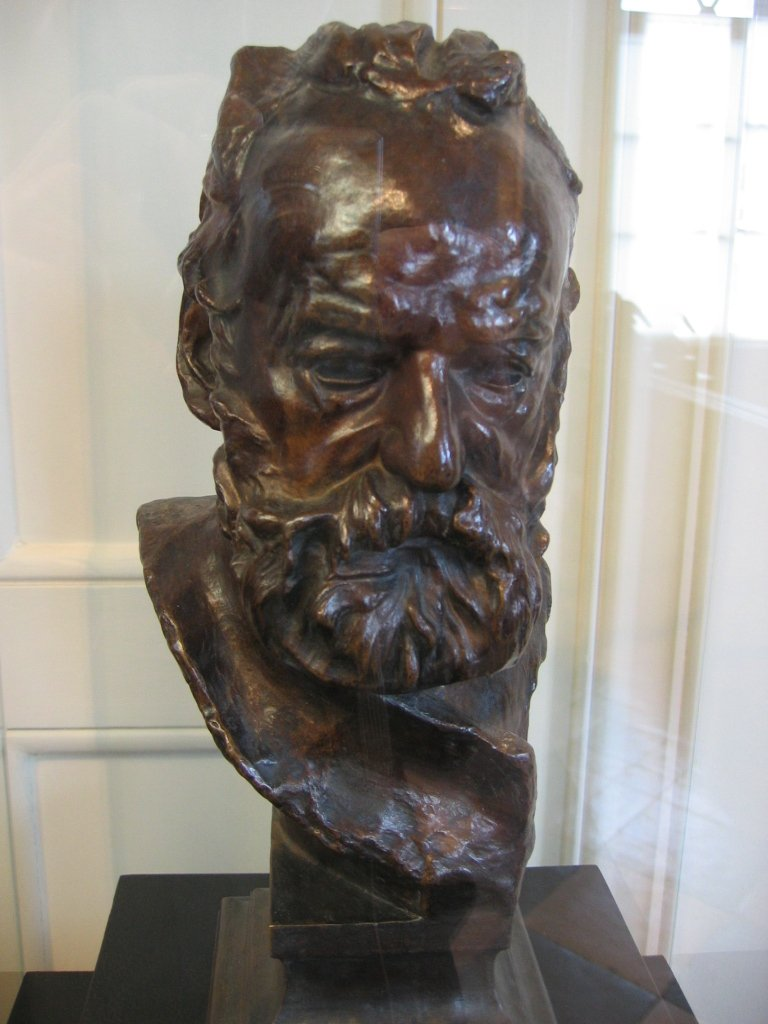
Victor Hugo, Auguste Rodin.
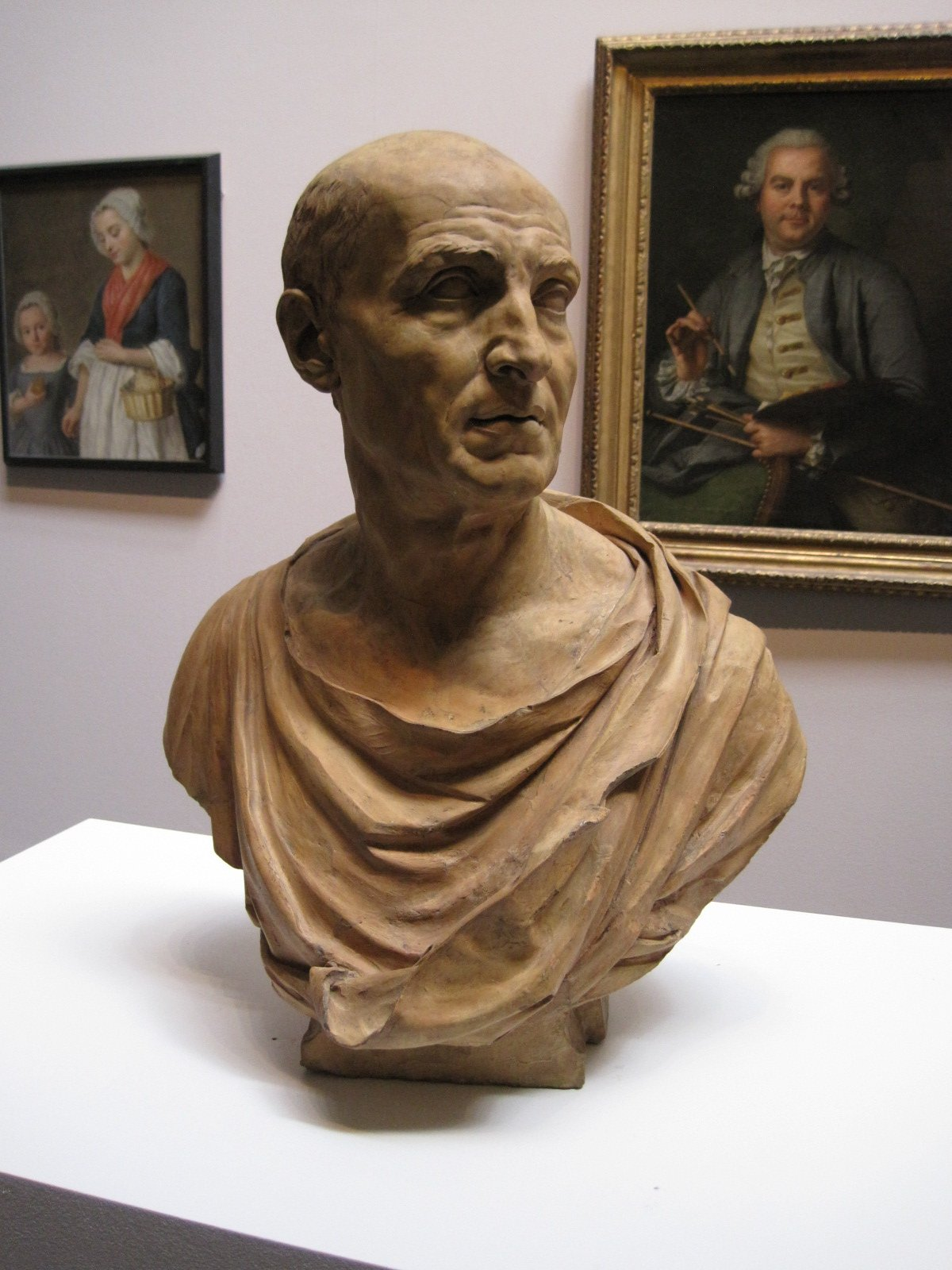
Cicéron, Luc Breton.
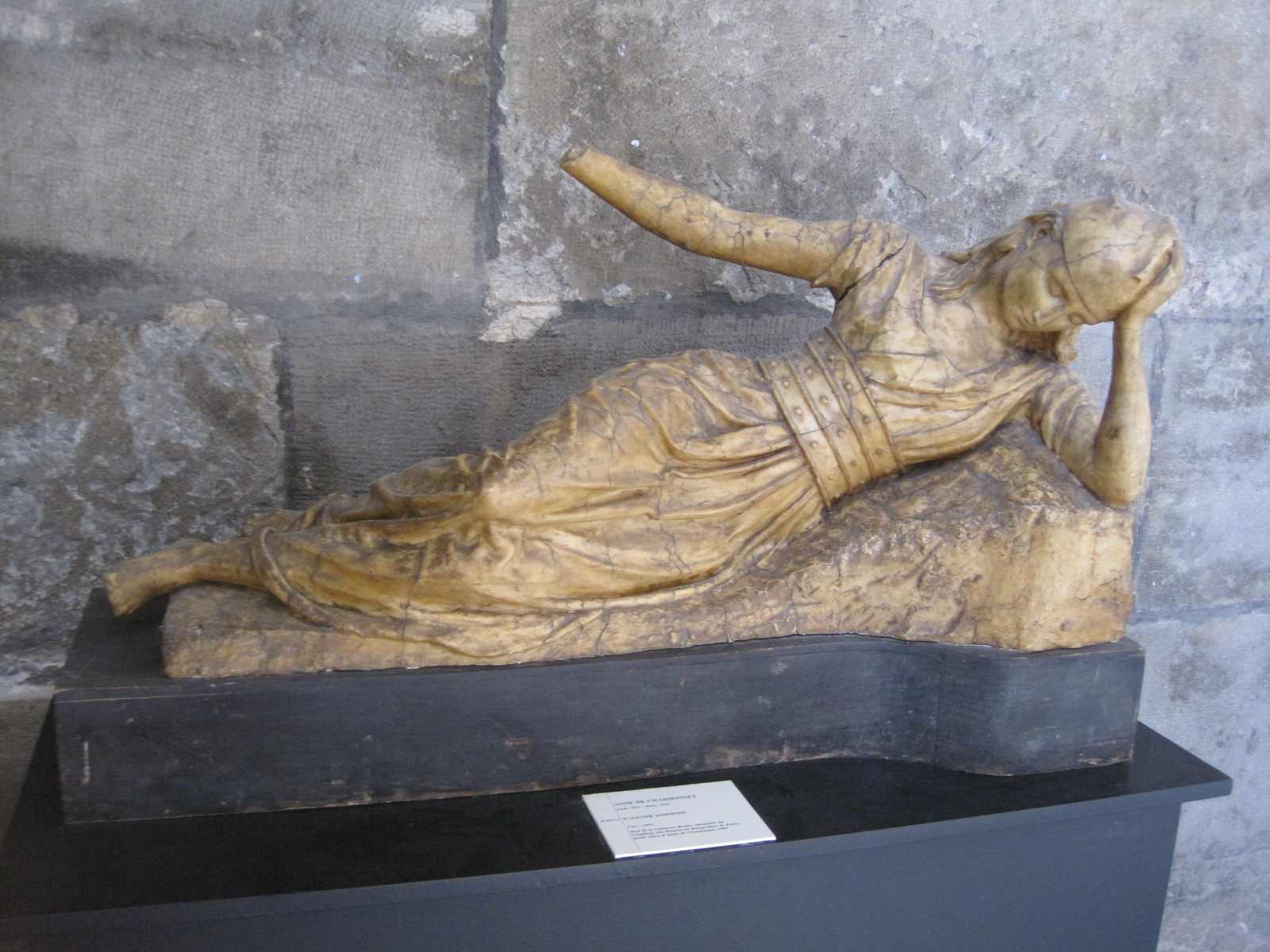
Valkyrie endormie, Anne de Chardonnet.

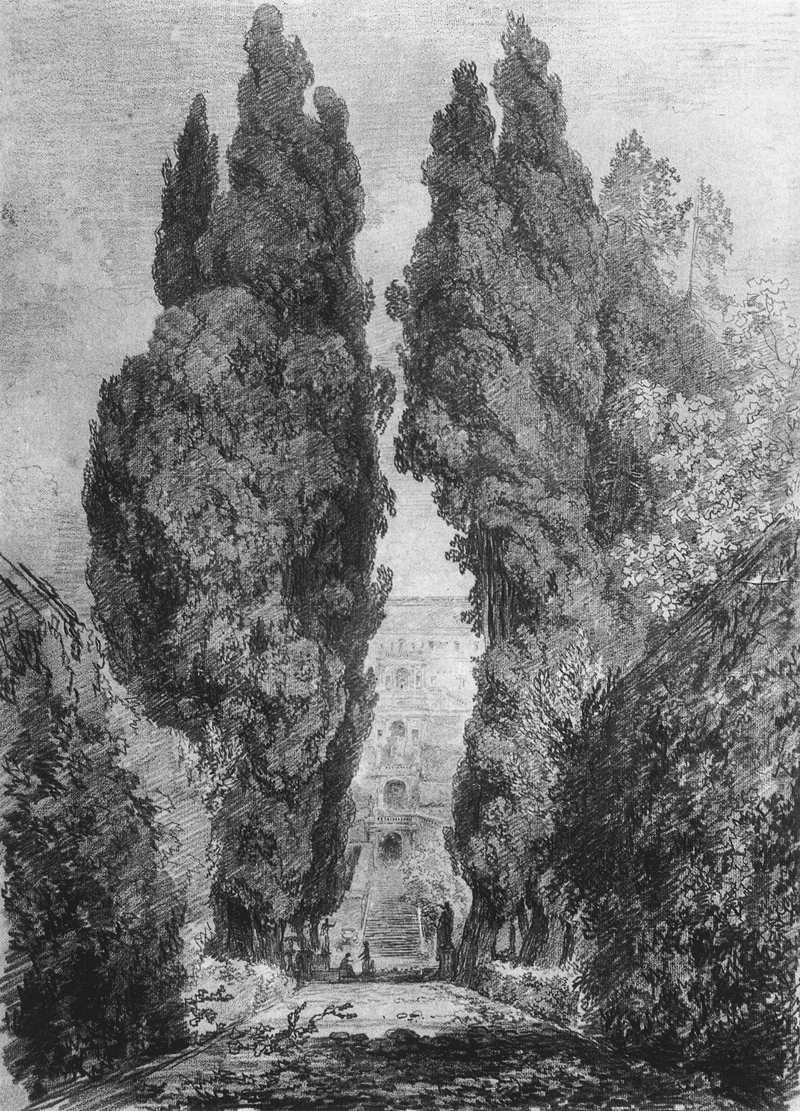
Jean-Honoré Fragonard (1732-1806), Les Grands Cyprès de la villa d'Este, sanguine,.

### Dessins
Le musée des Beaux-Arts et d’Archéologie de Besançon possède un des plus importants cabinets de dessins de France grâce à son ensemble d’œuvres des écoles européennes de la fin du XVe au milieu du XXe siècle. La collection compte plus de 5 500 dessins. On y trouve les noms de :
- Les dessins italiens du XVe au XVIIIe siècle : Baroche, Le Tintoret, Carrache, Tiepolo...
- Les dessins nordiques des XVIe et XVIIe siècles : Dürer, Rubens, Jordaens, Rembrandt...
- Les dessins français des XVIIe et XVIIIe siècles : Poussin, Le Sueur, Vouet, Boucher, Fragonard, Hubert Robert, Watteau...
- Les dessins français du XIXe au XXe siècle : David, Géricault, Delacroix, Courbet, Dufy, Albert Marquet, Matisse, Rodin, Charles Lapicque...

## Le bâtiment

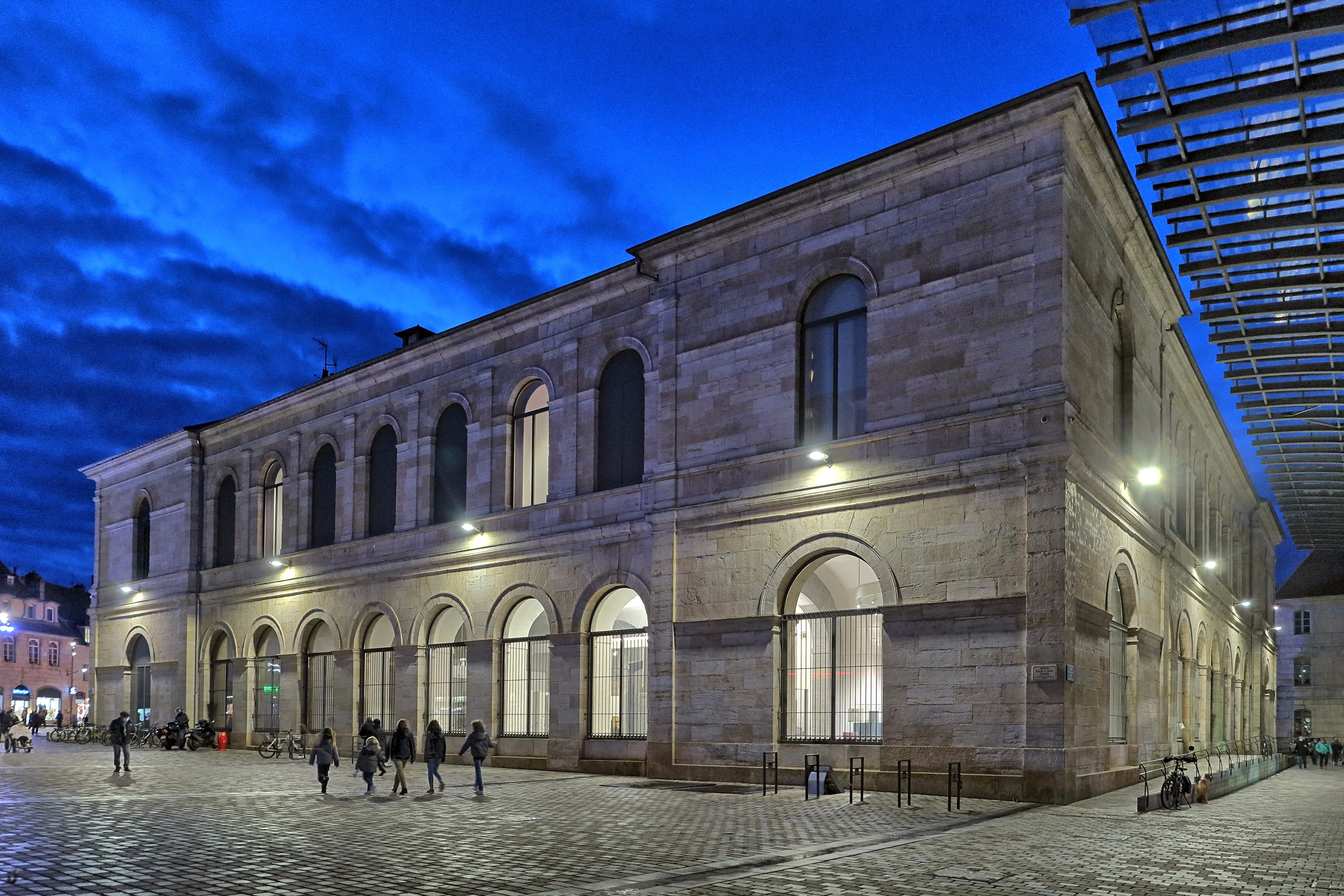
Façade rue Gustave-Courbet.

Le musée des Beaux-Arts est situé au 1, place de la Révolution, dans le quartier de la Boucle. Le bâtiment est édifié pour accueillir une nouvelle halle aux grains, car l’ancienne ne suffit plus aux besoins de la ville. Le nouvel édifice est conçu par l'architecte bisontin Pierre Marnotte.
Les travaux débutent en juillet 1834 pour ne s’achever qu’en 1842. Les aménagements intérieurs sont terminées par Alphonse Delacroix, successeur de Marnotte. La ville décide d'installer en 1843 le musée dans l'étage du bâtiment ainsi que l'école des beaux-arts et une salle de concert. Puis au fil des donations le musée s'étend pour finir par utiliser tout l'édifice à la fin du XIXe siècle.
À la suite de la donation Besson, le musée est trop exigu, il est alors réaménagé par Louis Miquel, un élève de Le Corbusier, de 1967 à 1970. La cour intérieure du bâtiment est alors remplie d'une structure en béton brut composée de plans inclinés ne prenant pas appui sur l'ancienne structure: seul un système de passerelles relie l'aménagement de Louis Miquel à la partie plus ancienne du bâtiment.

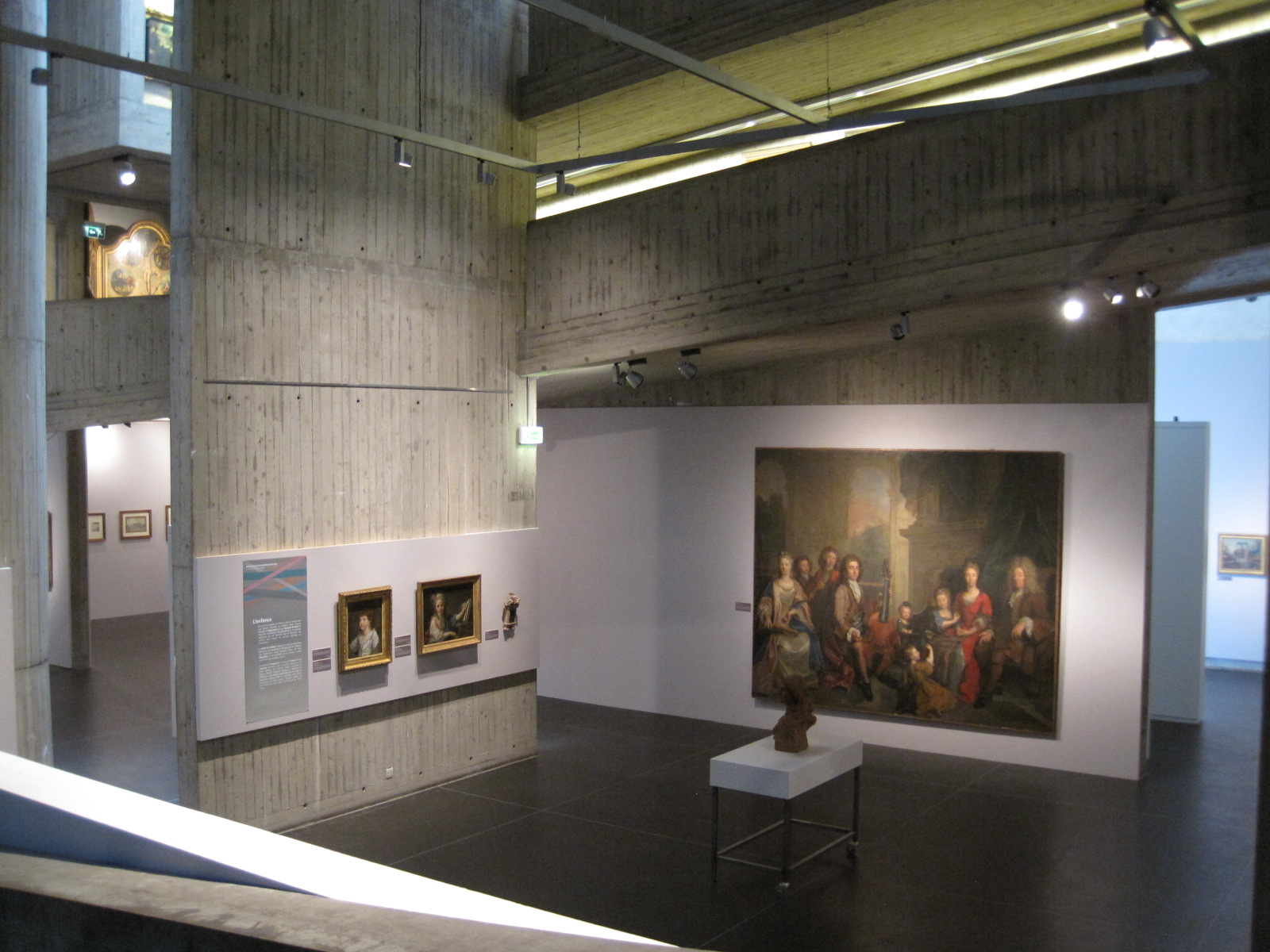
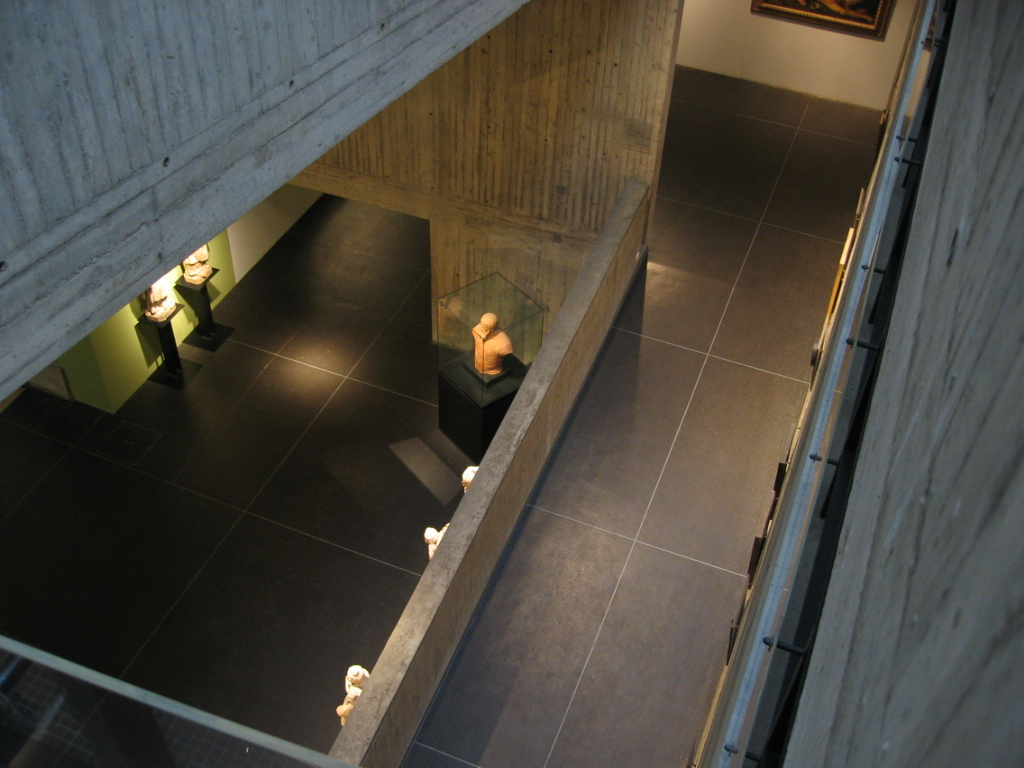
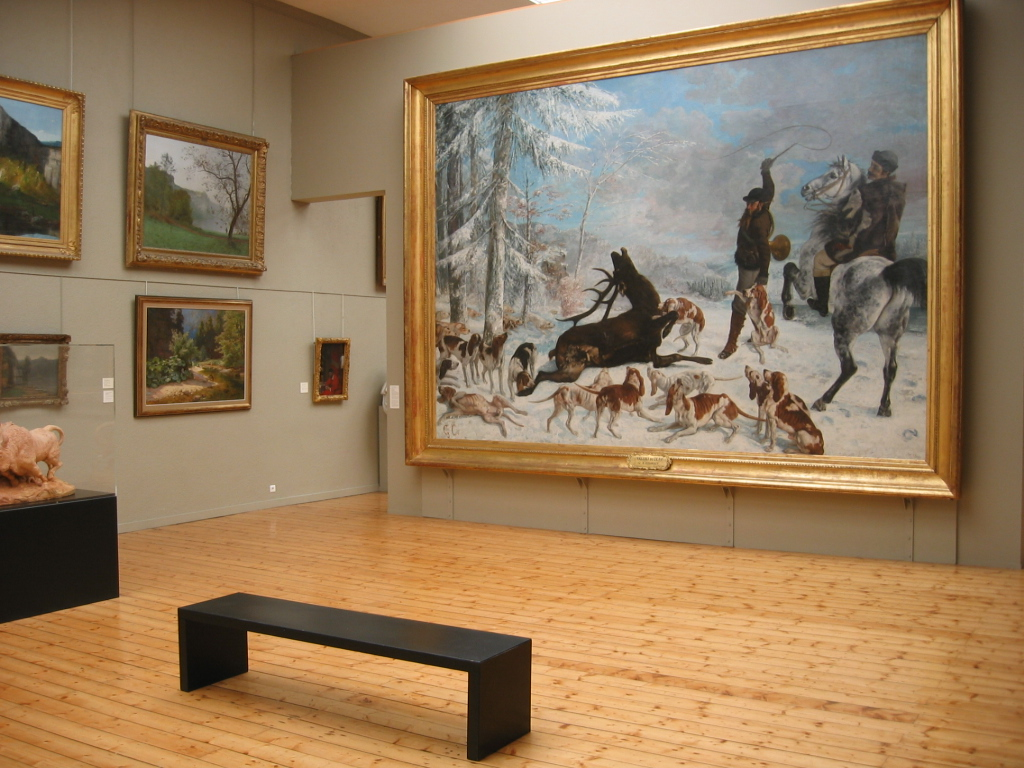
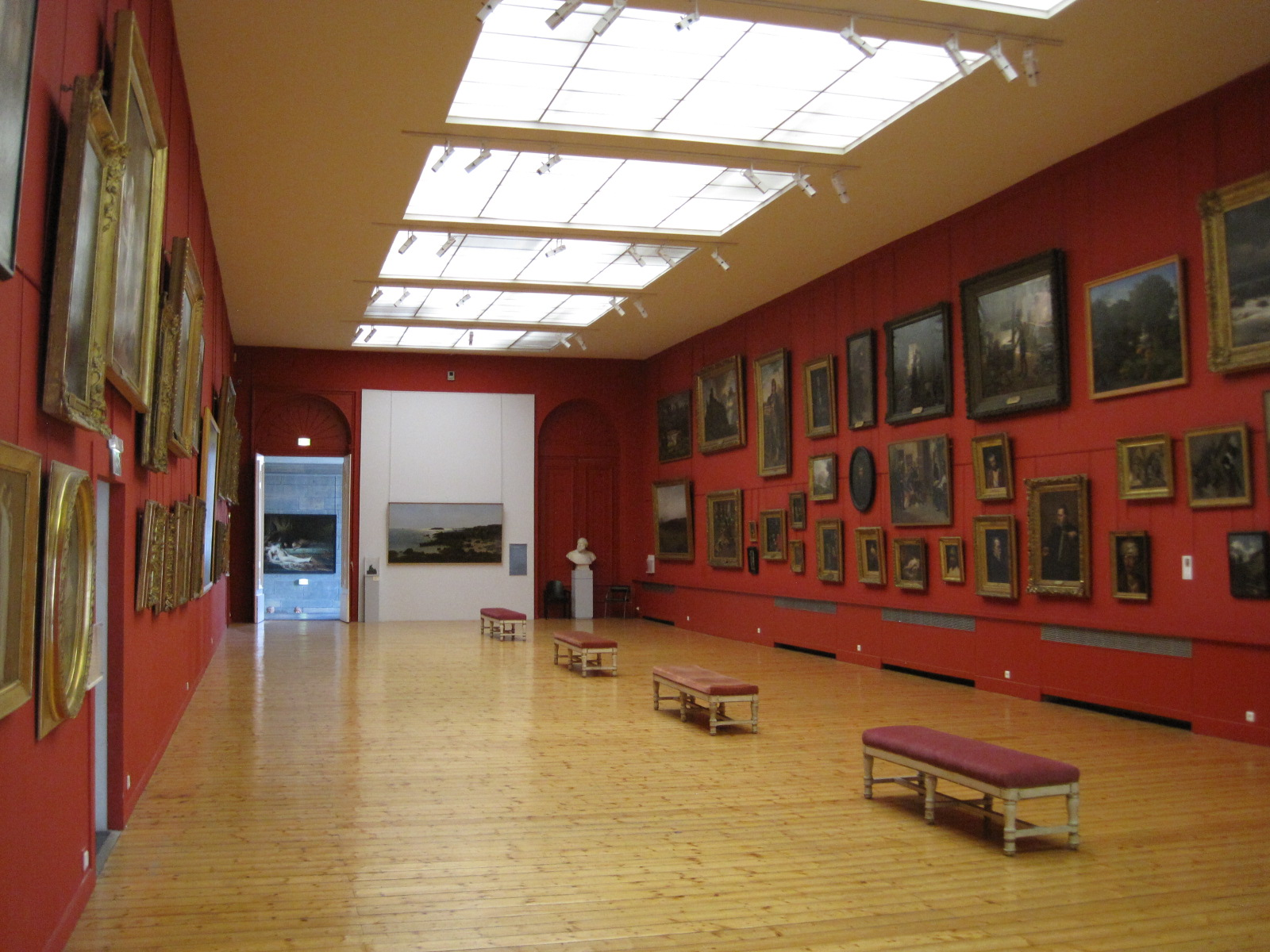

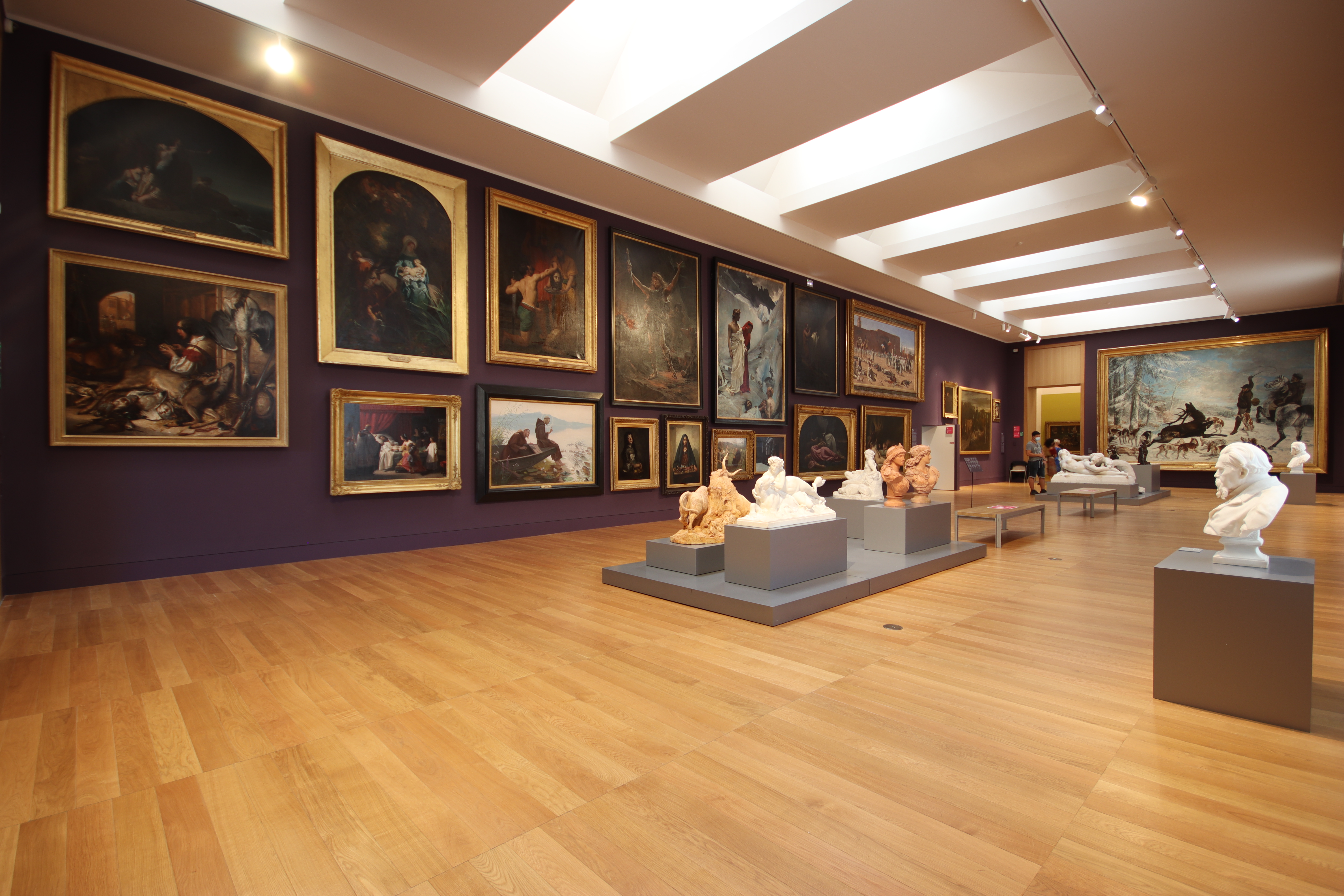
Salle XIXe siècle du musée.

Le musée connaît une nouvelle réhabilitation pour une durée de 22 mois à partir d'octobre 2015. Ce nouveau projet a pour objectifs l'augmentation de la surface d'exposition (1 000 m2), la rénovation de la grande verrière protégeant la cour du bâtiment, l'amélioration de la cohérence du circuit de visite, la rénovation du hall d’accueil, une nouvelle boutique et la mise en conformité des systèmes de sécurité.
Au cours de cette période de fermeture, des œuvres du musée sont exposées dans d'autres musées. Une soixantaine d'entre elles du XIXe siècle font ainsi l'objet d'une exposition intitulée « De David à Courbet » au cours de l'été 2016 au musée des Beaux-Arts de Rennes.
Le musée rénové est inauguré le 16 novembre 2018 par le président de la République Emmanuel Macron.

### Vidéographie
- Le musée des Beaux-arts de Besançon dans Bourgogne Franche-Comté Matin vendredi 20 mars  2014
- C'est votre tour : le nouveau musée des Beaux-Arts de Besançon 16 novembre 2018
- Réouverture du Musée des beaux-arts de Besançon sur Télématin